# Liste der Kulturdenkmale in Berlin-Lichterfelde

Lage von Lichterfelde in Berlin

In der Liste der Kulturdenkmale von Lichterfelde sind die Kulturdenkmale des Berliner Ortsteils Lichterfelde im Bezirk Steglitz-Zehlendorf aufgeführt.

## Denkmalbereiche (Ensembles)
| Nr.      | Lage | Offizielle Bezeichnung | Bestandteile / Beschreibung | Bild                                |
| -------- | --- | --- | --- | ----------------------------------- |
| 09065672 | Asternplatz 1–4 Begonienplatz Enzianstraße 1–5A Eugen-Gerstenmaier-Platz Geranienstraße 11–14 Hortensienstraße 1–63 Hortensienplatz Lilienstraße 3–6 Nelkenstraße 1–7 Tulpenstraße 1–19 Unter den Eichen 112A, 114–115 (Lage)                                                     | Blumenviertel mit Asternplatz, Begonienplatz, Eugen-Gerstenmaier-Platz und Hortensienplatz, Wohnbauten, Kirche und S-Bahnhof Botanischer Garten Gesamtanlagen siehe: Geranienstraße 11–14 Hortensienstraße 18; 22–26; 28A–B; 34–63 Lilienstraße 3–6 Baudenkmale siehe: Hortensienstraße 13; 28; 19–21C Gartendenkmal siehe: Hortensienstraße 19–21 | Weitere Bestandteile des Ensembles: | Weitere Bestandteile des Ensembles: |
| 09065672 | Asternplatz 1–4 Begonienplatz Enzianstraße 1–5A Eugen-Gerstenmaier-Platz Geranienstraße 11–14 Hortensienstraße 1–63 Hortensienplatz Lilienstraße 3–6 Nelkenstraße 1–7 Tulpenstraße 1–19 Unter den Eichen 112A, 114–115 (Lage)                                                     | Blumenviertel mit Asternplatz, Begonienplatz, Eugen-Gerstenmaier-Platz und Hortensienplatz, Wohnbauten, Kirche und S-Bahnhof Botanischer Garten Gesamtanlagen siehe: Geranienstraße 11–14 Hortensienstraße 18; 22–26; 28A–B; 34–63 Lilienstraße 3–6 Baudenkmale siehe: Hortensienstraße 13; 28; 19–21C Gartendenkmal siehe: Hortensienstraße 19–21 | 09065673 – Asternplatz 1, Mietshaus, 1922–1923 von Muthe (?) |                                     |
| 09065672 | Asternplatz 1–4 Begonienplatz Enzianstraße 1–5A Eugen-Gerstenmaier-Platz Geranienstraße 11–14 Hortensienstraße 1–63 Hortensienplatz Lilienstraße 3–6 Nelkenstraße 1–7 Tulpenstraße 1–19 Unter den Eichen 112A, 114–115 (Lage)                                                     | Blumenviertel mit Asternplatz, Begonienplatz, Eugen-Gerstenmaier-Platz und Hortensienplatz, Wohnbauten, Kirche und S-Bahnhof Botanischer Garten Gesamtanlagen siehe: Geranienstraße 11–14 Hortensienstraße 18; 22–26; 28A–B; 34–63 Lilienstraße 3–6 Baudenkmale siehe: Hortensienstraße 13; 28; 19–21C Gartendenkmal siehe: Hortensienstraße 19–21 | 09065674 – Asternplatz 2 / Unter den Eichen 114, Mietshaus, 1910–1911 von A. Petersen |                                     |
| 09065672 | Asternplatz 1–4 Begonienplatz Enzianstraße 1–5A Eugen-Gerstenmaier-Platz Geranienstraße 11–14 Hortensienstraße 1–63 Hortensienplatz Lilienstraße 3–6 Nelkenstraße 1–7 Tulpenstraße 1–19 Unter den Eichen 112A, 114–115 (Lage)                                                     | Blumenviertel mit Asternplatz, Begonienplatz, Eugen-Gerstenmaier-Platz und Hortensienplatz, Wohnbauten, Kirche und S-Bahnhof Botanischer Garten Gesamtanlagen siehe: Geranienstraße 11–14 Hortensienstraße 18; 22–26; 28A–B; 34–63 Lilienstraße 3–6 Baudenkmale siehe: Hortensienstraße 13; 28; 19–21C Gartendenkmal siehe: Hortensienstraße 19–21 | 09065675 – Asternplatz 3 / Unter den Eichen 112A, Mietshaus, 1911–1912 von Emil Schlüter |                                     |
| 09065672 | Asternplatz 1–4 Begonienplatz Enzianstraße 1–5A Eugen-Gerstenmaier-Platz Geranienstraße 11–14 Hortensienstraße 1–63 Hortensienplatz Lilienstraße 3–6 Nelkenstraße 1–7 Tulpenstraße 1–19 Unter den Eichen 112A, 114–115 (Lage)                                                     | Blumenviertel mit Asternplatz, Begonienplatz, Eugen-Gerstenmaier-Platz und Hortensienplatz, Wohnbauten, Kirche und S-Bahnhof Botanischer Garten Gesamtanlagen siehe: Geranienstraße 11–14 Hortensienstraße 18; 22–26; 28A–B; 34–63 Lilienstraße 3–6 Baudenkmale siehe: Hortensienstraße 13; 28; 19–21C Gartendenkmal siehe: Hortensienstraße 19–21 | 09065676 – Asternplatz 4, Mietshaus, 1922–1923 von Muthe (?) |                                     |
| 09065672 | Asternplatz 1–4 Begonienplatz Enzianstraße 1–5A Eugen-Gerstenmaier-Platz Geranienstraße 11–14 Hortensienstraße 1–63 Hortensienplatz Lilienstraße 3–6 Nelkenstraße 1–7 Tulpenstraße 1–19 Unter den Eichen 112A, 114–115 (Lage)                                                     | Blumenviertel mit Asternplatz, Begonienplatz, Eugen-Gerstenmaier-Platz und Hortensienplatz, Wohnbauten, Kirche und S-Bahnhof Botanischer Garten Gesamtanlagen siehe: Geranienstraße 11–14 Hortensienstraße 18; 22–26; 28A–B; 34–63 Lilienstraße 3–6 Baudenkmale siehe: Hortensienstraße 13; 28; 19–21C Gartendenkmal siehe: Hortensienstraße 19–21 | 09065778 – Enzianstraße 1 / Hortensienstraße 12B, Mietshaus, 1910 von Peter Mengden |                                     |
| 09065672 | Asternplatz 1–4 Begonienplatz Enzianstraße 1–5A Eugen-Gerstenmaier-Platz Geranienstraße 11–14 Hortensienstraße 1–63 Hortensienplatz Lilienstraße 3–6 Nelkenstraße 1–7 Tulpenstraße 1–19 Unter den Eichen 112A, 114–115 (Lage)                                                     | Blumenviertel mit Asternplatz, Begonienplatz, Eugen-Gerstenmaier-Platz und Hortensienplatz, Wohnbauten, Kirche und S-Bahnhof Botanischer Garten Gesamtanlagen siehe: Geranienstraße 11–14 Hortensienstraße 18; 22–26; 28A–B; 34–63 Lilienstraße 3–6 Baudenkmale siehe: Hortensienstraße 13; 28; 19–21C Gartendenkmal siehe: Hortensienstraße 19–21 | 09065779 – Enzianstraße 2 / Tulpenstraße 5A, Mietshaus, 1911–1913 von Ferdinand Nitze |                                     |
| 09065672 | Asternplatz 1–4 Begonienplatz Enzianstraße 1–5A Eugen-Gerstenmaier-Platz Geranienstraße 11–14 Hortensienstraße 1–63 Hortensienplatz Lilienstraße 3–6 Nelkenstraße 1–7 Tulpenstraße 1–19 Unter den Eichen 112A, 114–115 (Lage)                                                     | Blumenviertel mit Asternplatz, Begonienplatz, Eugen-Gerstenmaier-Platz und Hortensienplatz, Wohnbauten, Kirche und S-Bahnhof Botanischer Garten Gesamtanlagen siehe: Geranienstraße 11–14 Hortensienstraße 18; 22–26; 28A–B; 34–63 Lilienstraße 3–6 Baudenkmale siehe: Hortensienstraße 13; 28; 19–21C Gartendenkmal siehe: Hortensienstraße 19–21 | 09065780 – Enzianstraße 3, Mietshaus, 1910–1911 von Ernst Friers |                                     |
| 09065672 | Asternplatz 1–4 Begonienplatz Enzianstraße 1–5A Eugen-Gerstenmaier-Platz Geranienstraße 11–14 Hortensienstraße 1–63 Hortensienplatz Lilienstraße 3–6 Nelkenstraße 1–7 Tulpenstraße 1–19 Unter den Eichen 112A, 114–115 (Lage)                                                     | Blumenviertel mit Asternplatz, Begonienplatz, Eugen-Gerstenmaier-Platz und Hortensienplatz, Wohnbauten, Kirche und S-Bahnhof Botanischer Garten Gesamtanlagen siehe: Geranienstraße 11–14 Hortensienstraße 18; 22–26; 28A–B; 34–63 Lilienstraße 3–6 Baudenkmale siehe: Hortensienstraße 13; 28; 19–21C Gartendenkmal siehe: Hortensienstraße 19–21 | 09065880 – Hortensienstraße 12A, Mietshaus, 1910–1911 von Peter Mengden |                                     |
| 09065672 | Asternplatz 1–4 Begonienplatz Enzianstraße 1–5A Eugen-Gerstenmaier-Platz Geranienstraße 11–14 Hortensienstraße 1–63 Hortensienplatz Lilienstraße 3–6 Nelkenstraße 1–7 Tulpenstraße 1–19 Unter den Eichen 112A, 114–115 (Lage)                                                     | Blumenviertel mit Asternplatz, Begonienplatz, Eugen-Gerstenmaier-Platz und Hortensienplatz, Wohnbauten, Kirche und S-Bahnhof Botanischer Garten Gesamtanlagen siehe: Geranienstraße 11–14 Hortensienstraße 18; 22–26; 28A–B; 34–63 Lilienstraße 3–6 Baudenkmale siehe: Hortensienstraße 13; 28; 19–21C Gartendenkmal siehe: Hortensienstraße 19–21 | 09065881 – Hortensienstraße 14, Mietshaus, 1910–1911 von Ernst Friers |                                     |
| 09065672 | Asternplatz 1–4 Begonienplatz Enzianstraße 1–5A Eugen-Gerstenmaier-Platz Geranienstraße 11–14 Hortensienstraße 1–63 Hortensienplatz Lilienstraße 3–6 Nelkenstraße 1–7 Tulpenstraße 1–19 Unter den Eichen 112A, 114–115 (Lage)                                                     | Blumenviertel mit Asternplatz, Begonienplatz, Eugen-Gerstenmaier-Platz und Hortensienplatz, Wohnbauten, Kirche und S-Bahnhof Botanischer Garten Gesamtanlagen siehe: Geranienstraße 11–14 Hortensienstraße 18; 22–26; 28A–B; 34–63 Lilienstraße 3–6 Baudenkmale siehe: Hortensienstraße 13; 28; 19–21C Gartendenkmal siehe: Hortensienstraße 19–21 | 09065885 – Hortensienstraße 27, Mietshaus, 1911 von Ferdinand Nitze |                                     |
| 09065672 | Asternplatz 1–4 Begonienplatz Enzianstraße 1–5A Eugen-Gerstenmaier-Platz Geranienstraße 11–14 Hortensienstraße 1–63 Hortensienplatz Lilienstraße 3–6 Nelkenstraße 1–7 Tulpenstraße 1–19 Unter den Eichen 112A, 114–115 (Lage)                                                     | Blumenviertel mit Asternplatz, Begonienplatz, Eugen-Gerstenmaier-Platz und Hortensienplatz, Wohnbauten, Kirche und S-Bahnhof Botanischer Garten Gesamtanlagen siehe: Geranienstraße 11–14 Hortensienstraße 18; 22–26; 28A–B; 34–63 Lilienstraße 3–6 Baudenkmale siehe: Hortensienstraße 13; 28; 19–21C Gartendenkmal siehe: Hortensienstraße 19–21 | 09065888 – Hortensienstraße 29–29A, Mietshaus, 1910–1911 von Heinrich Möller |                                     |
| 09065672 | Asternplatz 1–4 Begonienplatz Enzianstraße 1–5A Eugen-Gerstenmaier-Platz Geranienstraße 11–14 Hortensienstraße 1–63 Hortensienplatz Lilienstraße 3–6 Nelkenstraße 1–7 Tulpenstraße 1–19 Unter den Eichen 112A, 114–115 (Lage)                                                     | Blumenviertel mit Asternplatz, Begonienplatz, Eugen-Gerstenmaier-Platz und Hortensienplatz, Wohnbauten, Kirche und S-Bahnhof Botanischer Garten Gesamtanlagen siehe: Geranienstraße 11–14 Hortensienstraße 18; 22–26; 28A–B; 34–63 Lilienstraße 3–6 Baudenkmale siehe: Hortensienstraße 13; 28; 19–21C Gartendenkmal siehe: Hortensienstraße 19–21 | 09066151 – Tulpenstraße 5, Mietshaus, 1911 von Ernst Friers |                                     |
| 09065672 | Asternplatz 1–4 Begonienplatz Enzianstraße 1–5A Eugen-Gerstenmaier-Platz Geranienstraße 11–14 Hortensienstraße 1–63 Hortensienplatz Lilienstraße 3–6 Nelkenstraße 1–7 Tulpenstraße 1–19 Unter den Eichen 112A, 114–115 (Lage)                                                     | Blumenviertel mit Asternplatz, Begonienplatz, Eugen-Gerstenmaier-Platz und Hortensienplatz, Wohnbauten, Kirche und S-Bahnhof Botanischer Garten Gesamtanlagen siehe: Geranienstraße 11–14 Hortensienstraße 18; 22–26; 28A–B; 34–63 Lilienstraße 3–6 Baudenkmale siehe: Hortensienstraße 13; 28; 19–21C Gartendenkmal siehe: Hortensienstraße 19–21 | 09066152 – Tulpenstraße 6, Mietshaus, um 1910 |                                     |
| 09065672 | Asternplatz 1–4 Begonienplatz Enzianstraße 1–5A Eugen-Gerstenmaier-Platz Geranienstraße 11–14 Hortensienstraße 1–63 Hortensienplatz Lilienstraße 3–6 Nelkenstraße 1–7 Tulpenstraße 1–19 Unter den Eichen 112A, 114–115 (Lage)                                                     | Blumenviertel mit Asternplatz, Begonienplatz, Eugen-Gerstenmaier-Platz und Hortensienplatz, Wohnbauten, Kirche und S-Bahnhof Botanischer Garten Gesamtanlagen siehe: Geranienstraße 11–14 Hortensienstraße 18; 22–26; 28A–B; 34–63 Lilienstraße 3–6 Baudenkmale siehe: Hortensienstraße 13; 28; 19–21C Gartendenkmal siehe: Hortensienstraße 19–21 | 09066153 – Unter den Eichen 115, Mietshaus, 1910–1911 von A. Petersen |                                     |
| 09065677 | Augustaplatz 2, 3, 5 Augustastraße 12, 28–30 (Lage) | Platzanlage, Villen und Mietshäuser Baudenkmal siehe: Augustastraße 30 Gartendenkmal siehe: Augustaplatz | Weitere Bestandteile des Ensembles: | Weitere Bestandteile des Ensembles: |
| 09065677 | Augustaplatz 2, 3, 5 Augustastraße 12, 28–30 (Lage) | Platzanlage, Villen und Mietshäuser Baudenkmal siehe: Augustastraße 30 Gartendenkmal siehe: Augustaplatz | 09065678 – Augustaplatz 2, Mietshaus, 1895–1896 von Karl August Dehmel und Friedrich Simon |                                     |
| 09065677 | Augustaplatz 2, 3, 5 Augustastraße 12, 28–30 (Lage) | Platzanlage, Villen und Mietshäuser Baudenkmal siehe: Augustastraße 30 Gartendenkmal siehe: Augustaplatz | 09065679 – Augustaplatz 3 / Augustastraße 12, Mietshaus, 1896–1897 von Louis Deumig |                                     |
| 09065677 | Augustaplatz 2, 3, 5 Augustastraße 12, 28–30 (Lage) | Platzanlage, Villen und Mietshäuser Baudenkmal siehe: Augustastraße 30 Gartendenkmal siehe: Augustaplatz | 09065680 – Augustaplatz 5, Wohnhaus, 1891–1892 von Friedrich Schirmer |                                     |
| 09065677 | Augustaplatz 2, 3, 5 Augustastraße 12, 28–30 (Lage) | Platzanlage, Villen und Mietshäuser Baudenkmal siehe: Augustastraße 30 Gartendenkmal siehe: Augustaplatz | 09065684 – Augustastraße 28, Mietshaus, 1895 von Friedrich Simon |                                     |
| 09065677 | Augustaplatz 2, 3, 5 Augustastraße 12, 28–30 (Lage) | Platzanlage, Villen und Mietshäuser Baudenkmal siehe: Augustastraße 30 Gartendenkmal siehe: Augustaplatz | 09065685 – Augustastraße 28A, Mietshaus, 1897–1898 von Friedrich Simon und August Dehmel |                                     |
| 09065677 | Augustaplatz 2, 3, 5 Augustastraße 12, 28–30 (Lage) | Platzanlage, Villen und Mietshäuser Baudenkmal siehe: Augustastraße 30 Gartendenkmal siehe: Augustaplatz | 09075170 – Augustastraße 28B, Wohnhaus, 1898 von Ferdinand Münzenberger |                                     |
| 09065677 | Augustaplatz 2, 3, 5 Augustastraße 12, 28–30 (Lage) | Platzanlage, Villen und Mietshäuser Baudenkmal siehe: Augustastraße 30 Gartendenkmal siehe: Augustaplatz | 09065686 – Augustastraße 29, Wohnhaus, 1891–1892 von August Höhne |                                     |
| 09065694 | Bahnhofstraße 17, 30, 31 (Lage) | Wohnhäuser | Bestandteile des Ensembles: | Bestandteile des Ensembles:         |
| 09065694 | Bahnhofstraße 17, 30, 31 (Lage) | Wohnhäuser | 09065695 – Bahnhofstraße 17, Wohnhaus, 1886–1887 von Wilhelm Hintze |                                     |
| 09065694 | Bahnhofstraße 17, 30, 31 (Lage) | Wohnhäuser | 09065696 – Bahnhofstraße 30, Wohnhaus, 1891–1892 von Körber |                                     |
| 09065694 | Bahnhofstraße 17, 30, 31 (Lage) | Wohnhäuser | 09065697 – Bahnhofstraße 31, Wohnhaus, 1884–1885 von H. Mertens, Umbau 1911 |                                     |
| 09065701 | Baseler Straße 1–5 Curtiusstraße 4/10 Drakestraße 44–46 Hans-Sachs-Straße 4D–E (Lage) | Wohn- und Mietshäuser, Gaststätte Gesamtanlage siehe: Hans-Sachs-Straße 4D–E Baudenkmale siehe: Baseler Straße 2/4; 5 Curtiusstraße 10 | Weitere Bestandteile des Ensembles: | Weitere Bestandteile des Ensembles: |
| 09065701 | Baseler Straße 1–5 Curtiusstraße 4/10 Drakestraße 44–46 Hans-Sachs-Straße 4D–E (Lage) | Wohn- und Mietshäuser, Gaststätte Gesamtanlage siehe: Hans-Sachs-Straße 4D–E Baudenkmale siehe: Baseler Straße 2/4; 5 Curtiusstraße 10 | 09065702 – Baseler Straße 1, Gaststätte mit Festsaal, 1892–1893 von Willy Sander, 1933 Umbau von Hans-Joachim Grothe |                                     |
| 09065701 | Baseler Straße 1–5 Curtiusstraße 4/10 Drakestraße 44–46 Hans-Sachs-Straße 4D–E (Lage) | Wohn- und Mietshäuser, Gaststätte Gesamtanlage siehe: Hans-Sachs-Straße 4D–E Baudenkmale siehe: Baseler Straße 2/4; 5 Curtiusstraße 10 | 09065703 – Baseler Straße 3, Wohnhaus, 1892–1895 von Willy Sander |                                     |
| 09065701 | Baseler Straße 1–5 Curtiusstraße 4/10 Drakestraße 44–46 Hans-Sachs-Straße 4D–E (Lage) | Wohn- und Mietshäuser, Gaststätte Gesamtanlage siehe: Hans-Sachs-Straße 4D–E Baudenkmale siehe: Baseler Straße 2/4; 5 Curtiusstraße 10 | 09065737 – Curtiusstraße 4, Wohnhaus, 1902–1903 von H. Franzke |                                     |
| 09065701 | Baseler Straße 1–5 Curtiusstraße 4/10 Drakestraße 44–46 Hans-Sachs-Straße 4D–E (Lage) | Wohn- und Mietshäuser, Gaststätte Gesamtanlage siehe: Hans-Sachs-Straße 4D–E Baudenkmale siehe: Baseler Straße 2/4; 5 Curtiusstraße 10 | 09065754 – Drakestraße 44, Mietshaus, 1898 von Louis Deumig |                                     |
| 09065701 | Baseler Straße 1–5 Curtiusstraße 4/10 Drakestraße 44–46 Hans-Sachs-Straße 4D–E (Lage) | Wohn- und Mietshäuser, Gaststätte Gesamtanlage siehe: Hans-Sachs-Straße 4D–E Baudenkmale siehe: Baseler Straße 2/4; 5 Curtiusstraße 10 | 09065755 – Drakestraße 45, Wohnhaus, 1892–1893 von Willy Sander |                                     |
| 09065701 | Baseler Straße 1–5 Curtiusstraße 4/10 Drakestraße 44–46 Hans-Sachs-Straße 4D–E (Lage) | Wohn- und Mietshäuser, Gaststätte Gesamtanlage siehe: Hans-Sachs-Straße 4D–E Baudenkmale siehe: Baseler Straße 2/4; 5 Curtiusstraße 10 | 09065756 – Drakestraße 46, Wohnhaus, 1892–1894 von Willy Sander |                                     |
| 09065708 | Baseler Straße 30/36 (Lage) | Wohn- und Mietshäuser | Bestandteile des Ensembles: | Bestandteile des Ensembles:         |
| 09065708 | Baseler Straße 30/36 (Lage) | Wohn- und Mietshäuser | 09065709 – Baseler Straße 30/32, Doppelmietshaus, 1899–1900 von Heinrich Mensching |                                     |
| 09065708 | Baseler Straße 30/36 (Lage) | Wohn- und Mietshäuser | 09065710 – Baseler Straße 34, Wohnhaus, 1899–1900 von Heinrich Mensching |                                     |
| 09065708 | Baseler Straße 30/36 (Lage) | Wohn- und Mietshäuser | 09065711 – Baseler Straße 36, Wohnhaus, 1898 von W. Ernst (?) |                                     |
| 09065712 | Baseler Straße 39, 40, 43–46, 49–50 Friedrichstraße 2, 15, 16 Kadettenweg 20/24, 27, 31–33, 35 Ringstraße 27–31, 68–73 (Lage) | Wohnhäuser Baudenkmale siehe: Baseler Straße 44; 50 Friedrichstraße 15 Ringstraße 28; 68 | Weitere Bestandteile des Ensembles: | Weitere Bestandteile des Ensembles: |
| 09065712 | Baseler Straße 39, 40, 43–46, 49–50 Friedrichstraße 2, 15, 16 Kadettenweg 20/24, 27, 31–33, 35 Ringstraße 27–31, 68–73 (Lage) | Wohnhäuser Baudenkmale siehe: Baseler Straße 44; 50 Friedrichstraße 15 Ringstraße 28; 68 | 09065713 – Baseler Straße 39, Wohnhaus, 1892–1893 von M. Zoche |                                     |
| 09065712 | Baseler Straße 39, 40, 43–46, 49–50 Friedrichstraße 2, 15, 16 Kadettenweg 20/24, 27, 31–33, 35 Ringstraße 27–31, 68–73 (Lage) | Wohnhäuser Baudenkmale siehe: Baseler Straße 44; 50 Friedrichstraße 15 Ringstraße 28; 68 | 09065714 – Baseler Straße 40, Wohnhaus, 1901–1902 von Heinrich Mensching |                                     |
| 09065712 | Baseler Straße 39, 40, 43–46, 49–50 Friedrichstraße 2, 15, 16 Kadettenweg 20/24, 27, 31–33, 35 Ringstraße 27–31, 68–73 (Lage) | Wohnhäuser Baudenkmale siehe: Baseler Straße 44; 50 Friedrichstraße 15 Ringstraße 28; 68 | 09065715 – Baseler Straße 43, Wohnhaus, 1894 von M. Zoche |                                     |
| 09065712 | Baseler Straße 39, 40, 43–46, 49–50 Friedrichstraße 2, 15, 16 Kadettenweg 20/24, 27, 31–33, 35 Ringstraße 27–31, 68–73 (Lage) | Wohnhäuser Baudenkmale siehe: Baseler Straße 44; 50 Friedrichstraße 15 Ringstraße 28; 68 | 09065717 – Baseler Straße 46, Mietshaus, 1905 von August Höhne |                                     |
| 09065712 | Baseler Straße 39, 40, 43–46, 49–50 Friedrichstraße 2, 15, 16 Kadettenweg 20/24, 27, 31–33, 35 Ringstraße 27–31, 68–73 (Lage) | Wohnhäuser Baudenkmale siehe: Baseler Straße 44; 50 Friedrichstraße 15 Ringstraße 28; 68 | 09065718 – Baseler Straße 49, Wohnhaus, 1893–1894 von Robert Poseck |                                     |
| 09065712 | Baseler Straße 39, 40, 43–46, 49–50 Friedrichstraße 2, 15, 16 Kadettenweg 20/24, 27, 31–33, 35 Ringstraße 27–31, 68–73 (Lage) | Wohnhäuser Baudenkmale siehe: Baseler Straße 44; 50 Friedrichstraße 15 Ringstraße 28; 68 | 09065802 – Friedrichstraße 2, Mietshaus, 1902–1903 von August Hausherr |                                     |
| 09065712 | Baseler Straße 39, 40, 43–46, 49–50 Friedrichstraße 2, 15, 16 Kadettenweg 20/24, 27, 31–33, 35 Ringstraße 27–31, 68–73 (Lage) | Wohnhäuser Baudenkmale siehe: Baseler Straße 44; 50 Friedrichstraße 15 Ringstraße 28; 68 | 09065804 – Friedrichstraße 16, Wohnhaus, 1903–1904 von Georg Böhme, 1909–10 Anbau von Adolph Born |                                     |
| 09065712 | Baseler Straße 39, 40, 43–46, 49–50 Friedrichstraße 2, 15, 16 Kadettenweg 20/24, 27, 31–33, 35 Ringstraße 27–31, 68–73 (Lage) | Wohnhäuser Baudenkmale siehe: Baseler Straße 44; 50 Friedrichstraße 15 Ringstraße 28; 68 | 09065903 – Kadettenweg 20, Wohnhaus, 1899–1900 von Emil Schwerdtfeger |                                     |
| 09065712 | Baseler Straße 39, 40, 43–46, 49–50 Friedrichstraße 2, 15, 16 Kadettenweg 20/24, 27, 31–33, 35 Ringstraße 27–31, 68–73 (Lage) | Wohnhäuser Baudenkmale siehe: Baseler Straße 44; 50 Friedrichstraße 15 Ringstraße 28; 68 | 09065904 – Kadettenweg 22, Wohnhaus, 1899–1900 von Emil Schwerdtfeger |                                     |
| 09065712 | Baseler Straße 39, 40, 43–46, 49–50 Friedrichstraße 2, 15, 16 Kadettenweg 20/24, 27, 31–33, 35 Ringstraße 27–31, 68–73 (Lage) | Wohnhäuser Baudenkmale siehe: Baseler Straße 44; 50 Friedrichstraße 15 Ringstraße 28; 68 | 09065905 – Kadettenweg 24, Wohnhaus, 1898 von Emil Schwerdtfeger |                                     |
| 09065712 | Baseler Straße 39, 40, 43–46, 49–50 Friedrichstraße 2, 15, 16 Kadettenweg 20/24, 27, 31–33, 35 Ringstraße 27–31, 68–73 (Lage) | Wohnhäuser Baudenkmale siehe: Baseler Straße 44; 50 Friedrichstraße 15 Ringstraße 28; 68 | 09065906 – Kadettenweg 27 / Ringstraße 31, Mietshaus, 1894–1896 von Emil Schwerdtfeger |                                     |
| 09065712 | Baseler Straße 39, 40, 43–46, 49–50 Friedrichstraße 2, 15, 16 Kadettenweg 20/24, 27, 31–33, 35 Ringstraße 27–31, 68–73 (Lage) | Wohnhäuser Baudenkmale siehe: Baseler Straße 44; 50 Friedrichstraße 15 Ringstraße 28; 68 | 09065907 – Kadettenweg 31/33, Doppelwohnhaus, 1902–1903 von Robert Poseck |                                     |
| 09065712 | Baseler Straße 39, 40, 43–46, 49–50 Friedrichstraße 2, 15, 16 Kadettenweg 20/24, 27, 31–33, 35 Ringstraße 27–31, 68–73 (Lage) | Wohnhäuser Baudenkmale siehe: Baseler Straße 44; 50 Friedrichstraße 15 Ringstraße 28; 68 | 09065908 – Kadettenweg 35, Wohnhaus, 1900–1901 von Robert Poseck |                                     |
| 09065712 | Baseler Straße 39, 40, 43–46, 49–50 Friedrichstraße 2, 15, 16 Kadettenweg 20/24, 27, 31–33, 35 Ringstraße 27–31, 68–73 (Lage) | Wohnhäuser Baudenkmale siehe: Baseler Straße 44; 50 Friedrichstraße 15 Ringstraße 28; 68 | 09066079 – Ringstraße 27, Mietshaus, 1895–1896 von Emil Schwerdtfeger |                                     |
| 09065712 | Baseler Straße 39, 40, 43–46, 49–50 Friedrichstraße 2, 15, 16 Kadettenweg 20/24, 27, 31–33, 35 Ringstraße 27–31, 68–73 (Lage) | Wohnhäuser Baudenkmale siehe: Baseler Straße 44; 50 Friedrichstraße 15 Ringstraße 28; 68 | 09066081 – Ringstraße 29, Wohnhaus, 1892–93 von M. Zoche und Emil Schwerdtfeger |                                     |
| 09065712 | Baseler Straße 39, 40, 43–46, 49–50 Friedrichstraße 2, 15, 16 Kadettenweg 20/24, 27, 31–33, 35 Ringstraße 27–31, 68–73 (Lage) | Wohnhäuser Baudenkmale siehe: Baseler Straße 44; 50 Friedrichstraße 15 Ringstraße 28; 68 | 09066082 – Ringstraße 30, Wohnhaus, 1894 von Emil Schwerdtfeger, 1899 Anbau von G. Böhme |                                     |
| 09065712 | Baseler Straße 39, 40, 43–46, 49–50 Friedrichstraße 2, 15, 16 Kadettenweg 20/24, 27, 31–33, 35 Ringstraße 27–31, 68–73 (Lage) | Wohnhäuser Baudenkmale siehe: Baseler Straße 44; 50 Friedrichstraße 15 Ringstraße 28; 68 | 09066084 – Ringstraße 69, Wohnhaus, 1903 von Ferdinand Stabernack |                                     |
| 09065712 | Baseler Straße 39, 40, 43–46, 49–50 Friedrichstraße 2, 15, 16 Kadettenweg 20/24, 27, 31–33, 35 Ringstraße 27–31, 68–73 (Lage) | Wohnhäuser Baudenkmale siehe: Baseler Straße 44; 50 Friedrichstraße 15 Ringstraße 28; 68 | 09066085 – Ringstraße 70, Wohnhaus, 1902–1903 von Ferdinand Stabernack |                                     |
| 09065712 | Baseler Straße 39, 40, 43–46, 49–50 Friedrichstraße 2, 15, 16 Kadettenweg 20/24, 27, 31–33, 35 Ringstraße 27–31, 68–73 (Lage) | Wohnhäuser Baudenkmale siehe: Baseler Straße 44; 50 Friedrichstraße 15 Ringstraße 28; 68 | 09066086 – Ringstraße 71 / Kadettenweg 32 / Baseler Straße 45, Mietshaus, 1899–1900 von Robert Poseck |                                     |
| 09065712 | Baseler Straße 39, 40, 43–46, 49–50 Friedrichstraße 2, 15, 16 Kadettenweg 20/24, 27, 31–33, 35 Ringstraße 27–31, 68–73 (Lage) | Wohnhäuser Baudenkmale siehe: Baseler Straße 44; 50 Friedrichstraße 15 Ringstraße 28; 68 | 09066087 – Ringstraße 72, Wohnhaus, 1902–1903 von Robert Poseck |                                     |
| 09065712 | Baseler Straße 39, 40, 43–46, 49–50 Friedrichstraße 2, 15, 16 Kadettenweg 20/24, 27, 31–33, 35 Ringstraße 27–31, 68–73 (Lage) | Wohnhäuser Baudenkmale siehe: Baseler Straße 44; 50 Friedrichstraße 15 Ringstraße 28; 68 | 09066088 – Ringstraße 73, Wohnhaus, 1893 von Adolph Born |                                     |
| 09065728 | Boothstraße 15–16, 19–20A (Lage) | Wohnhäuser | Bestandteile des Ensembles: | Bestandteile des Ensembles:         |
| 09065728 | Boothstraße 15–16, 19–20A (Lage) | Wohnhäuser | 09065729 – Boothstraße 15, Wohnhaus, 1887–1888 von Richard Reinhold Hintz |                                     |
| 09065728 | Boothstraße 15–16, 19–20A (Lage) | Wohnhäuser | 09065730 – Boothstraße 16, Wohnhaus, 1891–1892 von Haseloff & Kurtz |                                     |
| 09065728 | Boothstraße 15–16, 19–20A (Lage) | Wohnhäuser | 09065731 – Boothstraße 19, Wohnhaus, 1939–1941 von Lörincs & Mai |                                     |
| 09065728 | Boothstraße 15–16, 19–20A (Lage) | Wohnhäuser | 09065732 – Boothstraße 20, Wohnhaus, 1903–1904 von Frederichs & Grossmann |                                     |
| 09065728 | Boothstraße 15–16, 19–20A (Lage) | Wohnhäuser | 09065733 – Boothstraße 20A, Wohnhaus, 1936–1937 von Otto Ortel | Botschaft Äthiopien                 |
| 09065741 | Drakestraße 10–11 (Lage) | Wohnhäuser | Bestandteile des Ensembles: | Bestandteile des Ensembles:         |
| 09065741 | Drakestraße 10–11 (Lage) | Wohnhäuser | 09065742 – Drakestraße 10, Wohnhaus, 1895–1896 von Bohl |                                     |
| 09065741 | Drakestraße 10–11 (Lage) | Wohnhäuser | 09065743 – Drakestraße 11, Wohnhaus, 1890–1891 von Adolph Born |                                     |
| 09065744 | Drakestraße 16–20, 62, 64–65A, 67–68 Dürerstraße 20–24, 26–28A Holbeinstraße 13, 63 (Lage) | Miets- und Wohnhäuser Baudenkmal siehe: Dürerstraße 27 Gartendenkmal siehe: Dürerstraße 28A | Weitere Bestandteile des Ensembles: | Weitere Bestandteile des Ensembles: |
| 09065744 | Drakestraße 16–20, 62, 64–65A, 67–68 Dürerstraße 20–24, 26–28A Holbeinstraße 13, 63 (Lage) | Miets- und Wohnhäuser Baudenkmal siehe: Dürerstraße 27 Gartendenkmal siehe: Dürerstraße 28A | 09065745 – Drakestraße 16, Mietshaus, 1904 von August Höhne |                                     |
| 09065744 | Drakestraße 16–20, 62, 64–65A, 67–68 Dürerstraße 20–24, 26–28A Holbeinstraße 13, 63 (Lage) | Miets- und Wohnhäuser Baudenkmal siehe: Dürerstraße 27 Gartendenkmal siehe: Dürerstraße 28A | 09065746 – Drakestraße 16A, Mietshaus, 1905–1906 von August Höhne |                                     |
| 09065744 | Drakestraße 16–20, 62, 64–65A, 67–68 Dürerstraße 20–24, 26–28A Holbeinstraße 13, 63 (Lage) | Miets- und Wohnhäuser Baudenkmal siehe: Dürerstraße 27 Gartendenkmal siehe: Dürerstraße 28A | 09065747 – Drakestraße 16B, Mietshaus, 1905 von August Höhne |                                     |
| 09065744 | Drakestraße 16–20, 62, 64–65A, 67–68 Dürerstraße 20–24, 26–28A Holbeinstraße 13, 63 (Lage) | Miets- und Wohnhäuser Baudenkmal siehe: Dürerstraße 27 Gartendenkmal siehe: Dürerstraße 28A | 09065748 – Drakestraße 17, Wohnhaus, 1903–1904 von August Höhne |                                     |
| 09065744 | Drakestraße 16–20, 62, 64–65A, 67–68 Dürerstraße 20–24, 26–28A Holbeinstraße 13, 63 (Lage) | Miets- und Wohnhäuser Baudenkmal siehe: Dürerstraße 27 Gartendenkmal siehe: Dürerstraße 28A | 09065749 – Drakestraße 18, Mietshaus, 1903–1904 von August Höhne |                                     |
| 09065744 | Drakestraße 16–20, 62, 64–65A, 67–68 Dürerstraße 20–24, 26–28A Holbeinstraße 13, 63 (Lage) | Miets- und Wohnhäuser Baudenkmal siehe: Dürerstraße 27 Gartendenkmal siehe: Dürerstraße 28A | 09065750 – Drakestraße 19, Mietshaus, 1906–1907 von August Höhne, Fassade von W. Heinel |                                     |
| 09065744 | Drakestraße 16–20, 62, 64–65A, 67–68 Dürerstraße 20–24, 26–28A Holbeinstraße 13, 63 (Lage) | Miets- und Wohnhäuser Baudenkmal siehe: Dürerstraße 27 Gartendenkmal siehe: Dürerstraße 28A | 09065751 – Drakestraße 20 / Holbeinstraße 13, Mietshaus, 1905–1906 von Ernst Friers |                                     |
| 09065744 | Drakestraße 16–20, 62, 64–65A, 67–68 Dürerstraße 20–24, 26–28A Holbeinstraße 13, 63 (Lage) | Miets- und Wohnhäuser Baudenkmal siehe: Dürerstraße 27 Gartendenkmal siehe: Dürerstraße 28A | 09065758 – Drakestraße 62 / Holbeinstraße 63, Mietswohnhäuser, 1899–1900 von Friedrich Simon und August Dehmel |                                     |
| 09065744 | Drakestraße 16–20, 62, 64–65A, 67–68 Dürerstraße 20–24, 26–28A Holbeinstraße 13, 63 (Lage) | Miets- und Wohnhäuser Baudenkmal siehe: Dürerstraße 27 Gartendenkmal siehe: Dürerstraße 28A | 09065759 – Drakestraße 64, Mietshaus, 1902–1903 von August Höhne |                                     |
| 09065744 | Drakestraße 16–20, 62, 64–65A, 67–68 Dürerstraße 20–24, 26–28A Holbeinstraße 13, 63 (Lage) | Miets- und Wohnhäuser Baudenkmal siehe: Dürerstraße 27 Gartendenkmal siehe: Dürerstraße 28A | 09065760 – Drakestraße 64A Mietshaus, 1902–1903 von August Höhne |                                     |
| 09065744 | Drakestraße 16–20, 62, 64–65A, 67–68 Dürerstraße 20–24, 26–28A Holbeinstraße 13, 63 (Lage) | Miets- und Wohnhäuser Baudenkmal siehe: Dürerstraße 27 Gartendenkmal siehe: Dürerstraße 28A | 09065761 – Drakestraße 65, Mietshaus, 1902–1903 von August Höhne |                                     |
| 09065744 | Drakestraße 16–20, 62, 64–65A, 67–68 Dürerstraße 20–24, 26–28A Holbeinstraße 13, 63 (Lage) | Miets- und Wohnhäuser Baudenkmal siehe: Dürerstraße 27 Gartendenkmal siehe: Dürerstraße 28A | 09065762 – Drakestraße 65A, Mietshaus, 1902–1903 von August Höhne |                                     |
| 09065744 | Drakestraße 16–20, 62, 64–65A, 67–68 Dürerstraße 20–24, 26–28A Holbeinstraße 13, 63 (Lage) | Miets- und Wohnhäuser Baudenkmal siehe: Dürerstraße 27 Gartendenkmal siehe: Dürerstraße 28A | 09065763 – Drakestraße 67, Mietshaus, 1905 von Arthur Woserau |                                     |
| 09065744 | Drakestraße 16–20, 62, 64–65A, 67–68 Dürerstraße 20–24, 26–28A Holbeinstraße 13, 63 (Lage) | Miets- und Wohnhäuser Baudenkmal siehe: Dürerstraße 27 Gartendenkmal siehe: Dürerstraße 28A | 09065764 – Drakestraße 68, Mietshaus, 1906–1907 von Arthur Woserau |                                     |
| 09065744 | Drakestraße 16–20, 62, 64–65A, 67–68 Dürerstraße 20–24, 26–28A Holbeinstraße 13, 63 (Lage) | Miets- und Wohnhäuser Baudenkmal siehe: Dürerstraße 27 Gartendenkmal siehe: Dürerstraße 28A | 09065767 – Dürerstraße 20–20A, Doppelmietshaus, 1906 von Ernst Friers |                                     |
| 09065744 | Drakestraße 16–20, 62, 64–65A, 67–68 Dürerstraße 20–24, 26–28A Holbeinstraße 13, 63 (Lage) | Miets- und Wohnhäuser Baudenkmal siehe: Dürerstraße 27 Gartendenkmal siehe: Dürerstraße 28A | 09065768 – Dürerstraße 21, Mietshaus, 1905 von August Höhne, Fassade von Ernst Friers |                                     |
| 09065744 | Drakestraße 16–20, 62, 64–65A, 67–68 Dürerstraße 20–24, 26–28A Holbeinstraße 13, 63 (Lage) | Miets- und Wohnhäuser Baudenkmal siehe: Dürerstraße 27 Gartendenkmal siehe: Dürerstraße 28A | 09065769 – Dürerstraße 22, Mietshaus, 1904 von August Höhne, Fassade von Carl Elsner |                                     |
| 09065744 | Drakestraße 16–20, 62, 64–65A, 67–68 Dürerstraße 20–24, 26–28A Holbeinstraße 13, 63 (Lage) | Miets- und Wohnhäuser Baudenkmal siehe: Dürerstraße 27 Gartendenkmal siehe: Dürerstraße 28A | 09065770 – Dürerstraße 23, Mietshaus, 1904 von August Höhne |                                     |
| 09065744 | Drakestraße 16–20, 62, 64–65A, 67–68 Dürerstraße 20–24, 26–28A Holbeinstraße 13, 63 (Lage) | Miets- und Wohnhäuser Baudenkmal siehe: Dürerstraße 27 Gartendenkmal siehe: Dürerstraße 28A | 09065771 – Dürerstraße 24, Mietshaus, 1892–1893 von August Höhne |                                     |
| 09065744 | Drakestraße 16–20, 62, 64–65A, 67–68 Dürerstraße 20–24, 26–28A Holbeinstraße 13, 63 (Lage) | Miets- und Wohnhäuser Baudenkmal siehe: Dürerstraße 27 Gartendenkmal siehe: Dürerstraße 28A | 09065772 – Dürerstraße 26, Wohnhaus, 1893–1894 von Heinrich Mensching |                                     |
| 09065744 | Drakestraße 16–20, 62, 64–65A, 67–68 Dürerstraße 20–24, 26–28A Holbeinstraße 13, 63 (Lage) | Miets- und Wohnhäuser Baudenkmal siehe: Dürerstraße 27 Gartendenkmal siehe: Dürerstraße 28A | 09065773 – Dürerstraße 26A, Wohnhaus, 1895–1897 von Heinrich Mensching |                                     |
| 09065744 | Drakestraße 16–20, 62, 64–65A, 67–68 Dürerstraße 20–24, 26–28A Holbeinstraße 13, 63 (Lage) | Miets- und Wohnhäuser Baudenkmal siehe: Dürerstraße 27 Gartendenkmal siehe: Dürerstraße 28A | 09065775 – Dürerstraße 28, Wohnhaus, um 1893 |                                     |
| 09065744 | Drakestraße 16–20, 62, 64–65A, 67–68 Dürerstraße 20–24, 26–28A Holbeinstraße 13, 63 (Lage) | Miets- und Wohnhäuser Baudenkmal siehe: Dürerstraße 27 Gartendenkmal siehe: Dürerstraße 28A | 09065776 – Dürerstraße 28A, Wohnhaus, 1895–1896 von Julius Vogler |                                     |
| 09065795 | Frauenstraße 2–3, 5–7 Morgensternstraße 6–8 Schillerstraße 14, 16–17, 26–28 (Lage) | Wohn- und Mietshäuser Baudenkmal siehe: Frauenstraße 6 Gartendenkmal siehe: Schillerstraße 14 | Weitere Bestandteile des Ensembles: | Weitere Bestandteile des Ensembles: |
| 09065795 | Frauenstraße 2–3, 5–7 Morgensternstraße 6–8 Schillerstraße 14, 16–17, 26–28 (Lage) | Wohn- und Mietshäuser Baudenkmal siehe: Frauenstraße 6 Gartendenkmal siehe: Schillerstraße 14 | 09065796 – Frauenstraße 2, Wohnhaus, 1888–1889 von Julius Assmann |                                     |
| 09065795 | Frauenstraße 2–3, 5–7 Morgensternstraße 6–8 Schillerstraße 14, 16–17, 26–28 (Lage) | Wohn- und Mietshäuser Baudenkmal siehe: Frauenstraße 6 Gartendenkmal siehe: Schillerstraße 14 | 09065797 – Frauenstraße 3, Wohnhaus, 1906 von Adolph Born |                                     |
| 09065795 | Frauenstraße 2–3, 5–7 Morgensternstraße 6–8 Schillerstraße 14, 16–17, 26–28 (Lage) | Wohn- und Mietshäuser Baudenkmal siehe: Frauenstraße 6 Gartendenkmal siehe: Schillerstraße 14 | 09065798 – Frauenstraße 5, Wohnhaus, 1892–1893 von Adolph Born |                                     |
| 09065795 | Frauenstraße 2–3, 5–7 Morgensternstraße 6–8 Schillerstraße 14, 16–17, 26–28 (Lage) | Wohn- und Mietshäuser Baudenkmal siehe: Frauenstraße 6 Gartendenkmal siehe: Schillerstraße 14 | 09065799 – Frauenstraße 7, Wohnhaus, 1887–1888 von Julius Assmann |                                     |
| 09065795 | Frauenstraße 2–3, 5–7 Morgensternstraße 6–8 Schillerstraße 14, 16–17, 26–28 (Lage) | Wohn- und Mietshäuser Baudenkmal siehe: Frauenstraße 6 Gartendenkmal siehe: Schillerstraße 14 | 09065995 – Morgensternstraße 6, Wohnhaus, 1892–1893 von Adolph Born |                                     |
| 09065795 | Frauenstraße 2–3, 5–7 Morgensternstraße 6–8 Schillerstraße 14, 16–17, 26–28 (Lage) | Wohn- und Mietshäuser Baudenkmal siehe: Frauenstraße 6 Gartendenkmal siehe: Schillerstraße 14 | 09065996 – Morgensternstraße 7–7A / Schillerstraße 17, Mietshaus, 1908 von Fritz Gottlob |                                     |
| 09065795 | Frauenstraße 2–3, 5–7 Morgensternstraße 6–8 Schillerstraße 14, 16–17, 26–28 (Lage) | Wohn- und Mietshäuser Baudenkmal siehe: Frauenstraße 6 Gartendenkmal siehe: Schillerstraße 14 | 09065997 – Morgensternstraße 8, Wohnhaus, 1892–1893 von F. Lentz |                                     |
| 09065795 | Frauenstraße 2–3, 5–7 Morgensternstraße 6–8 Schillerstraße 14, 16–17, 26–28 (Lage) | Wohn- und Mietshäuser Baudenkmal siehe: Frauenstraße 6 Gartendenkmal siehe: Schillerstraße 14 | 09066097 – Schillerstraße 14, Wohnhaus, 1892–1893 von Heinrich Mensching, Umbauten 1896 und 1900 |                                     |
| 09065795 | Frauenstraße 2–3, 5–7 Morgensternstraße 6–8 Schillerstraße 14, 16–17, 26–28 (Lage) | Wohn- und Mietshäuser Baudenkmal siehe: Frauenstraße 6 Gartendenkmal siehe: Schillerstraße 14 | 09066098 – Schillerstraße 16, Wohnhaus, 1889–1890 von Julius Assmann |                                     |
| 09065795 | Frauenstraße 2–3, 5–7 Morgensternstraße 6–8 Schillerstraße 14, 16–17, 26–28 (Lage) | Wohn- und Mietshäuser Baudenkmal siehe: Frauenstraße 6 Gartendenkmal siehe: Schillerstraße 14 | 09066099 – Schillerstraße 27, Wohnhaus, 1893–1894 von Adolph Born |                                     |
| 09065795 | Frauenstraße 2–3, 5–7 Morgensternstraße 6–8 Schillerstraße 14, 16–17, 26–28 (Lage) | Wohn- und Mietshäuser Baudenkmal siehe: Frauenstraße 6 Gartendenkmal siehe: Schillerstraße 14 | 09066100 – Schillerstraße 28, Wohnhaus, 1890–1891 von Adolph Born |                                     |
| 09065795 | Frauenstraße 2–3, 5–7 Morgensternstraße 6–8 Schillerstraße 14, 16–17, 26–28 (Lage) | Wohn- und Mietshäuser Baudenkmal siehe: Frauenstraße 6 Gartendenkmal siehe: Schillerstraße 14 | Nicht konstituierender Bestandteil des Ensembles: Schillerstraße 26 |                                     |
| 09065806 | Gardeschützenweg 86/92, 96 (Lage) | Mietshäuser | Bestandteile des Ensembles: | Bestandteile des Ensembles:         |
| 09065806 | Gardeschützenweg 86/92, 96 (Lage) | Mietshäuser | 09065807 – Gardeschützenweg 86, Mietshaus, 1892 von H. Fischer |                                     |
| 09065806 | Gardeschützenweg 86/92, 96 (Lage) | Mietshäuser | 09065808 – Gardeschützenweg 88, Mietshaus, 1891–1892 von A. Schloepke |                                     |
| 09065806 | Gardeschützenweg 86/92, 96 (Lage) | Mietshäuser | 09065809 – Gardeschützenweg 90, Mietshaus, um 1890 |                                     |
| 09065806 | Gardeschützenweg 86/92, 96 (Lage) | Mietshäuser | 09065810 – Gardeschützenweg 92, Mietshaus, um 1890 |                                     |
| 09065806 | Gardeschützenweg 86/92, 96 (Lage) | Mietshäuser | 09065811 – Gardeschützenweg 96, Mietshaus, 1898–1899 von Louis Deumig |                                     |
| 09065814 | Geibelstraße 5–7 (Lage) | Wohnhäuser Baudenkmale siehe: Geibelstraße 6; 7 | Weiterer Bestandteil des Ensembles: | Weiterer Bestandteil des Ensembles: |
| 09065814 | Geibelstraße 5–7 (Lage) | Wohnhäuser Baudenkmale siehe: Geibelstraße 6; 7 | 09065815 – Geibelstraße 5, Wohnhaus, 1899 von Friedrich Schirmer |                                     |
| 09065818 | Geibelstraße 10–12 (Lage) | Wohnhäuser Baudenkmal siehe: Geibelstraße 11 | Weitere Bestandteile des Ensembles: | Weitere Bestandteile des Ensembles: |
| 09065818 | Geibelstraße 10–12 (Lage) | Wohnhäuser Baudenkmal siehe: Geibelstraße 11 | 09065819 – Geibelstraße 10, Wohnhaus, 1900–1901 von Friedrich Schirmer |                                     |
| 09065818 | Geibelstraße 10–12 (Lage) | Wohnhäuser Baudenkmal siehe: Geibelstraße 11 | 09065821 – Geibelstraße 12, Wohnhaus, 1900 von Friedrich Schirmer |                                     |
| 09065827 | Goethestraße 7/11 Königsberger Straße 33 Ostpreußendamm 39–41 (Lage) | Feuerwache, Progymnasium (Schillergymnasium), Erweiterungsbauten Rathaus Lichterfelde | Bestandteile des Ensembles: | Bestandteile des Ensembles:         |
| 09065827 | Goethestraße 7/11 Königsberger Straße 33 Ostpreußendamm 39–41 (Lage) | Feuerwache, Progymnasium (Schillergymnasium), Erweiterungsbauten Rathaus Lichterfelde | 09065828 – Goethestraße 7, Feuerwache, 1958–1960 von Bruno Grimmek und Hermann Jünemann | Feuerwache                          |
| 09065827 | Goethestraße 7/11 Königsberger Straße 33 Ostpreußendamm 39–41 (Lage) | Feuerwache, Progymnasium (Schillergymnasium), Erweiterungsbauten Rathaus Lichterfelde | Seitenflügel, 1944–1945 von Mueller |                                     |
| 09065827 | Goethestraße 7/11 Königsberger Straße 33 Ostpreußendamm 39–41 (Lage) | Feuerwache, Progymnasium (Schillergymnasium), Erweiterungsbauten Rathaus Lichterfelde | 09065829 – Goethestraße 9/11, Erweiterungsbauten des ehem. Rathauses Lichterfelde, 1914–1917 von Tietzen, Instandsetzung 1950–1951 | ehem. Rathaus Lichterfelde          |
| 09065827 | Goethestraße 7/11 Königsberger Straße 33 Ostpreußendamm 39–41 (Lage) | Feuerwache, Progymnasium (Schillergymnasium), Erweiterungsbauten Rathaus Lichterfelde | 09065942 – Königsberger Straße 33 / Ostpreußendamm 39–41, ehem. Progymnasium, 1883–1884 von Bohl, Erweiterungen 1891–1892 von H. Glüer, 1895–1896 von H. Mertens, 1904–1905 von Tietzen und Pahl, Wiederaufbau und Erweiterung 1952–1956 vom Hochbauamt Steglitz | OSZ-Bürowirtschaft                  |
| 09065827 | Goethestraße 7/11 Königsberger Straße 33 Ostpreußendamm 39–41 (Lage) | Feuerwache, Progymnasium (Schillergymnasium), Erweiterungsbauten Rathaus Lichterfelde | Erweiterung 1952–1956 vom Hochbauamt Steglitz |                                     |
| 09065837 | Hartmannstraße 30, 32, 33 (Lage) | Wohnhäuser | Bestandteile des Ensembles: | Bestandteile des Ensembles:         |
| 09065837 | Hartmannstraße 30, 32, 33 (Lage) | Wohnhäuser | 09065838 – Hartmannstraße 30, Wohnhaus, 1911–1912 von Otto Berlich |                                     |
| 09065837 | Hartmannstraße 30, 32, 33 (Lage) | Wohnhäuser | 09065839 – Hartmannstraße 32, Wohnhaus, 1911–1912 von Otto Berlich |                                     |
| 09065837 | Hartmannstraße 30, 32, 33 (Lage) | Wohnhäuser | 09065840 – Hartmannstraße 33 / Bassermannweg 12, Wohnhaus, 1909–1910 und Erweiterung, 1915–1916 von Adolph Born, Umbau 1925 von Büro Adolph Born |                                     |
| 09065842 | Herwarthstraße 1, 2A, 3–6, 13–15 Königsberger Straße 23A–24 (Lage) | Wohnhäuser Baudenkmal siehe: Königsberger Straße 23A | Weitere Bestandteile des Ensembles: | Weitere Bestandteile des Ensembles: |
| 09065842 | Herwarthstraße 1, 2A, 3–6, 13–15 Königsberger Straße 23A–24 (Lage) | Wohnhäuser Baudenkmal siehe: Königsberger Straße 23A | 09065843 – Herwarthstraße 1, Wohnhaus, 1911 von Adolph Born, Erweiterung 1925 vom Büro Adolph Born |                                     |
| 09065842 | Herwarthstraße 1, 2A, 3–6, 13–15 Königsberger Straße 23A–24 (Lage) | Wohnhäuser Baudenkmal siehe: Königsberger Straße 23A | 09065844 – Herwarthstraße 2A, Wohnhaus, 1925 von Peter Schulze (Büro Adolph Born) |                                     |
| 09065842 | Herwarthstraße 1, 2A, 3–6, 13–15 Königsberger Straße 23A–24 (Lage) | Wohnhäuser Baudenkmal siehe: Königsberger Straße 23A | 09065845 – Herwarthstraße 3, Wohnhaus, 1908–1909 von Körber (?) |                                     |
| 09065842 | Herwarthstraße 1, 2A, 3–6, 13–15 Königsberger Straße 23A–24 (Lage) | Wohnhäuser Baudenkmal siehe: Königsberger Straße 23A | 09065846 – Herwarthstraße 4, Wohnhaus, 1914–1915 von Ernst Bürgel |                                     |
| 09065842 | Herwarthstraße 1, 2A, 3–6, 13–15 Königsberger Straße 23A–24 (Lage) | Wohnhäuser Baudenkmal siehe: Königsberger Straße 23A | 09065847 – Herwarthstraße 5, Wohnhaus, 1911–1912 von Eugen Gampe |                                     |
| 09065842 | Herwarthstraße 1, 2A, 3–6, 13–15 Königsberger Straße 23A–24 (Lage) | Wohnhäuser Baudenkmal siehe: Königsberger Straße 23A | 09065848 – Herwarthstraße 6, Wohnhaus, 1906–1907 von Adolph Born |                                     |
| 09065842 | Herwarthstraße 1, 2A, 3–6, 13–15 Königsberger Straße 23A–24 (Lage) | Wohnhäuser Baudenkmal siehe: Königsberger Straße 23A | 09065849 – Herwarthstraße 13, Wohnhaus, 1921–1922 von Otto Sasse |                                     |
| 09065842 | Herwarthstraße 1, 2A, 3–6, 13–15 Königsberger Straße 23A–24 (Lage) | Wohnhäuser Baudenkmal siehe: Königsberger Straße 23A | 09065850 – Herwarthstraße 14, Wohnhaus, 1912–1913 von Adolph Born |                                     |
| 09065842 | Herwarthstraße 1, 2A, 3–6, 13–15 Königsberger Straße 23A–24 (Lage) | Wohnhäuser Baudenkmal siehe: Königsberger Straße 23A | 09065851 – Herwarthstraße 15, Wohnhaus, 1913–1914 von Paul Karchow |                                     |
| 09065842 | Herwarthstraße 1, 2A, 3–6, 13–15 Königsberger Straße 23A–24 (Lage) | Wohnhäuser Baudenkmal siehe: Königsberger Straße 23A | 09065940 – Königsberger Straße 24, Wohnhaus, 1905–1906 von Adolph Born |                                     |
| 09065853 | Hindenburgdamm 24–25, 28, 101–101A, 104–107 (Lage) | Dorfkirche Lichterfelde, Pauluskirche mit Gemeindezentrum, Gutshaus, Schalthaus, Wohn- und Mietshäuser Gesamtanlagen siehe: Hindenburgdamm 24–25, 101–101A Baudenkmale siehe: Hindenburgdamm 28, 106, Dorfkirche, Pauluskirche | Weitere Bestandteile des Ensembles: | Weitere Bestandteile des Ensembles: |
| 09065853 | Hindenburgdamm 24–25, 28, 101–101A, 104–107 (Lage) | Dorfkirche Lichterfelde, Pauluskirche mit Gemeindezentrum, Gutshaus, Schalthaus, Wohn- und Mietshäuser Gesamtanlagen siehe: Hindenburgdamm 24–25, 101–101A Baudenkmale siehe: Hindenburgdamm 28, 106, Dorfkirche, Pauluskirche | 09065854 – Hindenburgdamm, Dorfanger, Schalthaus, 1901 von Fritz Gottlob |                                     |
| 09065853 | Hindenburgdamm 24–25, 28, 101–101A, 104–107 (Lage) | Dorfkirche Lichterfelde, Pauluskirche mit Gemeindezentrum, Gutshaus, Schalthaus, Wohn- und Mietshäuser Gesamtanlagen siehe: Hindenburgdamm 24–25, 101–101A Baudenkmale siehe: Hindenburgdamm 28, 106, Dorfkirche, Pauluskirche | 09065855 – Hindenburgdamm, Dorfanger, vor 1850 |                                     |
| 09065853 | Hindenburgdamm 24–25, 28, 101–101A, 104–107 (Lage) | Dorfkirche Lichterfelde, Pauluskirche mit Gemeindezentrum, Gutshaus, Schalthaus, Wohn- und Mietshäuser Gesamtanlagen siehe: Hindenburgdamm 24–25, 101–101A Baudenkmale siehe: Hindenburgdamm 28, 106, Dorfkirche, Pauluskirche | 09065862 – Hindenburgdamm 104, Wohnhaus, vor 1861, Umbau 1922 von Wilhelm Bender |                                     |
| 09065853 | Hindenburgdamm 24–25, 28, 101–101A, 104–107 (Lage) | Dorfkirche Lichterfelde, Pauluskirche mit Gemeindezentrum, Gutshaus, Schalthaus, Wohn- und Mietshäuser Gesamtanlagen siehe: Hindenburgdamm 24–25, 101–101A Baudenkmale siehe: Hindenburgdamm 28, 106, Dorfkirche, Pauluskirche | 09065863 – Hindenburgdamm 105, Wohnhaus, um 1860 |                                     |
| 09065853 | Hindenburgdamm 24–25, 28, 101–101A, 104–107 (Lage) | Dorfkirche Lichterfelde, Pauluskirche mit Gemeindezentrum, Gutshaus, Schalthaus, Wohn- und Mietshäuser Gesamtanlagen siehe: Hindenburgdamm 24–25, 101–101A Baudenkmale siehe: Hindenburgdamm 28, 106, Dorfkirche, Pauluskirche | 09065865 – Hindenburgdamm 107, Wohnhaus, 1872 |                                     |
| 09065867 | Holbeinstraße 20, 55–56 (Lage) | Mietshäuser Baudenkmal siehe: Holbeinstraße 20 | Weitere Bestandteile des Ensembles: | Weitere Bestandteile des Ensembles: |
| 09065867 | Holbeinstraße 20, 55–56 (Lage) | Mietshäuser Baudenkmal siehe: Holbeinstraße 20 | 09065876 – Holbeinstraße 55, Mietshaus, 1904 von Reinhold Mehl |                                     |
| 09065867 | Holbeinstraße 20, 55–56 (Lage) | Mietshäuser Baudenkmal siehe: Holbeinstraße 20 | 09065877 – Holbeinstraße 56, Mietshaus, 1904 von Reinhold Mehl |                                     |
| 09065868 | Holbeinstraße 26, 50–51 Tietzenweg 82 (Lage) | Wohnhäuser Baudenkmal siehe: Holbeinstraße 26 | Weitere Bestandteile des Ensembles: | Weitere Bestandteile des Ensembles: |
| 09065868 | Holbeinstraße 26, 50–51 Tietzenweg 82 (Lage) | Wohnhäuser Baudenkmal siehe: Holbeinstraße 26 | 09065874 – Holbeinstraße 50, Wohnhaus, 1891–1892 von Julius Vogler |                                     |
| 09065868 | Holbeinstraße 26, 50–51 Tietzenweg 82 (Lage) | Wohnhäuser Baudenkmal siehe: Holbeinstraße 26 | 09065875 – Holbeinstraße 51, Wohnhaus, 1890–1891 von Julius Vogler |                                     |
| 09065868 | Holbeinstraße 26, 50–51 Tietzenweg 82 (Lage) | Wohnhäuser Baudenkmal siehe: Holbeinstraße 26 | 09066144 – Tietzenweg 82, Wohnhaus, 1889–1890 von Eichelkraut |                                     |
| 09065909 | Kadettenweg 51, 53, 54/58 (Lage) | Wohn- und Mietshäuser Baudenkmal siehe: Kadettenweg 53 | Weitere Bestandteile des Ensembles: | Weitere Bestandteile des Ensembles: |
| 09065909 | Kadettenweg 51, 53, 54/58 (Lage) | Wohn- und Mietshäuser Baudenkmal siehe: Kadettenweg 53 | 09065910 – Kadettenweg 51, Wohnhaus, 1894 von Georg Böhme und Richard Ney |                                     |
| 09065909 | Kadettenweg 51, 53, 54/58 (Lage) | Wohn- und Mietshäuser Baudenkmal siehe: Kadettenweg 53 | 09065912 – Kadettenweg 54, Mietshaus, 1889–1890 von P. Böttcher |                                     |
| 09065909 | Kadettenweg 51, 53, 54/58 (Lage) | Wohn- und Mietshäuser Baudenkmal siehe: Kadettenweg 53 | 09065913 – Kadettenweg 56, Mietshaus, 1891–1892 von P. Böttcher und G. Lanzendorf |                                     |
| 09065909 | Kadettenweg 51, 53, 54/58 (Lage) | Wohn- und Mietshäuser Baudenkmal siehe: Kadettenweg 53 | 09065914 – Kadettenweg 58, Wohnhaus, 1890–1891 von Friedrich Schirmer |                                     |
| 09065915 | Kadettenweg 63–66 Marthastraße 1 (Lage) | Wohn- und Mietshäuser Baudenkmale siehe: Kadettenweg 64; 65 | Weitere Bestandteile des Ensembles: | Weitere Bestandteile des Ensembles: |
| 09065915 | Kadettenweg 63–66 Marthastraße 1 (Lage) | Wohn- und Mietshäuser Baudenkmale siehe: Kadettenweg 64; 65 | 09065916 – Kadettenweg 63, Mietshaus, 1894–1895 von Solf & Wichards |                                     |
| 09065915 | Kadettenweg 63–66 Marthastraße 1 (Lage) | Wohn- und Mietshäuser Baudenkmale siehe: Kadettenweg 64; 65 | 09065919 – Kadettenweg 66, Wohnhaus, 1891–1892 von G. Lanzendorf und P. Böttcher |                                     |
| 09065915 | Kadettenweg 63–66 Marthastraße 1 (Lage) | Wohn- und Mietshäuser Baudenkmale siehe: Kadettenweg 64; 65 | 09065973 – Marthastraße 1, Wohnhaus, 1894–1895 von Heinrich Mensching |                                     |
| 09065927 | Kommandantenstraße 25, 27–27A Steinäckerstraße 2–12, 14–34 (Lage) | Wohnhäuser | Bestandteile des Ensembles: | Bestandteile des Ensembles:         |
| 09065927 | Kommandantenstraße 25, 27–27A Steinäckerstraße 2–12, 14–34 (Lage) | Wohnhäuser | 09065928 – Kommandantenstraße 25, Wohnhaus der Berliner Baugenossenschaft, 1893–1894 |                                     |
| 09065927 | Kommandantenstraße 25, 27–27A Steinäckerstraße 2–12, 14–34 (Lage) | Wohnhäuser | 09065929 – Kommandantenstraße 27–27A, Doppelmietshaus der Berliner Baugenossenschaft, 1893–1894 |                                     |
| 09065927 | Kommandantenstraße 25, 27–27A Steinäckerstraße 2–12, 14–34 (Lage) | Wohnhäuser | 09066111 – Steinäckerstraße 2, Wohnhaus, 1906–1907 von Karl Weiß |                                     |
| 09065927 | Kommandantenstraße 25, 27–27A Steinäckerstraße 2–12, 14–34 (Lage) | Wohnhäuser | 09066112 – Steinäckerstraße 3, Wohnhaus der Deutschen Volksbaugesellschaft, 1893 |                                     |
| 09065927 | Kommandantenstraße 25, 27–27A Steinäckerstraße 2–12, 14–34 (Lage) | Wohnhäuser | 09066113 – Steinäckerstraße 4, Wohnhaus der Deutschen Volksbaugesellschaft, 1893 |                                     |
| 09065927 | Kommandantenstraße 25, 27–27A Steinäckerstraße 2–12, 14–34 (Lage) | Wohnhäuser | 09066114 – Steinäckerstraße 5, Wohnhaus der Berliner Baugenossenschaft, 1893–1894 |                                     |
| 09065927 | Kommandantenstraße 25, 27–27A Steinäckerstraße 2–12, 14–34 (Lage) | Wohnhäuser | 09066115 – Steinäckerstraße 6, Wohnhaus der Berliner Baugenossenschaft, 1893–1894 |                                     |
| 09065927 | Kommandantenstraße 25, 27–27A Steinäckerstraße 2–12, 14–34 (Lage) | Wohnhäuser | 09066116 – Steinäckerstraße 7–8, Wohnhaus der Berliner Baugenossenschaft, 1893–1894 |                                     |
| 09065927 | Kommandantenstraße 25, 27–27A Steinäckerstraße 2–12, 14–34 (Lage) | Wohnhäuser | 09066117 – Steinäckerstraße 9, Wohnhaus der Berliner Baugenossenschaft, 1893–1894 |                                     |
| 09065927 | Kommandantenstraße 25, 27–27A Steinäckerstraße 2–12, 14–34 (Lage) | Wohnhäuser | 09066118 – Steinäckerstraße 10, Wohnhaus, 1911–1912 von Richard Paulisch (?) |                                     |
| 09065927 | Kommandantenstraße 25, 27–27A Steinäckerstraße 2–12, 14–34 (Lage) | Wohnhäuser | 09066119 – Steinäckerstraße 11, Wohnhaus, 1896–1897 von Ludwig Otte |                                     |
| 09065927 | Kommandantenstraße 25, 27–27A Steinäckerstraße 2–12, 14–34 (Lage) | Wohnhäuser | 09066120 – Steinäckerstraße 12, Wohnhaus, um 1896 |                                     |
| 09065927 | Kommandantenstraße 25, 27–27A Steinäckerstraße 2–12, 14–34 (Lage) | Wohnhäuser | 09066121 – Steinäckerstraße 14, Wohnhaus, 1894 von Ludwig Otte |                                     |
| 09065927 | Kommandantenstraße 25, 27–27A Steinäckerstraße 2–12, 14–34 (Lage) | Wohnhäuser | 09066122 – Steinäckerstraße 15, Wohnhaus, 1892–1893 von Friedrich Schirmer |                                     |
| 09065927 | Kommandantenstraße 25, 27–27A Steinäckerstraße 2–12, 14–34 (Lage) | Wohnhäuser | 09066123 – Steinäckerstraße 16, Wohnhaus, 1897–1898 von Julius Henckel |                                     |
| 09065927 | Kommandantenstraße 25, 27–27A Steinäckerstraße 2–12, 14–34 (Lage) | Wohnhäuser | 09066124 – Steinäckerstraße 17, Mietshaus, 1914 von Heinrich Mensching |                                     |
| 09065927 | Kommandantenstraße 25, 27–27A Steinäckerstraße 2–12, 14–34 (Lage) | Wohnhäuser | 09066125 – Steinäckerstraße 18, Mietshaus, 1901–1902 von Adolph Born |                                     |
| 09065927 | Kommandantenstraße 25, 27–27A Steinäckerstraße 2–12, 14–34 (Lage) | Wohnhäuser | 09066126 – Steinäckerstraße 19–20, Doppelwohnhaus der Berliner Baugenossenschaft, 1901–1902 |                                     |
| 09065927 | Kommandantenstraße 25, 27–27A Steinäckerstraße 2–12, 14–34 (Lage) | Wohnhäuser | 09066127 – Steinäckerstraße 21–21A, Doppelwohnhaus der Berliner Baugenossenschaft, 1901–1902 |                                     |
| 09065927 | Kommandantenstraße 25, 27–27A Steinäckerstraße 2–12, 14–34 (Lage) | Wohnhäuser | 09066128 – Steinäckerstraße 21B–21C, Doppelwohnhaus der Berliner Baugenossenschaft, 1901–1902 |                                     |
| 09065927 | Kommandantenstraße 25, 27–27A Steinäckerstraße 2–12, 14–34 (Lage) | Wohnhäuser | 09066129 – Steinäckerstraße 22–23, Doppelwohnhaus der Berliner Baugenossenschaft, 1899–1900 |                                     |
| 09065927 | Kommandantenstraße 25, 27–27A Steinäckerstraße 2–12, 14–34 (Lage) | Wohnhäuser | 09066130 – Steinäckerstraße 24–25, Doppelwohnhaus der Berliner Baugenossenschaft, 1899–1900 |                                     |
| 09065927 | Kommandantenstraße 25, 27–27A Steinäckerstraße 2–12, 14–34 (Lage) | Wohnhäuser | 09066131 – Steinäckerstraße 26, Wohnhaus, 1892–1893 von Heinrich Mensching |                                     |
| 09065927 | Kommandantenstraße 25, 27–27A Steinäckerstraße 2–12, 14–34 (Lage) | Wohnhäuser | 09066132 – Steinäckerstraße 27, Wohnhaus, 1906–1907 von Fromme & Knothe, Karl Weiß |                                     |
| 09065927 | Kommandantenstraße 25, 27–27A Steinäckerstraße 2–12, 14–34 (Lage) | Wohnhäuser | 09066133 – Steinäckerstraße 28, Wohnhaus der Berliner Baugenossenschaft, 1899–1900 |                                     |
| 09065927 | Kommandantenstraße 25, 27–27A Steinäckerstraße 2–12, 14–34 (Lage) | Wohnhäuser | 09066134 – Steinäckerstraße 29, Wohnhaus der Berliner Baugenossenschaft, 1893–1894 |                                     |
| 09065927 | Kommandantenstraße 25, 27–27A Steinäckerstraße 2–12, 14–34 (Lage) | Wohnhäuser | 09066135 – Steinäckerstraße 30, Wohnhaus der Berliner Baugenossenschaft, 1893–1894 |                                     |
| 09065927 | Kommandantenstraße 25, 27–27A Steinäckerstraße 2–12, 14–34 (Lage) | Wohnhäuser | 09066136 – Steinäckerstraße 31–32, Wohnhaus der Berliner Baugenossenschaft, 1893–1894 |                                     |
| 09065927 | Kommandantenstraße 25, 27–27A Steinäckerstraße 2–12, 14–34 (Lage) | Wohnhäuser | 09066137 – Steinäckerstraße 33, Wohnhaus der Berliner Baugenossenschaft, 1893–1894 |                                     |
| 09065927 | Kommandantenstraße 25, 27–27A Steinäckerstraße 2–12, 14–34 (Lage) | Wohnhäuser | 09066138 – Steinäckerstraße 34 / Kommandantenstraße, Wohnhaus der Berliner Baugenossenschaft, 1893–1894 |                                     |
| 09065933 | Königsberger Straße 2–3B (Lage) | Einfamilienhäuser, Stallgebäude | Bestandteile des Ensembles: | Bestandteile des Ensembles:         |
| 09065933 | Königsberger Straße 2–3B (Lage) | Einfamilienhäuser, Stallgebäude | 09065934 – Königsberger Straße 2, Einfamilienhaus, 1884 von Schwartzkopff & Theising |                                     |
| 09065933 | Königsberger Straße 2–3B (Lage) | Einfamilienhäuser, Stallgebäude | 09065935 – Königsberger Straße 3, Einfamilienhaus, 1884–1885 von Schwartzkopff & Theising |                                     |
| 09065933 | Königsberger Straße 2–3B (Lage) | Einfamilienhäuser, Stallgebäude | 09065936 – Königsberger Straße 3B, Stallgebäude, um 1885, Umbau 1922 von Adolph Born |                                     |
| 09065947 | Krumme Straße 1–4, 6–7 Stockweg 19/21 (Lage) | Mietshäuser | Bestandteile des Ensembles: | Bestandteile des Ensembles:         |
| 09065947 | Krumme Straße 1–4, 6–7 Stockweg 19/21 (Lage) | Mietshäuser | 09065948 – Krumme Straße 1, Mietshaus, 1901–1902 von August Höhne |                                     |
| 09065947 | Krumme Straße 1–4, 6–7 Stockweg 19/21 (Lage) | Mietshäuser | 09065949 – Krumme Straße 2, Mietshaus, 1905 von Franz Wobig |                                     |
| 09065947 | Krumme Straße 1–4, 6–7 Stockweg 19/21 (Lage) | Mietshäuser | 09065950 – Krumme Straße 3, Mietshaus, 1905–1906 von Albert Belling |                                     |
| 09065947 | Krumme Straße 1–4, 6–7 Stockweg 19/21 (Lage) | Mietshäuser | 09065952 – Krumme Straße 4, Mietshaus, 1905–1906 von Carl Elsner |                                     |
| 09065947 | Krumme Straße 1–4, 6–7 Stockweg 19/21 (Lage) | Mietshäuser | 09065953 – Krumme Straße 6, Mietshaus, 1902 von Albert Belling |                                     |
| 09065947 | Krumme Straße 1–4, 6–7 Stockweg 19/21 (Lage) | Mietshäuser | 09065954 – Krumme Straße 7, Mietshaus, 1903–1904 von August Hausherr |                                     |
| 09065947 | Krumme Straße 1–4, 6–7 Stockweg 19/21 (Lage) | Mietshäuser | 09066141 – Stockweg 19, Mietshaus, 1902–1903 von August Hausherr |                                     |
| 09065947 | Krumme Straße 1–4, 6–7 Stockweg 19/21 (Lage) | Mietshäuser | 09066142 – Stockweg 21, Mietshaus, 1902 von August Höhne |                                     |
| 09065965 | Manteuffelstraße 7, 25–27A (Lage) | Mietshäuser Baudenkmal siehe: Manteuffelstraße 25 | Weitere Bestandteile des Ensembles: | Weitere Bestandteile des Ensembles: |
| 09065965 | Manteuffelstraße 7, 25–27A (Lage) | Mietshäuser Baudenkmal siehe: Manteuffelstraße 25 | 09065966 – Manteuffelstraße 7, Mietshaus, 1904 von Reinhold Mehl |                                     |
| 09065965 | Manteuffelstraße 7, 25–27A (Lage) | Mietshäuser Baudenkmal siehe: Manteuffelstraße 25 | 09065968 – Manteuffelstraße 26, Mietshaus, 1904–1905 von Hermann Hausherr |                                     |
| 09065965 | Manteuffelstraße 7, 25–27A (Lage) | Mietshäuser Baudenkmal siehe: Manteuffelstraße 25 | 09065969 – Manteuffelstraße 27, Mietshaus, um 1905 |                                     |
| 09065965 | Manteuffelstraße 7, 25–27A (Lage) | Mietshäuser Baudenkmal siehe: Manteuffelstraße 25 | 09065970 – Manteuffelstraße 27A, Mietshaus, 1905–1908 von Reinhold Mehl |                                     |
| 09065975 | Marthastraße 4–5 Potsdamer Straße 57, 57A (Lage) | Wohnhäuser Baudenkmal siehe: Marthastraße 5 | Weitere Bestandteile des Ensembles: | Weitere Bestandteile des Ensembles: |
| 09065975 | Marthastraße 4–5 Potsdamer Straße 57, 57A (Lage) | Wohnhäuser Baudenkmal siehe: Marthastraße 5 | 09065976 – Marthastraße 4, Wohnhaus, 1892–1893 von Gustav Lilienthal |                                     |
| 09065975 | Marthastraße 4–5 Potsdamer Straße 57, 57A (Lage) | Wohnhäuser Baudenkmal siehe: Marthastraße 5 | 09065977 – Marthastraße 4A / Potsdamer Straße 57A, Doppelwohnhaus, 1895–1896 von Gustav Lilienthal |                                     |
| 09065975 | Marthastraße 4–5 Potsdamer Straße 57, 57A (Lage) | Wohnhäuser Baudenkmal siehe: Marthastraße 5 | 09066063 – Potsdamer Straße 57, Wohnhaus, 1893 von Gustav Lilienthal |                                     |
| 09065979 | Moltkestraße 22A–23 Augustastraße 32 Holbeinstraße 39B (Lage) | Wohn- und Mietshäuser Baudenkmal siehe: Moltkestraße 23 | Weitere Bestandteile des Ensembles: | Weitere Bestandteile des Ensembles: |
| 09065979 | Moltkestraße 22A–23 Augustastraße 32 Holbeinstraße 39B (Lage) | Wohn- und Mietshäuser Baudenkmal siehe: Moltkestraße 23 | 09065873 – Holbeinstraße 39B, Mietshaus, um 1898 |                                     |
| 09065979 | Moltkestraße 22A–23 Augustastraße 32 Holbeinstraße 39B (Lage) | Wohn- und Mietshäuser Baudenkmal siehe: Moltkestraße 23 | 09065981 – Moltkestraße 22A / Augustastraße 32, Mietshaus, 1899 von August Hausherr |                                     |
| 09065985 | Moltkestraße 42 (Lage) | Friedhof Lichterfelde | Bestandteile des Ensembles: | Bestandteile des Ensembles:         |
| 09065985 | Moltkestraße 42 (Lage) | Friedhof Lichterfelde | 09065987 – Friedhofskapelle, 1889–1890 von H. Mertens |                                     |
| 09065985 | Moltkestraße 42 (Lage) | Friedhof Lichterfelde | 09065988 – Friedhofsmauer mit Erbbegräbnis |                                     |
| 09065985 | Moltkestraße 42 (Lage) | Friedhof Lichterfelde | 09065986 – Friedhofstor, 1903–1904 von Krüger |                                     |
| 09065989 | Mommsenstraße 4A–5, 11 (Lage) | Wohn- und Mietshäuser Baudenkmal siehe: Mommsenstraße 11 | Weitere Bestandteile des Ensembles: | Weitere Bestandteile des Ensembles: |
| 09065989 | Mommsenstraße 4A–5, 11 (Lage) | Wohn- und Mietshäuser Baudenkmal siehe: Mommsenstraße 11 | 09065990 – Mommsenstraße 4A, Wohnhaus, 1900–1902 von August Höhne |                                     |
| 09065989 | Mommsenstraße 4A–5, 11 (Lage) | Wohn- und Mietshäuser Baudenkmal siehe: Mommsenstraße 11 | 09065991 – Mommsenstraße 5, Wohnhaus, 1895 von Otto Hoffmann |                                     |
| 09066002 | Oberhofer Platz 8, 9A Auguststraße 1–2, 8, 18, 19 Ferdinandstraße 9–12, 20–24 Grabenstraße 1, 40–41 Heinersdorfer Straße 42 Jägerstraße 4–5, 9, 12–16A, 34/36 Lange Straße 21 Lorenzstraße 10–12, 14 Oberhofer Weg 16, 20 Parallelstraße 2, 11–13A, 18, 19, 21, 24, 25, 27 (Lage) | Platzanlage mit Straßensystem, Miets- und Einfamilienhäuser Gesamtanlage siehe: Lorenzstraße 10–11 Baudenkmale siehe: Auguststraße 19 Ferdinandstraße 22A Grabenstraße 40 Heinersdorfer Straße 42 Oberhofer Platz 8 Parallelstraße 21 Gartendenkmal siehe: Grabenstraße 40                                                                         | Weitere Bestandteile des Ensembles: | Weitere Bestandteile des Ensembles: |
| 09066002 | Oberhofer Platz 8, 9A Auguststraße 1–2, 8, 18, 19 Ferdinandstraße 9–12, 20–24 Grabenstraße 1, 40–41 Heinersdorfer Straße 42 Jägerstraße 4–5, 9, 12–16A, 34/36 Lange Straße 21 Lorenzstraße 10–12, 14 Oberhofer Weg 16, 20 Parallelstraße 2, 11–13A, 18, 19, 21, 24, 25, 27 (Lage) | Platzanlage mit Straßensystem, Miets- und Einfamilienhäuser Gesamtanlage siehe: Lorenzstraße 10–11 Baudenkmale siehe: Auguststraße 19 Ferdinandstraße 22A Grabenstraße 40 Heinersdorfer Straße 42 Oberhofer Platz 8 Parallelstraße 21 Gartendenkmal siehe: Grabenstraße 40                                                                         | 09065688 – Auguststraße 1–2 / Jägerstraße 9, Einfamilienhaus, 1883–1884 von Adolph Born |                                     |
| 09066002 | Oberhofer Platz 8, 9A Auguststraße 1–2, 8, 18, 19 Ferdinandstraße 9–12, 20–24 Grabenstraße 1, 40–41 Heinersdorfer Straße 42 Jägerstraße 4–5, 9, 12–16A, 34/36 Lange Straße 21 Lorenzstraße 10–12, 14 Oberhofer Weg 16, 20 Parallelstraße 2, 11–13A, 18, 19, 21, 24, 25, 27 (Lage) | Platzanlage mit Straßensystem, Miets- und Einfamilienhäuser Gesamtanlage siehe: Lorenzstraße 10–11 Baudenkmale siehe: Auguststraße 19 Ferdinandstraße 22A Grabenstraße 40 Heinersdorfer Straße 42 Oberhofer Platz 8 Parallelstraße 21 Gartendenkmal siehe: Grabenstraße 40                                                                         | 09065689 – Auguststraße 8, Einfamilienhaus, 1886–1887 von Adolph Born |                                     |
| 09066002 | Oberhofer Platz 8, 9A Auguststraße 1–2, 8, 18, 19 Ferdinandstraße 9–12, 20–24 Grabenstraße 1, 40–41 Heinersdorfer Straße 42 Jägerstraße 4–5, 9, 12–16A, 34/36 Lange Straße 21 Lorenzstraße 10–12, 14 Oberhofer Weg 16, 20 Parallelstraße 2, 11–13A, 18, 19, 21, 24, 25, 27 (Lage) | Platzanlage mit Straßensystem, Miets- und Einfamilienhäuser Gesamtanlage siehe: Lorenzstraße 10–11 Baudenkmale siehe: Auguststraße 19 Ferdinandstraße 22A Grabenstraße 40 Heinersdorfer Straße 42 Oberhofer Platz 8 Parallelstraße 21 Gartendenkmal siehe: Grabenstraße 40                                                                         | 09065690 – Auguststraße 18, Einfamilienhaus, 1885–1886 von Adolph Born |                                     |
| 09066002 | Oberhofer Platz 8, 9A Auguststraße 1–2, 8, 18, 19 Ferdinandstraße 9–12, 20–24 Grabenstraße 1, 40–41 Heinersdorfer Straße 42 Jägerstraße 4–5, 9, 12–16A, 34/36 Lange Straße 21 Lorenzstraße 10–12, 14 Oberhofer Weg 16, 20 Parallelstraße 2, 11–13A, 18, 19, 21, 24, 25, 27 (Lage) | Platzanlage mit Straßensystem, Miets- und Einfamilienhäuser Gesamtanlage siehe: Lorenzstraße 10–11 Baudenkmale siehe: Auguststraße 19 Ferdinandstraße 22A Grabenstraße 40 Heinersdorfer Straße 42 Oberhofer Platz 8 Parallelstraße 21 Gartendenkmal siehe: Grabenstraße 40                                                                         | 09065782 – Ferdinandstraße 9 / Jägerstraße 12A, Mietshaus, um 1890 |                                     |
| 09066002 | Oberhofer Platz 8, 9A Auguststraße 1–2, 8, 18, 19 Ferdinandstraße 9–12, 20–24 Grabenstraße 1, 40–41 Heinersdorfer Straße 42 Jägerstraße 4–5, 9, 12–16A, 34/36 Lange Straße 21 Lorenzstraße 10–12, 14 Oberhofer Weg 16, 20 Parallelstraße 2, 11–13A, 18, 19, 21, 24, 25, 27 (Lage) | Platzanlage mit Straßensystem, Miets- und Einfamilienhäuser Gesamtanlage siehe: Lorenzstraße 10–11 Baudenkmale siehe: Auguststraße 19 Ferdinandstraße 22A Grabenstraße 40 Heinersdorfer Straße 42 Oberhofer Platz 8 Parallelstraße 21 Gartendenkmal siehe: Grabenstraße 40                                                                         | 09065783 – Ferdinandstraße 10, Mietshaus, 1894–1895 von Gustav Zöllner und August Torgus |                                     |
| 09066002 | Oberhofer Platz 8, 9A Auguststraße 1–2, 8, 18, 19 Ferdinandstraße 9–12, 20–24 Grabenstraße 1, 40–41 Heinersdorfer Straße 42 Jägerstraße 4–5, 9, 12–16A, 34/36 Lange Straße 21 Lorenzstraße 10–12, 14 Oberhofer Weg 16, 20 Parallelstraße 2, 11–13A, 18, 19, 21, 24, 25, 27 (Lage) | Platzanlage mit Straßensystem, Miets- und Einfamilienhäuser Gesamtanlage siehe: Lorenzstraße 10–11 Baudenkmale siehe: Auguststraße 19 Ferdinandstraße 22A Grabenstraße 40 Heinersdorfer Straße 42 Oberhofer Platz 8 Parallelstraße 21 Gartendenkmal siehe: Grabenstraße 40                                                                         | 09065784 – Ferdinandstraße 11, Mietshaus, um 1890 |                                     |
| 09066002 | Oberhofer Platz 8, 9A Auguststraße 1–2, 8, 18, 19 Ferdinandstraße 9–12, 20–24 Grabenstraße 1, 40–41 Heinersdorfer Straße 42 Jägerstraße 4–5, 9, 12–16A, 34/36 Lange Straße 21 Lorenzstraße 10–12, 14 Oberhofer Weg 16, 20 Parallelstraße 2, 11–13A, 18, 19, 21, 24, 25, 27 (Lage) | Platzanlage mit Straßensystem, Miets- und Einfamilienhäuser Gesamtanlage siehe: Lorenzstraße 10–11 Baudenkmale siehe: Auguststraße 19 Ferdinandstraße 22A Grabenstraße 40 Heinersdorfer Straße 42 Oberhofer Platz 8 Parallelstraße 21 Gartendenkmal siehe: Grabenstraße 40                                                                         | 09065785 – Ferdinandstraße 12, Mietshaus, 1892 von Friedrich Zernikow |                                     |
| 09066002 | Oberhofer Platz 8, 9A Auguststraße 1–2, 8, 18, 19 Ferdinandstraße 9–12, 20–24 Grabenstraße 1, 40–41 Heinersdorfer Straße 42 Jägerstraße 4–5, 9, 12–16A, 34/36 Lange Straße 21 Lorenzstraße 10–12, 14 Oberhofer Weg 16, 20 Parallelstraße 2, 11–13A, 18, 19, 21, 24, 25, 27 (Lage) | Platzanlage mit Straßensystem, Miets- und Einfamilienhäuser Gesamtanlage siehe: Lorenzstraße 10–11 Baudenkmale siehe: Auguststraße 19 Ferdinandstraße 22A Grabenstraße 40 Heinersdorfer Straße 42 Oberhofer Platz 8 Parallelstraße 21 Gartendenkmal siehe: Grabenstraße 40                                                                         | 09065786 – Ferdinandstraße 20, Mietshaus, 1901–1902 von Carl Mirschenz |                                     |
| 09066002 | Oberhofer Platz 8, 9A Auguststraße 1–2, 8, 18, 19 Ferdinandstraße 9–12, 20–24 Grabenstraße 1, 40–41 Heinersdorfer Straße 42 Jägerstraße 4–5, 9, 12–16A, 34/36 Lange Straße 21 Lorenzstraße 10–12, 14 Oberhofer Weg 16, 20 Parallelstraße 2, 11–13A, 18, 19, 21, 24, 25, 27 (Lage) | Platzanlage mit Straßensystem, Miets- und Einfamilienhäuser Gesamtanlage siehe: Lorenzstraße 10–11 Baudenkmale siehe: Auguststraße 19 Ferdinandstraße 22A Grabenstraße 40 Heinersdorfer Straße 42 Oberhofer Platz 8 Parallelstraße 21 Gartendenkmal siehe: Grabenstraße 40                                                                         | 09065787 – Ferdinandstraße 21, Mietshaus, 1903–1905 von Herold, 1923 Umbau von Adolph Born |                                     |
| 09066002 | Oberhofer Platz 8, 9A Auguststraße 1–2, 8, 18, 19 Ferdinandstraße 9–12, 20–24 Grabenstraße 1, 40–41 Heinersdorfer Straße 42 Jägerstraße 4–5, 9, 12–16A, 34/36 Lange Straße 21 Lorenzstraße 10–12, 14 Oberhofer Weg 16, 20 Parallelstraße 2, 11–13A, 18, 19, 21, 24, 25, 27 (Lage) | Platzanlage mit Straßensystem, Miets- und Einfamilienhäuser Gesamtanlage siehe: Lorenzstraße 10–11 Baudenkmale siehe: Auguststraße 19 Ferdinandstraße 22A Grabenstraße 40 Heinersdorfer Straße 42 Oberhofer Platz 8 Parallelstraße 21 Gartendenkmal siehe: Grabenstraße 40                                                                         | 09065788 – Ferdinandstraße 22, Mietshaus, 1901–1903 von Herold |                                     |
| 09066002 | Oberhofer Platz 8, 9A Auguststraße 1–2, 8, 18, 19 Ferdinandstraße 9–12, 20–24 Grabenstraße 1, 40–41 Heinersdorfer Straße 42 Jägerstraße 4–5, 9, 12–16A, 34/36 Lange Straße 21 Lorenzstraße 10–12, 14 Oberhofer Weg 16, 20 Parallelstraße 2, 11–13A, 18, 19, 21, 24, 25, 27 (Lage) | Platzanlage mit Straßensystem, Miets- und Einfamilienhäuser Gesamtanlage siehe: Lorenzstraße 10–11 Baudenkmale siehe: Auguststraße 19 Ferdinandstraße 22A Grabenstraße 40 Heinersdorfer Straße 42 Oberhofer Platz 8 Parallelstraße 21 Gartendenkmal siehe: Grabenstraße 40                                                                         | 09065790 – Ferdinandstraße 23, Mietshaus, 1894–1895 von Friedrich Koschorrek und Friedrich Mating |                                     |
| 09066002 | Oberhofer Platz 8, 9A Auguststraße 1–2, 8, 18, 19 Ferdinandstraße 9–12, 20–24 Grabenstraße 1, 40–41 Heinersdorfer Straße 42 Jägerstraße 4–5, 9, 12–16A, 34/36 Lange Straße 21 Lorenzstraße 10–12, 14 Oberhofer Weg 16, 20 Parallelstraße 2, 11–13A, 18, 19, 21, 24, 25, 27 (Lage) | Platzanlage mit Straßensystem, Miets- und Einfamilienhäuser Gesamtanlage siehe: Lorenzstraße 10–11 Baudenkmale siehe: Auguststraße 19 Ferdinandstraße 22A Grabenstraße 40 Heinersdorfer Straße 42 Oberhofer Platz 8 Parallelstraße 21 Gartendenkmal siehe: Grabenstraße 40                                                                         | 09065791 – Ferdinandstraße 24 / Jägerstraße 13, Mietshaus, 1895–1896 von Christian Laaß |                                     |
| 09066002 | Oberhofer Platz 8, 9A Auguststraße 1–2, 8, 18, 19 Ferdinandstraße 9–12, 20–24 Grabenstraße 1, 40–41 Heinersdorfer Straße 42 Jägerstraße 4–5, 9, 12–16A, 34/36 Lange Straße 21 Lorenzstraße 10–12, 14 Oberhofer Weg 16, 20 Parallelstraße 2, 11–13A, 18, 19, 21, 24, 25, 27 (Lage) | Platzanlage mit Straßensystem, Miets- und Einfamilienhäuser Gesamtanlage siehe: Lorenzstraße 10–11 Baudenkmale siehe: Auguststraße 19 Ferdinandstraße 22A Grabenstraße 40 Heinersdorfer Straße 42 Oberhofer Platz 8 Parallelstraße 21 Gartendenkmal siehe: Grabenstraße 40                                                                         | 09065830 – Grabenstraße 1, Einfamilienhaus, 1891–1892 von Böttcher & Lanzendorf |                                     |
| 09066002 | Oberhofer Platz 8, 9A Auguststraße 1–2, 8, 18, 19 Ferdinandstraße 9–12, 20–24 Grabenstraße 1, 40–41 Heinersdorfer Straße 42 Jägerstraße 4–5, 9, 12–16A, 34/36 Lange Straße 21 Lorenzstraße 10–12, 14 Oberhofer Weg 16, 20 Parallelstraße 2, 11–13A, 18, 19, 21, 24, 25, 27 (Lage) | Platzanlage mit Straßensystem, Miets- und Einfamilienhäuser Gesamtanlage siehe: Lorenzstraße 10–11 Baudenkmale siehe: Auguststraße 19 Ferdinandstraße 22A Grabenstraße 40 Heinersdorfer Straße 42 Oberhofer Platz 8 Parallelstraße 21 Gartendenkmal siehe: Grabenstraße 40                                                                         | 09065834 – Grabenstraße 41, Mietshaus, um 1895 |                                     |
| 09066002 | Oberhofer Platz 8, 9A Auguststraße 1–2, 8, 18, 19 Ferdinandstraße 9–12, 20–24 Grabenstraße 1, 40–41 Heinersdorfer Straße 42 Jägerstraße 4–5, 9, 12–16A, 34/36 Lange Straße 21 Lorenzstraße 10–12, 14 Oberhofer Weg 16, 20 Parallelstraße 2, 11–13A, 18, 19, 21, 24, 25, 27 (Lage) | Platzanlage mit Straßensystem, Miets- und Einfamilienhäuser Gesamtanlage siehe: Lorenzstraße 10–11 Baudenkmale siehe: Auguststraße 19 Ferdinandstraße 22A Grabenstraße 40 Heinersdorfer Straße 42 Oberhofer Platz 8 Parallelstraße 21 Gartendenkmal siehe: Grabenstraße 40                                                                         | 09065890 – Jägerstraße 4, Einfamilienhaus, 1887 von Adolph Born |                                     |
| 09066002 | Oberhofer Platz 8, 9A Auguststraße 1–2, 8, 18, 19 Ferdinandstraße 9–12, 20–24 Grabenstraße 1, 40–41 Heinersdorfer Straße 42 Jägerstraße 4–5, 9, 12–16A, 34/36 Lange Straße 21 Lorenzstraße 10–12, 14 Oberhofer Weg 16, 20 Parallelstraße 2, 11–13A, 18, 19, 21, 24, 25, 27 (Lage) | Platzanlage mit Straßensystem, Miets- und Einfamilienhäuser Gesamtanlage siehe: Lorenzstraße 10–11 Baudenkmale siehe: Auguststraße 19 Ferdinandstraße 22A Grabenstraße 40 Heinersdorfer Straße 42 Oberhofer Platz 8 Parallelstraße 21 Gartendenkmal siehe: Grabenstraße 40                                                                         | 09065891 – Jägerstraße 5, Einfamilienhaus, 1887–1888 von Adolph Born |                                     |
| 09066002 | Oberhofer Platz 8, 9A Auguststraße 1–2, 8, 18, 19 Ferdinandstraße 9–12, 20–24 Grabenstraße 1, 40–41 Heinersdorfer Straße 42 Jägerstraße 4–5, 9, 12–16A, 34/36 Lange Straße 21 Lorenzstraße 10–12, 14 Oberhofer Weg 16, 20 Parallelstraße 2, 11–13A, 18, 19, 21, 24, 25, 27 (Lage) | Platzanlage mit Straßensystem, Miets- und Einfamilienhäuser Gesamtanlage siehe: Lorenzstraße 10–11 Baudenkmale siehe: Auguststraße 19 Ferdinandstraße 22A Grabenstraße 40 Heinersdorfer Straße 42 Oberhofer Platz 8 Parallelstraße 21 Gartendenkmal siehe: Grabenstraße 40                                                                         | 09065892 – Jägerstraße 12, Mietshaus, 1894–1895 von Wilhelm Haupt |                                     |
| 09066002 | Oberhofer Platz 8, 9A Auguststraße 1–2, 8, 18, 19 Ferdinandstraße 9–12, 20–24 Grabenstraße 1, 40–41 Heinersdorfer Straße 42 Jägerstraße 4–5, 9, 12–16A, 34/36 Lange Straße 21 Lorenzstraße 10–12, 14 Oberhofer Weg 16, 20 Parallelstraße 2, 11–13A, 18, 19, 21, 24, 25, 27 (Lage) | Platzanlage mit Straßensystem, Miets- und Einfamilienhäuser Gesamtanlage siehe: Lorenzstraße 10–11 Baudenkmale siehe: Auguststraße 19 Ferdinandstraße 22A Grabenstraße 40 Heinersdorfer Straße 42 Oberhofer Platz 8 Parallelstraße 21 Gartendenkmal siehe: Grabenstraße 40                                                                         | 09065893 – Jägerstraße 14, Mietshaus, 1874–1875 von W. Bauch |                                     |
| 09066002 | Oberhofer Platz 8, 9A Auguststraße 1–2, 8, 18, 19 Ferdinandstraße 9–12, 20–24 Grabenstraße 1, 40–41 Heinersdorfer Straße 42 Jägerstraße 4–5, 9, 12–16A, 34/36 Lange Straße 21 Lorenzstraße 10–12, 14 Oberhofer Weg 16, 20 Parallelstraße 2, 11–13A, 18, 19, 21, 24, 25, 27 (Lage) | Platzanlage mit Straßensystem, Miets- und Einfamilienhäuser Gesamtanlage siehe: Lorenzstraße 10–11 Baudenkmale siehe: Auguststraße 19 Ferdinandstraße 22A Grabenstraße 40 Heinersdorfer Straße 42 Oberhofer Platz 8 Parallelstraße 21 Gartendenkmal siehe: Grabenstraße 40                                                                         | 09065894 – Jägerstraße 15, Mietshaus, 1891 von Gustav Zöllner |                                     |
| 09066002 | Oberhofer Platz 8, 9A Auguststraße 1–2, 8, 18, 19 Ferdinandstraße 9–12, 20–24 Grabenstraße 1, 40–41 Heinersdorfer Straße 42 Jägerstraße 4–5, 9, 12–16A, 34/36 Lange Straße 21 Lorenzstraße 10–12, 14 Oberhofer Weg 16, 20 Parallelstraße 2, 11–13A, 18, 19, 21, 24, 25, 27 (Lage) | Platzanlage mit Straßensystem, Miets- und Einfamilienhäuser Gesamtanlage siehe: Lorenzstraße 10–11 Baudenkmale siehe: Auguststraße 19 Ferdinandstraße 22A Grabenstraße 40 Heinersdorfer Straße 42 Oberhofer Platz 8 Parallelstraße 21 Gartendenkmal siehe: Grabenstraße 40                                                                         | 09065895 – Jägerstraße 16, Mietshaus, 1893 von Theodor Meyer |                                     |
| 09066002 | Oberhofer Platz 8, 9A Auguststraße 1–2, 8, 18, 19 Ferdinandstraße 9–12, 20–24 Grabenstraße 1, 40–41 Heinersdorfer Straße 42 Jägerstraße 4–5, 9, 12–16A, 34/36 Lange Straße 21 Lorenzstraße 10–12, 14 Oberhofer Weg 16, 20 Parallelstraße 2, 11–13A, 18, 19, 21, 24, 25, 27 (Lage) | Platzanlage mit Straßensystem, Miets- und Einfamilienhäuser Gesamtanlage siehe: Lorenzstraße 10–11 Baudenkmale siehe: Auguststraße 19 Ferdinandstraße 22A Grabenstraße 40 Heinersdorfer Straße 42 Oberhofer Platz 8 Parallelstraße 21 Gartendenkmal siehe: Grabenstraße 40                                                                         | 09065896 – Jägerstraße 16A, Mietshaus, 1894–1896 von Theodor Meyer |                                     |
| 09066002 | Oberhofer Platz 8, 9A Auguststraße 1–2, 8, 18, 19 Ferdinandstraße 9–12, 20–24 Grabenstraße 1, 40–41 Heinersdorfer Straße 42 Jägerstraße 4–5, 9, 12–16A, 34/36 Lange Straße 21 Lorenzstraße 10–12, 14 Oberhofer Weg 16, 20 Parallelstraße 2, 11–13A, 18, 19, 21, 24, 25, 27 (Lage) | Platzanlage mit Straßensystem, Miets- und Einfamilienhäuser Gesamtanlage siehe: Lorenzstraße 10–11 Baudenkmale siehe: Auguststraße 19 Ferdinandstraße 22A Grabenstraße 40 Heinersdorfer Straße 42 Oberhofer Platz 8 Parallelstraße 21 Gartendenkmal siehe: Grabenstraße 40                                                                         | 09065897 – Jägerstraße 34, Mietshaus, 1889 von Julius Vogler |                                     |
| 09066002 | Oberhofer Platz 8, 9A Auguststraße 1–2, 8, 18, 19 Ferdinandstraße 9–12, 20–24 Grabenstraße 1, 40–41 Heinersdorfer Straße 42 Jägerstraße 4–5, 9, 12–16A, 34/36 Lange Straße 21 Lorenzstraße 10–12, 14 Oberhofer Weg 16, 20 Parallelstraße 2, 11–13A, 18, 19, 21, 24, 25, 27 (Lage) | Platzanlage mit Straßensystem, Miets- und Einfamilienhäuser Gesamtanlage siehe: Lorenzstraße 10–11 Baudenkmale siehe: Auguststraße 19 Ferdinandstraße 22A Grabenstraße 40 Heinersdorfer Straße 42 Oberhofer Platz 8 Parallelstraße 21 Gartendenkmal siehe: Grabenstraße 40                                                                         | 09065898 – Jägerstraße 36, Einfamilienhaus, 1884 von Wilhelm Hintze |                                     |
| 09066002 | Oberhofer Platz 8, 9A Auguststraße 1–2, 8, 18, 19 Ferdinandstraße 9–12, 20–24 Grabenstraße 1, 40–41 Heinersdorfer Straße 42 Jägerstraße 4–5, 9, 12–16A, 34/36 Lange Straße 21 Lorenzstraße 10–12, 14 Oberhofer Weg 16, 20 Parallelstraße 2, 11–13A, 18, 19, 21, 24, 25, 27 (Lage) | Platzanlage mit Straßensystem, Miets- und Einfamilienhäuser Gesamtanlage siehe: Lorenzstraße 10–11 Baudenkmale siehe: Auguststraße 19 Ferdinandstraße 22A Grabenstraße 40 Heinersdorfer Straße 42 Oberhofer Platz 8 Parallelstraße 21 Gartendenkmal siehe: Grabenstraße 40                                                                         | 09010030 – Lange Straße 21, Einfamilienhaus, 1885–1886 von Adolph Born |                                     |
| 09066002 | Oberhofer Platz 8, 9A Auguststraße 1–2, 8, 18, 19 Ferdinandstraße 9–12, 20–24 Grabenstraße 1, 40–41 Heinersdorfer Straße 42 Jägerstraße 4–5, 9, 12–16A, 34/36 Lange Straße 21 Lorenzstraße 10–12, 14 Oberhofer Weg 16, 20 Parallelstraße 2, 11–13A, 18, 19, 21, 24, 25, 27 (Lage) | Platzanlage mit Straßensystem, Miets- und Einfamilienhäuser Gesamtanlage siehe: Lorenzstraße 10–11 Baudenkmale siehe: Auguststraße 19 Ferdinandstraße 22A Grabenstraße 40 Heinersdorfer Straße 42 Oberhofer Platz 8 Parallelstraße 21 Gartendenkmal siehe: Grabenstraße 40                                                                         | 09065960 – Lorenzstraße 14, Mietshaus, 1902–1903 von Carl Mirschenz |                                     |
| 09066002 | Oberhofer Platz 8, 9A Auguststraße 1–2, 8, 18, 19 Ferdinandstraße 9–12, 20–24 Grabenstraße 1, 40–41 Heinersdorfer Straße 42 Jägerstraße 4–5, 9, 12–16A, 34/36 Lange Straße 21 Lorenzstraße 10–12, 14 Oberhofer Weg 16, 20 Parallelstraße 2, 11–13A, 18, 19, 21, 24, 25, 27 (Lage) | Platzanlage mit Straßensystem, Miets- und Einfamilienhäuser Gesamtanlage siehe: Lorenzstraße 10–11 Baudenkmale siehe: Auguststraße 19 Ferdinandstraße 22A Grabenstraße 40 Heinersdorfer Straße 42 Oberhofer Platz 8 Parallelstraße 21 Gartendenkmal siehe: Grabenstraße 40                                                                         | 09066000 – Oberhofer Platz, Stadtplatz, vor 1875 |                                     |
| 09066002 | Oberhofer Platz 8, 9A Auguststraße 1–2, 8, 18, 19 Ferdinandstraße 9–12, 20–24 Grabenstraße 1, 40–41 Heinersdorfer Straße 42 Jägerstraße 4–5, 9, 12–16A, 34/36 Lange Straße 21 Lorenzstraße 10–12, 14 Oberhofer Weg 16, 20 Parallelstraße 2, 11–13A, 18, 19, 21, 24, 25, 27 (Lage) | Platzanlage mit Straßensystem, Miets- und Einfamilienhäuser Gesamtanlage siehe: Lorenzstraße 10–11 Baudenkmale siehe: Auguststraße 19 Ferdinandstraße 22A Grabenstraße 40 Heinersdorfer Straße 42 Oberhofer Platz 8 Parallelstraße 21 Gartendenkmal siehe: Grabenstraße 40                                                                         | 09065999 – Oberhofer Platz, Straßensystem, 1872 von Johannes Otzen |                                     |
| 09066002 | Oberhofer Platz 8, 9A Auguststraße 1–2, 8, 18, 19 Ferdinandstraße 9–12, 20–24 Grabenstraße 1, 40–41 Heinersdorfer Straße 42 Jägerstraße 4–5, 9, 12–16A, 34/36 Lange Straße 21 Lorenzstraße 10–12, 14 Oberhofer Weg 16, 20 Parallelstraße 2, 11–13A, 18, 19, 21, 24, 25, 27 (Lage) | Platzanlage mit Straßensystem, Miets- und Einfamilienhäuser Gesamtanlage siehe: Lorenzstraße 10–11 Baudenkmale siehe: Auguststraße 19 Ferdinandstraße 22A Grabenstraße 40 Heinersdorfer Straße 42 Oberhofer Platz 8 Parallelstraße 21 Gartendenkmal siehe: Grabenstraße 40                                                                         | 09066004 – Oberhofer Platz 9A, Zweifamilienhaus, 1885–1886 von Adolph Born |                                     |
| 09066002 | Oberhofer Platz 8, 9A Auguststraße 1–2, 8, 18, 19 Ferdinandstraße 9–12, 20–24 Grabenstraße 1, 40–41 Heinersdorfer Straße 42 Jägerstraße 4–5, 9, 12–16A, 34/36 Lange Straße 21 Lorenzstraße 10–12, 14 Oberhofer Weg 16, 20 Parallelstraße 2, 11–13A, 18, 19, 21, 24, 25, 27 (Lage) | Platzanlage mit Straßensystem, Miets- und Einfamilienhäuser Gesamtanlage siehe: Lorenzstraße 10–11 Baudenkmale siehe: Auguststraße 19 Ferdinandstraße 22A Grabenstraße 40 Heinersdorfer Straße 42 Oberhofer Platz 8 Parallelstraße 21 Gartendenkmal siehe: Grabenstraße 40                                                                         | 09066006 – Oberhofer Weg 16, Einfamilienhaus, 1881–1882 von Richard Reinhold Hintz |                                     |
| 09066002 | Oberhofer Platz 8, 9A Auguststraße 1–2, 8, 18, 19 Ferdinandstraße 9–12, 20–24 Grabenstraße 1, 40–41 Heinersdorfer Straße 42 Jägerstraße 4–5, 9, 12–16A, 34/36 Lange Straße 21 Lorenzstraße 10–12, 14 Oberhofer Weg 16, 20 Parallelstraße 2, 11–13A, 18, 19, 21, 24, 25, 27 (Lage) | Platzanlage mit Straßensystem, Miets- und Einfamilienhäuser Gesamtanlage siehe: Lorenzstraße 10–11 Baudenkmale siehe: Auguststraße 19 Ferdinandstraße 22A Grabenstraße 40 Heinersdorfer Straße 42 Oberhofer Platz 8 Parallelstraße 21 Gartendenkmal siehe: Grabenstraße 40                                                                         | 09066007 – Oberhofer Weg 20–20A, Einfamilienhaus, 1874 |                                     |
| 09066002 | Oberhofer Platz 8, 9A Auguststraße 1–2, 8, 18, 19 Ferdinandstraße 9–12, 20–24 Grabenstraße 1, 40–41 Heinersdorfer Straße 42 Jägerstraße 4–5, 9, 12–16A, 34/36 Lange Straße 21 Lorenzstraße 10–12, 14 Oberhofer Weg 16, 20 Parallelstraße 2, 11–13A, 18, 19, 21, 24, 25, 27 (Lage) | Platzanlage mit Straßensystem, Miets- und Einfamilienhäuser Gesamtanlage siehe: Lorenzstraße 10–11 Baudenkmale siehe: Auguststraße 19 Ferdinandstraße 22A Grabenstraße 40 Heinersdorfer Straße 42 Oberhofer Platz 8 Parallelstraße 21 Gartendenkmal siehe: Grabenstraße 40                                                                         | 09066029 – Parallelstraße 2, Einfamilienhaus, 1887–1888 von Adolph Born |                                     |
| 09066002 | Oberhofer Platz 8, 9A Auguststraße 1–2, 8, 18, 19 Ferdinandstraße 9–12, 20–24 Grabenstraße 1, 40–41 Heinersdorfer Straße 42 Jägerstraße 4–5, 9, 12–16A, 34/36 Lange Straße 21 Lorenzstraße 10–12, 14 Oberhofer Weg 16, 20 Parallelstraße 2, 11–13A, 18, 19, 21, 24, 25, 27 (Lage) | Platzanlage mit Straßensystem, Miets- und Einfamilienhäuser Gesamtanlage siehe: Lorenzstraße 10–11 Baudenkmale siehe: Auguststraße 19 Ferdinandstraße 22A Grabenstraße 40 Heinersdorfer Straße 42 Oberhofer Platz 8 Parallelstraße 21 Gartendenkmal siehe: Grabenstraße 40                                                                         | 09066023 – Parallelstraße 11, Mietshaus, 1892–1893 von Albert Belling |                                     |
| 09066002 | Oberhofer Platz 8, 9A Auguststraße 1–2, 8, 18, 19 Ferdinandstraße 9–12, 20–24 Grabenstraße 1, 40–41 Heinersdorfer Straße 42 Jägerstraße 4–5, 9, 12–16A, 34/36 Lange Straße 21 Lorenzstraße 10–12, 14 Oberhofer Weg 16, 20 Parallelstraße 2, 11–13A, 18, 19, 21, 24, 25, 27 (Lage) | Platzanlage mit Straßensystem, Miets- und Einfamilienhäuser Gesamtanlage siehe: Lorenzstraße 10–11 Baudenkmale siehe: Auguststraße 19 Ferdinandstraße 22A Grabenstraße 40 Heinersdorfer Straße 42 Oberhofer Platz 8 Parallelstraße 21 Gartendenkmal siehe: Grabenstraße 40                                                                         | 09066024 – Parallelstraße 12, Mietshaus, 1892 von W. Braun |                                     |
| 09066002 | Oberhofer Platz 8, 9A Auguststraße 1–2, 8, 18, 19 Ferdinandstraße 9–12, 20–24 Grabenstraße 1, 40–41 Heinersdorfer Straße 42 Jägerstraße 4–5, 9, 12–16A, 34/36 Lange Straße 21 Lorenzstraße 10–12, 14 Oberhofer Weg 16, 20 Parallelstraße 2, 11–13A, 18, 19, 21, 24, 25, 27 (Lage) | Platzanlage mit Straßensystem, Miets- und Einfamilienhäuser Gesamtanlage siehe: Lorenzstraße 10–11 Baudenkmale siehe: Auguststraße 19 Ferdinandstraße 22A Grabenstraße 40 Heinersdorfer Straße 42 Oberhofer Platz 8 Parallelstraße 21 Gartendenkmal siehe: Grabenstraße 40                                                                         | 09066025 – Parallelstraße 13, Mietshaus, 1892–1893 von Ferdinand Nitze und Carl Mirschenz |                                     |
| 09066002 | Oberhofer Platz 8, 9A Auguststraße 1–2, 8, 18, 19 Ferdinandstraße 9–12, 20–24 Grabenstraße 1, 40–41 Heinersdorfer Straße 42 Jägerstraße 4–5, 9, 12–16A, 34/36 Lange Straße 21 Lorenzstraße 10–12, 14 Oberhofer Weg 16, 20 Parallelstraße 2, 11–13A, 18, 19, 21, 24, 25, 27 (Lage) | Platzanlage mit Straßensystem, Miets- und Einfamilienhäuser Gesamtanlage siehe: Lorenzstraße 10–11 Baudenkmale siehe: Auguststraße 19 Ferdinandstraße 22A Grabenstraße 40 Heinersdorfer Straße 42 Oberhofer Platz 8 Parallelstraße 21 Gartendenkmal siehe: Grabenstraße 40                                                                         | 09066026 – Parallelstraße 13A, Mietshaus, 1902–1903 von Carl Mirschenz |                                     |
| 09066002 | Oberhofer Platz 8, 9A Auguststraße 1–2, 8, 18, 19 Ferdinandstraße 9–12, 20–24 Grabenstraße 1, 40–41 Heinersdorfer Straße 42 Jägerstraße 4–5, 9, 12–16A, 34/36 Lange Straße 21 Lorenzstraße 10–12, 14 Oberhofer Weg 16, 20 Parallelstraße 2, 11–13A, 18, 19, 21, 24, 25, 27 (Lage) | Platzanlage mit Straßensystem, Miets- und Einfamilienhäuser Gesamtanlage siehe: Lorenzstraße 10–11 Baudenkmale siehe: Auguststraße 19 Ferdinandstraße 22A Grabenstraße 40 Heinersdorfer Straße 42 Oberhofer Platz 8 Parallelstraße 21 Gartendenkmal siehe: Grabenstraße 40                                                                         | 09066028 – Parallelstraße 18, Mietshaus, 1901 von Carl Mirschenz |                                     |
| 09066002 | Oberhofer Platz 8, 9A Auguststraße 1–2, 8, 18, 19 Ferdinandstraße 9–12, 20–24 Grabenstraße 1, 40–41 Heinersdorfer Straße 42 Jägerstraße 4–5, 9, 12–16A, 34/36 Lange Straße 21 Lorenzstraße 10–12, 14 Oberhofer Weg 16, 20 Parallelstraße 2, 11–13A, 18, 19, 21, 24, 25, 27 (Lage) | Platzanlage mit Straßensystem, Miets- und Einfamilienhäuser Gesamtanlage siehe: Lorenzstraße 10–11 Baudenkmale siehe: Auguststraße 19 Ferdinandstraße 22A Grabenstraße 40 Heinersdorfer Straße 42 Oberhofer Platz 8 Parallelstraße 21 Gartendenkmal siehe: Grabenstraße 40                                                                         | 09066030 – Parallelstraße 19, Mietshaus, 1893–1894 von Albert Belling |                                     |
| 09066002 | Oberhofer Platz 8, 9A Auguststraße 1–2, 8, 18, 19 Ferdinandstraße 9–12, 20–24 Grabenstraße 1, 40–41 Heinersdorfer Straße 42 Jägerstraße 4–5, 9, 12–16A, 34/36 Lange Straße 21 Lorenzstraße 10–12, 14 Oberhofer Weg 16, 20 Parallelstraße 2, 11–13A, 18, 19, 21, 24, 25, 27 (Lage) | Platzanlage mit Straßensystem, Miets- und Einfamilienhäuser Gesamtanlage siehe: Lorenzstraße 10–11 Baudenkmale siehe: Auguststraße 19 Ferdinandstraße 22A Grabenstraße 40 Heinersdorfer Straße 42 Oberhofer Platz 8 Parallelstraße 21 Gartendenkmal siehe: Grabenstraße 40                                                                         | 09066032 – Parallelstraße 24, Einfamilienhaus, 1886–1887 von Adolph Born |                                     |
| 09066002 | Oberhofer Platz 8, 9A Auguststraße 1–2, 8, 18, 19 Ferdinandstraße 9–12, 20–24 Grabenstraße 1, 40–41 Heinersdorfer Straße 42 Jägerstraße 4–5, 9, 12–16A, 34/36 Lange Straße 21 Lorenzstraße 10–12, 14 Oberhofer Weg 16, 20 Parallelstraße 2, 11–13A, 18, 19, 21, 24, 25, 27 (Lage) | Platzanlage mit Straßensystem, Miets- und Einfamilienhäuser Gesamtanlage siehe: Lorenzstraße 10–11 Baudenkmale siehe: Auguststraße 19 Ferdinandstraße 22A Grabenstraße 40 Heinersdorfer Straße 42 Oberhofer Platz 8 Parallelstraße 21 Gartendenkmal siehe: Grabenstraße 40                                                                         | 09066033 – Parallelstraße 25, Einfamilienhaus, 1887–1888 von Adolph Born |                                     |
| 09066002 | Oberhofer Platz 8, 9A Auguststraße 1–2, 8, 18, 19 Ferdinandstraße 9–12, 20–24 Grabenstraße 1, 40–41 Heinersdorfer Straße 42 Jägerstraße 4–5, 9, 12–16A, 34/36 Lange Straße 21 Lorenzstraße 10–12, 14 Oberhofer Weg 16, 20 Parallelstraße 2, 11–13A, 18, 19, 21, 24, 25, 27 (Lage) | Platzanlage mit Straßensystem, Miets- und Einfamilienhäuser Gesamtanlage siehe: Lorenzstraße 10–11 Baudenkmale siehe: Auguststraße 19 Ferdinandstraße 22A Grabenstraße 40 Heinersdorfer Straße 42 Oberhofer Platz 8 Parallelstraße 21 Gartendenkmal siehe: Grabenstraße 40                                                                         | 09066034 – Parallelstraße 27, Zweifamilienhaus, 1887–1888 von Adolph Born |                                     |
| 09066002 | Oberhofer Platz 8, 9A Auguststraße 1–2, 8, 18, 19 Ferdinandstraße 9–12, 20–24 Grabenstraße 1, 40–41 Heinersdorfer Straße 42 Jägerstraße 4–5, 9, 12–16A, 34/36 Lange Straße 21 Lorenzstraße 10–12, 14 Oberhofer Weg 16, 20 Parallelstraße 2, 11–13A, 18, 19, 21, 24, 25, 27 (Lage) | Platzanlage mit Straßensystem, Miets- und Einfamilienhäuser Gesamtanlage siehe: Lorenzstraße 10–11 Baudenkmale siehe: Auguststraße 19 Ferdinandstraße 22A Grabenstraße 40 Heinersdorfer Straße 42 Oberhofer Platz 8 Parallelstraße 21 Gartendenkmal siehe: Grabenstraße 40                                                                         | Nicht konstituierende Bestandteile des Ensembles: Jägerstraße 13A, Lorenzstraße 12 |                                     |
| 09066010 | Ostpreußendamm 63–64, 131A Osdorfer Straße (Lage) | Dorfkirche Giesensdorf, Schule, Gemeindehaus und Kindergarten Baudenkmale siehe: Ostpreußendamm 64; 131A | Weiterer Bestandteil des Ensembles: | Weiterer Bestandteil des Ensembles: |
| 09066010 | Ostpreußendamm 63–64, 131A Osdorfer Straße (Lage) | Dorfkirche Giesensdorf, Schule, Gemeindehaus und Kindergarten Baudenkmale siehe: Ostpreußendamm 64; 131A | 09066013 – Ostpreußendamm 63, Giesensdorfer Schule, 1890 von Julius Assmann, mehrfache Erweiterungen |                                     |
| 09066036 | Paulinenstraße 2–4A, 6–10, 24–30 Weddigenweg 16, 17 (Lage) | Wohnhäuser Gesamtanlage siehe: Paulinenstraße 24 Baudenkmal siehe: Paulinenstraße 8 | Weitere Bestandteile des Ensembles: | Weitere Bestandteile des Ensembles: |
| 09066036 | Paulinenstraße 2–4A, 6–10, 24–30 Weddigenweg 16, 17 (Lage) | Wohnhäuser Gesamtanlage siehe: Paulinenstraße 24 Baudenkmal siehe: Paulinenstraße 8 | 09066037 – Paulinenstraße 2–3, Doppelwohnhaus, 1900–1901 von Georg Böhme |                                     |
| 09066036 | Paulinenstraße 2–4A, 6–10, 24–30 Weddigenweg 16, 17 (Lage) | Wohnhäuser Gesamtanlage siehe: Paulinenstraße 24 Baudenkmal siehe: Paulinenstraße 8 | 09066038 – Paulinenstraße 4–4A, Doppelwohnhaus, 1893–1895 von Beckmann |                                     |
| 09066036 | Paulinenstraße 2–4A, 6–10, 24–30 Weddigenweg 16, 17 (Lage) | Wohnhäuser Gesamtanlage siehe: Paulinenstraße 24 Baudenkmal siehe: Paulinenstraße 8 | 09066039 – Paulinenstraße 6, Mietshaus, 1900–1901 von Friedrich Simon |                                     |
| 09066036 | Paulinenstraße 2–4A, 6–10, 24–30 Weddigenweg 16, 17 (Lage) | Wohnhäuser Gesamtanlage siehe: Paulinenstraße 24 Baudenkmal siehe: Paulinenstraße 8 | 09066041 – Paulinenstraße 7, Wohnhaus, 1911–1912 von Georg Böhme |                                     |
| 09066036 | Paulinenstraße 2–4A, 6–10, 24–30 Weddigenweg 16, 17 (Lage) | Wohnhäuser Gesamtanlage siehe: Paulinenstraße 24 Baudenkmal siehe: Paulinenstraße 8 | 09066043 – Paulinenstraße 9, Wohnhaus, 1911–1912 von Georg Böhme |                                     |
| 09066036 | Paulinenstraße 2–4A, 6–10, 24–30 Weddigenweg 16, 17 (Lage) | Wohnhäuser Gesamtanlage siehe: Paulinenstraße 24 Baudenkmal siehe: Paulinenstraße 8 | 09066044 – Paulinenstraße 10, Wohnhaus, 1911–1912 von Georg Böhme |                                     |
| 09066036 | Paulinenstraße 2–4A, 6–10, 24–30 Weddigenweg 16, 17 (Lage) | Wohnhäuser Gesamtanlage siehe: Paulinenstraße 24 Baudenkmal siehe: Paulinenstraße 8 | 09066047 – Paulinenstraße 25, Wohnhaus, 1894–1895 von Gustav Lilienthal |                                     |
| 09066036 | Paulinenstraße 2–4A, 6–10, 24–30 Weddigenweg 16, 17 (Lage) | Wohnhäuser Gesamtanlage siehe: Paulinenstraße 24 Baudenkmal siehe: Paulinenstraße 8 | 09066048 – Paulinenstraße 26, Wohnhaus, 1896–1897 von Gustav Lilienthal |                                     |
| 09066036 | Paulinenstraße 2–4A, 6–10, 24–30 Weddigenweg 16, 17 (Lage) | Wohnhäuser Gesamtanlage siehe: Paulinenstraße 24 Baudenkmal siehe: Paulinenstraße 8 | 09066049 – Paulinenstraße 27, Wohnhaus, 1894–1895 von Gustav Lilienthal |                                     |
| 09066036 | Paulinenstraße 2–4A, 6–10, 24–30 Weddigenweg 16, 17 (Lage) | Wohnhäuser Gesamtanlage siehe: Paulinenstraße 24 Baudenkmal siehe: Paulinenstraße 8 | 09066050 – Paulinenstraße 28, Wohnhaus, 1896–1897 von Gustav Lilienthal |                                     |
| 09066036 | Paulinenstraße 2–4A, 6–10, 24–30 Weddigenweg 16, 17 (Lage) | Wohnhäuser Gesamtanlage siehe: Paulinenstraße 24 Baudenkmal siehe: Paulinenstraße 8 | 09066051 – Paulinenstraße 29–30, Doppelwohnhaus, 1901–1902 von Emil Schwerdtfeger |                                     |
| 09066036 | Paulinenstraße 2–4A, 6–10, 24–30 Weddigenweg 16, 17 (Lage) | Wohnhäuser Gesamtanlage siehe: Paulinenstraße 24 Baudenkmal siehe: Paulinenstraße 8 | 09066052 – Weddigenweg 16, Wohnhaus, 1895–1896 von Gustav Lilienthal |                                     |
| 09066060 | Potsdamer Straße 43–45 (Lage) | Mietshäuser | Bestandteile des Ensembles: | Bestandteile des Ensembles:         |
| 09066060 | Potsdamer Straße 43–45 (Lage) | Mietshäuser | 09066061 – Potsdamer Straße 43, Mietshaus, 1889–1890 von Friedrich Schirmer |                                     |
| 09066060 | Potsdamer Straße 43–45 (Lage) | Mietshäuser | 09066062 – Potsdamer Straße 44–45, Doppelmietshaus, 1896–1898 von August Höhne |                                     |
| 09066065 | Potsdamer Straße 63 Weddigenweg 8–9 (Lage) | Wohnhäuser | Bestandteile des Ensembles: | Bestandteile des Ensembles:         |
| 09066065 | Potsdamer Straße 63 Weddigenweg 8–9 (Lage) | Wohnhäuser | 09066066 – Potsdamer Straße 63, Wohnhaus, 1892–1893 von Gustav Lilienthal |                                     |
| 09066065 | Potsdamer Straße 63 Weddigenweg 8–9 (Lage) | Wohnhäuser | 09066067 – Weddigenweg 8, Wohnhaus, 1894 von Gustav Lilienthal |                                     |
| 09066065 | Potsdamer Straße 63 Weddigenweg 8–9 (Lage) | Wohnhäuser | 09066068 – Weddigenweg 9, Wohnhaus, 1893–1894 von Gustav Lilienthal |                                     |
| 09066089 | Ringstraße 83–84 (Lage) | Mietshäuser | Bestandteile des Ensembles: | Bestandteile des Ensembles:         |
| 09066089 | Ringstraße 83–84 (Lage) | Mietshäuser | 09066090 – Ringstraße 83, Mietshaus, 1899–1900 von August und Friedrich Höhne |                                     |
| 09066089 | Ringstraße 83–84 (Lage) | Mietshäuser | 09066091 – Ringstraße 84, Mietshaus, 1901–1902 von Ferdinand Stabernack |                                     |
| 09066103 | Sophienstraße 2, 7–8 Viktoriastraße 3–5 (Lage) | Wohn- und Mietshäuser Baudenkmal siehe: Viktoriastraße 5 | Bestandteile des Ensembles: | Bestandteile des Ensembles:         |
| 09066103 | Sophienstraße 2, 7–8 Viktoriastraße 3–5 (Lage) | Wohn- und Mietshäuser Baudenkmal siehe: Viktoriastraße 5 | 09066104 – Sophienstraße 2, Wohnhaus, 1887–1888 von Max Nagel |                                     |
| 09066103 | Sophienstraße 2, 7–8 Viktoriastraße 3–5 (Lage) | Wohn- und Mietshäuser Baudenkmal siehe: Viktoriastraße 5 | 09066105 – Sophienstraße 7, Wohnhaus, 1888 von Adolf Schulz |                                     |
| 09066103 | Sophienstraße 2, 7–8 Viktoriastraße 3–5 (Lage) | Wohn- und Mietshäuser Baudenkmal siehe: Viktoriastraße 5 | 09066106 – Sophienstraße 8, Mietshaus, 1887 von E. Eichelkraut |                                     |
| 09066103 | Sophienstraße 2, 7–8 Viktoriastraße 3–5 (Lage) | Wohn- und Mietshäuser Baudenkmal siehe: Viktoriastraße 5 | 09066107 – Viktoriastraße 3, Wohnhaus, 1890–1892 von Ludwig Eichelkraut |                                     |
| 09066103 | Sophienstraße 2, 7–8 Viktoriastraße 3–5 (Lage) | Wohn- und Mietshäuser Baudenkmal siehe: Viktoriastraße 5 | 09066108 – Viktoriastraße 4, Wohnhaus, 1887–1888 von Max Nagel |                                     |
| 09066103 | Sophienstraße 2, 7–8 Viktoriastraße 3–5 (Lage) | Wohn- und Mietshäuser Baudenkmal siehe: Viktoriastraße 5 | 09066109 – Viktoriastraße 4A, Wohnhaus, 1899 von Friedrich Schirmer |                                     |
| 09066147 | Tietzenweg 129/133 (Lage) | Mietshäuser | Bestandteile des Ensembles: | Bestandteile des Ensembles:         |
| 09066147 | Tietzenweg 129/133 (Lage) | Mietshäuser | 09066148 – Tietzenweg 129, Mietshaus, um 1890 |                                     |
| 09066147 | Tietzenweg 129/133 (Lage) | Mietshäuser | 09066150 – Tietzenweg 131/133, Mietshäuser, 1904 von Carl Elsner und August Höhne |                                     |
| 09066157 | Unter den Eichen 90–91 (Lage) | Villen Baudenkmal siehe: Unter den Eichen 91 | Weiterer Bestandteil des Ensembles: | Weiterer Bestandteil des Ensembles: |
| 09066157 | Unter den Eichen 90–91 (Lage) | Villen Baudenkmal siehe: Unter den Eichen 91 | 09075168 – Unter den Eichen 90, Villa, 1903 von Fritz Schirmer |                                     |

## Denkmalbereiche (Gesamtanlagen)
| Nr.      | Lage | Offizielle Bezeichnung                                                       | Beschreibung | Bild |
| -------- | --- | ---------------------------------------------------------------------------- | --- | --- |
| 09065666 | Adolf-Martens-Straße 2–2A, 4/6A (Lage) | Reihenhäuser                                                                 | (2-2A) 1906–1908 von Hermann Buchholz | |
| 09065666 | Adolf-Martens-Straße 2–2A, 4/6A (Lage) | Reihenhäuser                                                                 | (4-4B) 1906–1908 von Hermann Buchholz | |
| 09065666 | Adolf-Martens-Straße 2–2A, 4/6A (Lage) | Reihenhäuser                                                                 | (6-6B) 1906–1908 von Hermann Buchholz | |
| 09065671 | Am Stichkanal 10/22 (Lage) | Werkssiedlung                                                                | 6 Wohnhäuser, 1920–1922 von Albert Paeseler | |
| 09065671 | Am Stichkanal 10/22 (Lage) | Werkssiedlung                                                                | 4 Garagen | |
| 09065671 | Am Stichkanal 10/22 (Lage) | Werkssiedlung                                                                | 7 Nebengebäude | |
| 09065683 | Augustastraße 25–26 (Lage) | Doppelwohnhaus                                                               | 1890–1891 von J. Kirchhoff und A. Friebus | |
| 09065720 | Baseler Straße 59/61 (Lage) | Doppelhaus                                                                   | 1901–1902 von Georg Böhme | |
| 09065723 | Bassermannweg 7B–11A (Lage) | Reihenhauszeile                                                              | 1889–1891 von Richard Reinhold Hintz (siehe auch Gartendenkmal Bassermannweg 7B–11A)                                                                           | |
| 09065726 | Blanckertzweg 16–16C, 20–20F, 24–24G, 28–28I Hildburghauser Straße 229/231D, 235/241G (Lage)                                                             | Finnenhaussiedlung, Reihenhaussiedlung                                       | 10 Reihenhauszeilen, 1958 von Fa. Puutalo | |
| 09065777 | Dürerstraße 33–34 Tietzenweg 101/113 (Lage) | Gemeindeschule                                                               | 1890–1894 von Wilhelm Gericke | |
| 09065777 | Dürerstraße 33–34 Tietzenweg 101/113 (Lage) | Gemeindeschule                                                               | Nikolas-August-Otto-Oberschule, 1956–1959 vom Hochbauamt Steglitz                                                                                              | |
| 09065792 | Finckensteinallee 44/54 Kopernikusstraße 8–13 Potsdamer Straße 66–67 (Lage)                                                                              | Wohnanlage                                                                   | 1925–1928 von Paul Zimmerreimer | |
| 09065793 | Finckensteinallee 41, 63, 65, 73, 85 (Lage) | Preußische Hauptkadettenanstalt                                              | 1871–1878 von Fleischinger, Voigtel und Bernhard, erweitert 1937–1938 zur Kaserne der Waffen-SS, mit Torbauten, Wirtschaftsgebäude, Rüst- und Kleidermagazinen | 1871–1878 von Fleischinger, Voigtel und Bernhard, erweitert 1937–1938 zur Kaserne der Waffen-SS, mit Torbauten, Wirtschaftsgebäude, Rüst- und Kleidermagazinen |
| 09065793 | Finckensteinallee 41, 63, 65, 73, 85 (Lage) | Preußische Hauptkadettenanstalt                                              | Kadettenkaserne | |
| 09065793 | Finckensteinallee 41, 63, 65, 73, 85 (Lage) | Preußische Hauptkadettenanstalt                                              | Lazarett | |
| 09065793 | Finckensteinallee 41, 63, 65, 73, 85 (Lage) | Preußische Hauptkadettenanstalt                                              | Isolierhaus | |
| 09065793 | Finckensteinallee 41, 63, 65, 73, 85 (Lage) | Preußische Hauptkadettenanstalt                                              | Wirtschaftsgebäude | |
| 09065793 | Finckensteinallee 41, 63, 65, 73, 85 (Lage) | Preußische Hauptkadettenanstalt                                              | Rüst- und Kleidermagazine, 1937–1938 | |
| 09065793 | Finckensteinallee 41, 63, 65, 73, 85 (Lage) | Preußische Hauptkadettenanstalt                                              | Torbauten | |
| 09065793 | Finckensteinallee 41, 63, 65, 73, 85 (Lage) | Preußische Hauptkadettenanstalt                                              | Garagenzeile | |
| 09065793 | Finckensteinallee 41, 63, 65, 73, 85 (Lage) | Preußische Hauptkadettenanstalt                                              | Schwimmhalle, 1937–1938 vom Reichsbauamt II (Karl Reichle, Badberger, Wilhelm Weygandt); Abriss der Innenarchitektur bis auf Sprungturm seit 2011              | |
| 09065793 | Finckensteinallee 41, 63, 65, 73, 85 (Lage) | Preußische Hauptkadettenanstalt                                              | Andrews Chapel, 1951–1952 | |
| 09065793 | Finckensteinallee 41, 63, 65, 73, 85 (Lage) | Preußische Hauptkadettenanstalt                                              | Pförtnerhaus, 1956–1957 | |
| 09065794 | Finckensteinallee 89/97 Baseler Straße 102–106 Berner Straße 54–56 (Lage)                                                                                | Wohnanlage                                                                   | 11 Mehrfamilienhäuser, 1908–1912 von Bender, Ismer und Endert                                                                                                  | |
| 09065805 | Gardeschützenweg 17/21 (Lage) | Kath. St.-Annen-Kirche und Pfarrhaus                                         | Kirche, 1935–1937 von Carl Anton Meckel und Siegfried Lukowski                                                                                                 | |
| 09065805 | Gardeschützenweg 17/21 (Lage) | Kath. St.-Annen-Kirche und Pfarrhaus                                         | Pfarrhaus | |
| 09065812 | Gardeschützenweg 71/101 Augustaplatz 7 Viktoriastraße 10 (Lage)                                                                                          | Kaserne des Garde-Schützen-Bataillons (Gardeschützenkaserne)                 | Hauptgebäude (Haus 801), 1881–1884 von Brun, Ernst August Rossteuscher, Schönhals & Hermann Verworn                                                            | |
| 09065812 | Gardeschützenweg 71/101 Augustaplatz 7 Viktoriastraße 10 (Lage)                                                                                          | Kaserne des Garde-Schützen-Bataillons (Gardeschützenkaserne)                 | westl. (Haus 802) und östl. Wohngebäude (Haus 811) | |
| 09065812 | Gardeschützenweg 71/101 Augustaplatz 7 Viktoriastraße 10 (Lage)                                                                                          | Kaserne des Garde-Schützen-Bataillons (Gardeschützenkaserne)                 | Büchsenmacherei (Haus 819) | |
| 09065812 | Gardeschützenweg 71/101 Augustaplatz 7 Viktoriastraße 10 (Lage)                                                                                          | Kaserne des Garde-Schützen-Bataillons (Gardeschützenkaserne)                 | Feldfahrzeugschuppen (Haus 804), mit Krankenstall von 1907 und Kfz-Halle von 1937                                                                              | |
| 09065812 | Gardeschützenweg 71/101 Augustaplatz 7 Viktoriastraße 10 (Lage)                                                                                          | Kaserne des Garde-Schützen-Bataillons (Gardeschützenkaserne)                 | Turnschuppen (Haus 805), mit Reithalle von 1902 | |
| 09065812 | Gardeschützenweg 71/101 Augustaplatz 7 Viktoriastraße 10 (Lage)                                                                                          | Kaserne des Garde-Schützen-Bataillons (Gardeschützenkaserne)                 | Wohnkaserne (Haus 817), für Garde-Maschinengewehr-Abteilung von 1911 bis 1912, mit Anbau für die Radfahr-Kompagnie von 1913 bis 1915                           | |
| 09065812 | Gardeschützenweg 71/101 Augustaplatz 7 Viktoriastraße 10 (Lage)                                                                                          | Kaserne des Garde-Schützen-Bataillons (Gardeschützenkaserne)                 | Heeres-Feuerwerkerschule (Haus 810) von 1930 bis 1931, erweitert 1936                                                                                          | |
| 09065812 | Gardeschützenweg 71/101 Augustaplatz 7 Viktoriastraße 10 (Lage)                                                                                          | Kaserne des Garde-Schützen-Bataillons (Gardeschützenkaserne)                 | Feuerwerkerdenkmal, 1925 | |
| 09065812 | Gardeschützenweg 71/101 Augustaplatz 7 Viktoriastraße 10 (Lage)                                                                                          | Kaserne des Garde-Schützen-Bataillons (Gardeschützenkaserne)                 | Wirtschaftsgebäude (Haus 803), um 1935 | |
| 09065812 | Gardeschützenweg 71/101 Augustaplatz 7 Viktoriastraße 10 (Lage)                                                                                          | Kaserne des Garde-Schützen-Bataillons (Gardeschützenkaserne)                 | Unterrichtsgebäude (Haus 812), von 1933 bis 1935 mit Gerätehalle                                                                                               | |
| 09065812 | Gardeschützenweg 71/101 Augustaplatz 7 Viktoriastraße 10 (Lage)                                                                                          | Kaserne des Garde-Schützen-Bataillons (Gardeschützenkaserne)                 | Werkstättengebäude (Haus 813), von 1936 | |
| 09065812 | Gardeschützenweg 71/101 Augustaplatz 7 Viktoriastraße 10 (Lage)                                                                                          | Kaserne des Garde-Schützen-Bataillons (Gardeschützenkaserne)                 | Mannschaftsgebäude, (Haus 809), um 1935 | |
| 09065812 | Gardeschützenweg 71/101 Augustaplatz 7 Viktoriastraße 10 (Lage)                                                                                          | Kaserne des Garde-Schützen-Bataillons (Gardeschützenkaserne)                 | Erweiterung der Heeresfeuerwerkerschule: Mannschaftshäuser (Haus 11 und 14), 1936                                                                              | |
| 09065812 | Gardeschützenweg 71/101 Augustaplatz 7 Viktoriastraße 10 (Lage)                                                                                          | Kaserne des Garde-Schützen-Bataillons (Gardeschützenkaserne)                 | Villa (Haus 13), 1893/1894 von C. Vohl, Umbau 1936 zum „Geschäftszimmerhaus“                                                                                   | |
| 09065812 | Gardeschützenweg 71/101 Augustaplatz 7 Viktoriastraße 10 (Lage)                                                                                          | Kaserne des Garde-Schützen-Bataillons (Gardeschützenkaserne)                 | Villa (Haus 12), 1897 von L. Deumig, 1936–1937 Umbau zum Offizierskasino                                                                                       | |
| 09065812 | Gardeschützenweg 71/101 Augustaplatz 7 Viktoriastraße 10 (Lage)                                                                                          | Kaserne des Garde-Schützen-Bataillons (Gardeschützenkaserne)                 | Einfriedung | |
| 09065812 | Gardeschützenweg 71/101 Augustaplatz 7 Viktoriastraße 10 (Lage)                                                                                          | Kaserne des Garde-Schützen-Bataillons (Gardeschützenkaserne)                 | zwei Pumpen | |
| 09065822 | Geranienstraße 11–14 Hortensienplatz 1–3 Hortensienstraße 1–4 Nelkenstraße 1–7 Tulpenstraße 17–19 (Lage)                                                 | Wohnanlage Bestandteil des Ensembles: Blumenviertel                          | Wohnhof, 1924–1926 von Otto Rudolf Salvisberg | |
| 09065822 | Geranienstraße 11–14 Hortensienplatz 1–3 Hortensienstraße 1–4 Nelkenstraße 1–7 Tulpenstraße 17–19 (Lage)                                                 | Wohnanlage Bestandteil des Ensembles: Blumenviertel                          | Wohnzeile | |
| 09065824 | Goerzallee 188/190, 218/220 Billy-Wilder-Promenade 4, 11/31, 32–59 Harry-S.-Truman-Allee 3/29 Osteweg 53 Platz des 4. Juli Platz des 4. Juli 2/26 (Lage) | Telefunkenwerk Zehlendorf                                                    | 4-geschossige Fabrikbauten mit Höfen, 1937–1940 von Hans Hertlein; McNair Barracks 1945–1994                                                                   | |
| 09065824 | Goerzallee 188/190, 218/220 Billy-Wilder-Promenade 4, 11/31, 32–59 Harry-S.-Truman-Allee 3/29 Osteweg 53 Platz des 4. Juli Platz des 4. Juli 2/26 (Lage) | Telefunkenwerk Zehlendorf                                                    | Teilstück des Vierten Rings, Planung 1936 von Albert Speer | |
| 09065824 | Goerzallee 188/190, 218/220 Billy-Wilder-Promenade 4, 11/31, 32–59 Harry-S.-Truman-Allee 3/29 Osteweg 53 Platz des 4. Juli Platz des 4. Juli 2/26 (Lage) | Telefunkenwerk Zehlendorf                                                    | Uhrenturm | ehemaliges Telefunken-Werk |
| 09065824 | Goerzallee 188/190, 218/220 Billy-Wilder-Promenade 4, 11/31, 32–59 Harry-S.-Truman-Allee 3/29 Osteweg 53 Platz des 4. Juli Platz des 4. Juli 2/26 (Lage) | Telefunkenwerk Zehlendorf                                                    | 3-geschossiger Fabrikbau | |
| 09065824 | Goerzallee 188/190, 218/220 Billy-Wilder-Promenade 4, 11/31, 32–59 Harry-S.-Truman-Allee 3/29 Osteweg 53 Platz des 4. Juli Platz des 4. Juli 2/26 (Lage) | Telefunkenwerk Zehlendorf                                                    | Heizhaus | |
| 09065824 | Goerzallee 188/190, 218/220 Billy-Wilder-Promenade 4, 11/31, 32–59 Harry-S.-Truman-Allee 3/29 Osteweg 53 Platz des 4. Juli Platz des 4. Juli 2/26 (Lage) | Telefunkenwerk Zehlendorf                                                    | Pavillon | |
| 09065824 | Goerzallee 188/190, 218/220 Billy-Wilder-Promenade 4, 11/31, 32–59 Harry-S.-Truman-Allee 3/29 Osteweg 53 Platz des 4. Juli Platz des 4. Juli 2/26 (Lage) | Telefunkenwerk Zehlendorf                                                    | Klubgebäude, 1947 durch das Office of Engineer des Headquarters Berlin Command                                                                                 | |
| 09065824 | Goerzallee 188/190, 218/220 Billy-Wilder-Promenade 4, 11/31, 32–59 Harry-S.-Truman-Allee 3/29 Osteweg 53 Platz des 4. Juli Platz des 4. Juli 2/26 (Lage) | Telefunkenwerk Zehlendorf                                                    | McNair Barracks Chapel | |
| 09065835 | Hans-Sachs-Straße 4D–E Knesebeckstraße (Lage) | S-Bahnhof Lichterfelde-West Bestandteil des Ensembles: Baseler Straße 1–5... | Empfangsgebäude, 1872 | |
| 09065835 | Hans-Sachs-Straße 4D–E Knesebeckstraße (Lage) | S-Bahnhof Lichterfelde-West Bestandteil des Ensembles: Baseler Straße 1–5... | Nordeingang, 1872 | |
| 09065835 | Hans-Sachs-Straße 4D–E Knesebeckstraße (Lage) | S-Bahnhof Lichterfelde-West Bestandteil des Ensembles: Baseler Straße 1–5... | Aufgang | |
| 09065835 | Hans-Sachs-Straße 4D–E Knesebeckstraße (Lage) | S-Bahnhof Lichterfelde-West Bestandteil des Ensembles: Baseler Straße 1–5... | Bahnsteig | |
| 09065835 | Hans-Sachs-Straße 4D–E Knesebeckstraße (Lage) | S-Bahnhof Lichterfelde-West Bestandteil des Ensembles: Baseler Straße 1–5... | Stellwerk | |
| 09065852 | Hindenburgdamm 5A–6 (Lage) | Soolbad Lichterfelde                                                         | 1892 von M. Ewatz | |
| 09065858 | Hindenburgdamm 24–25 (Lage) | Doppelmietshaus Bestandteil des Ensembles: Hindenburgdamm                    | 1873 von Albert Biebendt | |
| 09070020 | Hindenburgdamm 27 Krahmerstraße (Lage) | Institut für Hygiene und Mikrobiologie                                       | Institutsgebäude mit Rampe, 1969–1974 von Hermann Fehling und Daniel Gogel                                                                                     | |
| 09070020 | Hindenburgdamm 27 Krahmerstraße (Lage) | Institut für Hygiene und Mikrobiologie                                       | Vorplatz und straßenbegleitende Einfassung | |
| 09070020 | Hindenburgdamm 27 Krahmerstraße (Lage) | Institut für Hygiene und Mikrobiologie                                       | Verbindungsgang zu den Zentralen Tierlaboratorien | |
| 09070020 | Hindenburgdamm 27 Krahmerstraße (Lage) | Institut für Hygiene und Mikrobiologie                                       | Grünanlage | |
| 09065347 | Hindenburgdamm 30 (Lage) | Klinikum Steglitz der Freien Universität                                     | Universitätsklinikum Benjamin Franklin, 1961–1968 von Curtis & Davis und Franz Mocken                                                                          | Klinikum Steglitz der Charité/FU Berlin |
| 09065347 | Hindenburgdamm 30 (Lage) | Klinikum Steglitz der Freien Universität                                     | Westeingangsgebäude | |
| 09065347 | Hindenburgdamm 30 (Lage) | Klinikum Steglitz der Freien Universität                                     | Wäscherei | |
| 09065347 | Hindenburgdamm 30 (Lage) | Klinikum Steglitz der Freien Universität                                     | Appartementhochhaus | |
| 09065347 | Hindenburgdamm 30 (Lage) | Klinikum Steglitz der Freien Universität                                     | Appartementhaus | |
| 09065347 | Hindenburgdamm 30 (Lage) | Klinikum Steglitz der Freien Universität                                     | Portierhaus Nord | |
| 09065347 | Hindenburgdamm 30 (Lage) | Klinikum Steglitz der Freien Universität                                     | Eingang Nord | |
| 09065347 | Hindenburgdamm 30 (Lage) | Klinikum Steglitz der Freien Universität                                     | Eingang Süd | |
| 09065347 | Hindenburgdamm 30 (Lage) | Klinikum Steglitz der Freien Universität                                     | mittelgroßes Wirtschaftsgebäude | |
| 09065347 | Hindenburgdamm 30 (Lage) | Klinikum Steglitz der Freien Universität                                     | kleines Wirtschaftsgebäude | |
| 09065347 | Hindenburgdamm 30 (Lage) | Klinikum Steglitz der Freien Universität                                     | Krankenhauspark | |
| 09065861 | Hindenburgdamm 101–101A (Lage) | Paulus-Gemeindezentrum Bestandteil des Ensembles: Hindenburgdamm             | 2 straßenseitige Bauten 1929–1930 von Heinrich Schmieden und Martin Kremmer                                                                                    | |
| 09065861 | Hindenburgdamm 101–101A (Lage) | Paulus-Gemeindezentrum Bestandteil des Ensembles: Hindenburgdamm             | Pauluszentrum | |
| 09065866 | Hindenburgdamm 127–128 (Lage) | Mietshäuser                                                                  | 2 baugleiche Mietshäuser, 1902–1903 von Walter Eichelkraut | |
| 09065869 | Holbeinstraße 30A Memlingstraße 12 (Lage) | Doppelwohnhaus                                                               | 1901–1902 von Friedrich Simon | |
| 09065882 | Hortensienstraße 18 Tulpenstraße 1 (Lage) | Ev. Martin-Luther-Kirche Bestandteil des Ensembles: Blumenviertel            | 1930–1936 von Martin Kremmer und Fritz Schupp | |
| 09065882 | Hortensienstraße 18 Tulpenstraße 1 (Lage) | Ev. Martin-Luther-Kirche Bestandteil des Ensembles: Blumenviertel            | Pfarrhaus | |
| 09065884 | Hortensienstraße 22–26 (Lage) | Reihenhausanlage Bestandteil des Ensembles: Blumenviertel                    | Reihenhäuser 1925–1926 von Mebes & Emmerich | |
| 09065884 | Hortensienstraße 22–26 (Lage) | Reihenhausanlage Bestandteil des Ensembles: Blumenviertel                    | Kopfbau | |
| 09065887 | Hortensienstraße 28A–B Enzianstraße (Lage) | S-Bahnhof Botanischer Garten Bestandteil des Ensembles: Blumenviertel        | Empfangsgebäude und Wohnhaus, 1908–1909 von Erdmann & Spindler                                                                                                 | |
| 09065887 | Hortensienstraße 28A–B Enzianstraße (Lage) | S-Bahnhof Botanischer Garten Bestandteil des Ensembles: Blumenviertel        | Zugangsgebäude | |
| 09065887 | Hortensienstraße 28A–B Enzianstraße (Lage) | S-Bahnhof Botanischer Garten Bestandteil des Ensembles: Blumenviertel        | S-Bahnhof | |
| 09065889 | Hortensienstraße 34–63 (Lage) | Reihenhausanlage Bestandteil des Ensembles: Blumenviertel                    | Mehrfamilienreihenhäuser (34–37), 1924–1925 von Otto Rudolf Salvisberg                                                                                         | |
| 09065889 | Hortensienstraße 34–63 (Lage) | Reihenhausanlage Bestandteil des Ensembles: Blumenviertel                    | Einfamilienreihenhäuser (38–43) | |
| 09065889 | Hortensienstraße 34–63 (Lage) | Reihenhausanlage Bestandteil des Ensembles: Blumenviertel                    | Torhaus (44) | |
| 09065889 | Hortensienstraße 34–63 (Lage) | Reihenhausanlage Bestandteil des Ensembles: Blumenviertel                    | Mehrfamilienhaus (45–48) | |
| 09065889 | Hortensienstraße 34–63 (Lage) | Reihenhausanlage Bestandteil des Ensembles: Blumenviertel                    | Einfamilienreihenhäuser (49–56) | |
| 09065889 | Hortensienstraße 34–63 (Lage) | Reihenhausanlage Bestandteil des Ensembles: Blumenviertel                    | Einfamilienreihenhäuser (57–58) | |
| 09065889 | Hortensienstraße 34–63 (Lage) | Reihenhausanlage Bestandteil des Ensembles: Blumenviertel                    | Einfamilienreihenhäuser (59–63) mit Garage | |
| 09065924 | Köhlerstraße 5–6, 8–9 (Lage) | Mietshausanlage                                                              | 4 baugleiche Wohnhäuser, 1873–1874 von Helling | |
| 09065930 | Kommandantenstraße 83–84 (Lage) | 4. Gemeindeschule Lichterfelde (Clemens-Brentano-Grundschule)                | 4 Klassengebäude, 1899, 1902, 1909 und 1913 von Richard Tietzen                                                                                                | |
| 09065930 | Kommandantenstraße 83–84 (Lage) | 4. Gemeindeschule Lichterfelde (Clemens-Brentano-Grundschule)                | Turnhalle | |
| 09065930 | Kommandantenstraße 83–84 (Lage) | 4. Gemeindeschule Lichterfelde (Clemens-Brentano-Grundschule)                | 2 Aborte | |
| 09065932 | Königin-Luise-Platz Altensteinstraße 2/6 Königin-Luise-Straße 6/8 Unter den Eichen 5–10 Willdenowstraße (Lage)                                           | Botanischer Garten                                                           | Pflanzenschauhäuser, 1898–1902 von Alfred Koerner (siehe auch Gartendenkmal Königin-Luise-Platz)                                                               | |
| 09065932 | Königin-Luise-Platz Altensteinstraße 2/6 Königin-Luise-Straße 6/8 Unter den Eichen 5–10 Willdenowstraße (Lage)                                           | Botanischer Garten                                                           | Subtropenhaus | |
| 09065932 | Königin-Luise-Platz Altensteinstraße 2/6 Königin-Luise-Straße 6/8 Unter den Eichen 5–10 Willdenowstraße (Lage)                                           | Botanischer Garten                                                           | Eingang am Königin-Luise-Platz | |
| 09065932 | Königin-Luise-Platz Altensteinstraße 2/6 Königin-Luise-Straße 6/8 Unter den Eichen 5–10 Willdenowstraße (Lage)                                           | Botanischer Garten                                                           | Eingang Unter den Eichen | |
| 09065932 | Königin-Luise-Platz Altensteinstraße 2/6 Königin-Luise-Straße 6/8 Unter den Eichen 5–10 Willdenowstraße (Lage)                                           | Botanischer Garten                                                           | Direktorenwohnhaus | |
| 09065932 | Königin-Luise-Platz Altensteinstraße 2/6 Königin-Luise-Straße 6/8 Unter den Eichen 5–10 Willdenowstraße (Lage)                                           | Botanischer Garten                                                           | Wasserturm | Wasserturm im Botanischen Garten |
| 09065932 | Königin-Luise-Platz Altensteinstraße 2/6 Königin-Luise-Straße 6/8 Unter den Eichen 5–10 Willdenowstraße (Lage)                                           | Botanischer Garten                                                           | Inspektorwohnhaus | |
| 09065932 | Königin-Luise-Platz Altensteinstraße 2/6 Königin-Luise-Straße 6/8 Unter den Eichen 5–10 Willdenowstraße (Lage)                                           | Botanischer Garten                                                           | Gärtnerwohnhaus | |
| 09065932 | Königin-Luise-Platz Altensteinstraße 2/6 Königin-Luise-Straße 6/8 Unter den Eichen 5–10 Willdenowstraße (Lage)                                           | Botanischer Garten                                                           | Wirtschaftshofgebäude 1 | |
| 09065932 | Königin-Luise-Platz Altensteinstraße 2/6 Königin-Luise-Straße 6/8 Unter den Eichen 5–10 Willdenowstraße (Lage)                                           | Botanischer Garten                                                           | Wirtschaftshofgebäude 2 | |
| 09065932 | Königin-Luise-Platz Altensteinstraße 2/6 Königin-Luise-Straße 6/8 Unter den Eichen 5–10 Willdenowstraße (Lage)                                           | Botanischer Garten                                                           | Pavillon | |
| 09065932 | Königin-Luise-Platz Altensteinstraße 2/6 Königin-Luise-Straße 6/8 Unter den Eichen 5–10 Willdenowstraße (Lage)                                           | Botanischer Garten                                                           | Botanisches Museum, 1903–1905, mit Herbarflügel von 1987 von Rainer G. Rümmler                                                                                 | |
| 09065932 | Königin-Luise-Platz Altensteinstraße 2/6 Königin-Luise-Straße 6/8 Unter den Eichen 5–10 Willdenowstraße (Lage)                                           | Botanischer Garten                                                           | nördliches Toilettengebäude | |
| 09065932 | Königin-Luise-Platz Altensteinstraße 2/6 Königin-Luise-Straße 6/8 Unter den Eichen 5–10 Willdenowstraße (Lage)                                           | Botanischer Garten                                                           | westliches Toilettengebäude | |
| 09065946 | Kornmesserstraße 2–3 (Lage) | Kath. Kirche zur Heiligen Familie                                            | Kirche, 1902–1906 von Christoph Hehl | |
| 09065946 | Kornmesserstraße 2–3 (Lage) | Kath. Kirche zur Heiligen Familie                                            | Pfarrhaus | |
| 09065946 | Kornmesserstraße 2–3 (Lage) | Kath. Kirche zur Heiligen Familie                                            | Gemeindehaus | |
| 09075167 | Kranoldplatz 6 (Lage) | Stellwerk Lio mit Laden                                                      | Stellwerk, 1915–1916 von Karl Cornelius und Lücking | Berlin-Lichterfelde Bahnhof Lichterfelde-Ost Stellwerk |
| 09075167 | Kranoldplatz 6 (Lage) | Stellwerk Lio mit Laden                                                      | Toilettengebäude, 1913–1915 von Tietzen | |
| 09075167 | Kranoldplatz 6 (Lage) | Stellwerk Lio mit Laden                                                      | Unterführung Königsberger Straße von der Kgl. Eisenbahn-Bauabteilung                                                                                           | |
| 09075167 | Kranoldplatz 6 (Lage) | Teilverlust:                                                                 | Eisenbahnbrücke wurde nach 2001 abgerissen | |
| 09070021 | Landweg 1/15C Osdorfer Straße 58–60 Réaumurstraße 17/39A (Lage)                                                                                          | Kriegsgefangenenlager Stammlager III D                                       | Lager für Wachmannschaften | |
| 09070021 | Landweg 1/15C Osdorfer Straße 58–60 Réaumurstraße 17/39A (Lage)                                                                                          | Kriegsgefangenenlager Stammlager III D                                       | Verlade- und Werksgelände der Reichsbahn mit Baracken | |
| 09070021 | Landweg 1/15C Osdorfer Straße 58–60 Réaumurstraße 17/39A (Lage)                                                                                          | Kriegsgefangenenlager Stammlager III D                                       | Unterkunftsbaracke (Landweg 5A) | |
| 09070021 | Landweg 1/15C Osdorfer Straße 58–60 Réaumurstraße 17/39A (Lage)                                                                                          | Kriegsgefangenenlager Stammlager III D                                       | Einheitsmassivbaracke (Réaumurstraße 27D) | |
| 09070021 | Landweg 1/15C Osdorfer Straße 58–60 Réaumurstraße 17/39A (Lage)                                                                                          | Kriegsgefangenenlager Stammlager III D                                       | Funktionsbaracke (Réaumurstraße 39) | |
| 09070021 | Landweg 1/15C Osdorfer Straße 58–60 Réaumurstraße 17/39A (Lage)                                                                                          | Kriegsgefangenenlager Stammlager III D                                       | Fundamente von Wachtürmen (Osdorfer Straße vor Nr. 59 und Ecke Landweg/Osdorfer Straße) von 1939–1944                                                          | |
| 09065957 | Lilienstraße 3–6 Hortensienplatz 4–6, Hortensienstraße 5–8, Tulpenstraße 8–16 (Lage)                                                                     | Wohnanlage Bestandteil des Ensembles: Blumenviertel                          | 2 Wohnbauten, 1927–1928 von Hans Kraffert | |
| 09065959 | Lorenzstraße 10–11 (Lage) | Doppelmietshaus Bestandteil des Ensembles: Oberhofer Platz                   | 1901–1903 von Herold | |
| 09065963 | Margaretenstraße 21–32A Tietzenweg 2/6, Unter den Eichen 102–107 (Lage)                                                                                  | Wohnanlage                                                                   | 3 dreigeschossige Wohnzeilen, 1925–1926 von Bruno Langkeit | |
| 09065963 | Margaretenstraße 21–32A Tietzenweg 2/6, Unter den Eichen 102–107 (Lage)                                                                                  | Wohnanlage                                                                   | 8 zweigeschossige Mehrfamilienhäuser | |
| 09065994 | Morgensternstraße 4 (Lage) | Frauenheim, Seniorenheim                                                     | Häuser I und II straßenseitig, 1875–1929 von H. Mertens, Gebr. Schmidt, Bruno Jautschus, Umbauten 1926, 1953, 1956                                             | Seniorenwohnhaus Bethel |
| 09065994 | Morgensternstraße 4 (Lage) | Frauenheim, Seniorenheim                                                     | Haus III | |
| 09066008 | Ostpreußendamm 3–17 (Lage) | Stadion Lichterfelde                                                         | Casino, 1926–1929 von Fritz Freymueller | |
| 09066008 | Ostpreußendamm 3–17 (Lage) | Stadion Lichterfelde                                                         | westliches Kassengebäude | |
| 09066008 | Ostpreußendamm 3–17 (Lage) | Stadion Lichterfelde                                                         | östliches Kassengebäude | |
| 09066059 | Patschkauer Weg 1A–35 (Lage) | Siedlung                                                                     | Patschkauer Weg 1A/3, 1890–1893 von Wohlgemuth | |
| 09066059 | Patschkauer Weg 1A–35 (Lage) | Siedlung                                                                     | Patschkauer Weg 2/4 | |
| 09066059 | Patschkauer Weg 1A–35 (Lage) | Siedlung                                                                     | Patschkauer Weg 5/7 | |
| 09066059 | Patschkauer Weg 1A–35 (Lage) | Siedlung                                                                     | Patschkauer Weg 6/8 | |
| 09066059 | Patschkauer Weg 1A–35 (Lage) | Siedlung                                                                     | Patschkauer Weg 9/11 | |
| 09066059 | Patschkauer Weg 1A–35 (Lage) | Siedlung                                                                     | Patschkauer Weg 10/12 | |
| 09066059 | Patschkauer Weg 1A–35 (Lage) | Siedlung                                                                     | Patschkauer Weg 13/15 | |
| 09066059 | Patschkauer Weg 1A–35 (Lage) | Siedlung                                                                     | Patschkauer Weg 14/16 | |
| 09066059 | Patschkauer Weg 1A–35 (Lage) | Siedlung                                                                     | Patschkauer Weg 17/19 | |
| 09066059 | Patschkauer Weg 1A–35 (Lage) | Siedlung                                                                     | Patschkauer Weg 18/20 | |
| 09066059 | Patschkauer Weg 1A–35 (Lage) | Siedlung                                                                     | Patschkauer Weg 21/23 | |
| 09066059 | Patschkauer Weg 1A–35 (Lage) | Siedlung                                                                     | Patschkauer Weg 22/24 | |
| 09066059 | Patschkauer Weg 1A–35 (Lage) | Siedlung                                                                     | Patschkauer Weg 25/27 | |
| 09066059 | Patschkauer Weg 1A–35 (Lage) | Siedlung                                                                     | Patschkauer Weg 26 | |
| 09066059 | Patschkauer Weg 1A–35 (Lage) | Siedlung                                                                     | Patschkauer Weg 28/30 | |
| 09066059 | Patschkauer Weg 1A–35 (Lage) | Siedlung                                                                     | Patschkauer Weg 29/31 | |
| 09066059 | Patschkauer Weg 1A–35 (Lage) | Siedlung                                                                     | Patschkauer Weg 32/34 | |
| 09066059 | Patschkauer Weg 1A–35 (Lage) | Siedlung                                                                     | Patschkauer Weg 33/35 | |
| 09066046 | Paulinenstraße 24 Weddigenweg 17 (Lage) | Doppelwohnhaus Bestandteil des Ensembles: Paulinenstraße                     | 1894–1895 von Gustav Lilienthal | |
| 09066072 | Prinzenstraße 1–2 (Lage) | Zweifamilienhaus                                                             | 1891–1892 von Julius Assmann | |
| 09066073 | Ringstraße 9 Söhtstraße 7–7A (Lage) | Amtsgericht und Gefängnis                                                    | 1902–1906 von Rudolf Mönnich, Walter Sackur und Paul Thoemer                                                                                                   | |
| 09066073 | Ringstraße 9 Söhtstraße 7–7A (Lage) | Amtsgericht und Gefängnis                                                    | Gefängnis | |
| 09066096 | Salzunger Pfad 1–37 Am Pfarracker 12–21 Am Pfuhl 30/32 Hasselfelder Weg 3/11 (Lage)                                                                      | Wohnanlage                                                                   | 11 Wohnzeilen, 1929–1930 | |
| 09066096 | Salzunger Pfad 1–37 Am Pfarracker 12–21 Am Pfuhl 30/32 Hasselfelder Weg 3/11 (Lage)                                                                      | Wohnanlage                                                                   | 10 Kopfbauten | |
| 09066096 | Salzunger Pfad 1–37 Am Pfarracker 12–21 Am Pfuhl 30/32 Hasselfelder Weg 3/11 (Lage)                                                                      | Wohnanlage                                                                   | 2 freistehende Einfamilienhäuser | |
| 09066096 | Salzunger Pfad 1–37 Am Pfarracker 12–21 Am Pfuhl 30/32 Hasselfelder Weg 3/11 (Lage)                                                                      | Wohnanlage                                                                   | Doppelhaushälfte | |
| 09010140 | Schubertstraße 4 (Lage) | Gleichrichterwerk Lichterfelde-West                                          | 1932–1933 von Richard Brademann | |
| 09010140 | Schubertstraße 4 (Lage) | Gleichrichterwerk Lichterfelde-West                                          | 3 Trafohäuschen | |
| 09066154 | Unter den Eichen 44–46 Fabeckstraße Kamillenstraße () | ehem. Stubenrauch-Kreiskrankenhaus Berlin-Lichterfelde                       | Hauptgebäude 1898–1899 von Heinrich Schmieden und Kleine | |
| 09066154 | Unter den Eichen 44–46 Fabeckstraße Kamillenstraße () | ehem. Stubenrauch-Kreiskrankenhaus Berlin-Lichterfelde                       | Kesselhaus und Waschhaus 1898–1899, Anbauten 1908–1909 und um 1930                                                                                             | |
| 09066154 | Unter den Eichen 44–46 Fabeckstraße Kamillenstraße () | ehem. Stubenrauch-Kreiskrankenhaus Berlin-Lichterfelde                       | Mutterhaus 1902–1904, Anbau um 1930 | |
| 09066154 | Unter den Eichen 44–46 Fabeckstraße Kamillenstraße () | ehem. Stubenrauch-Kreiskrankenhaus Berlin-Lichterfelde                       | Pavillon für Pensionäre, 1905–1906 | |
| 09066154 | Unter den Eichen 44–46 Fabeckstraße Kamillenstraße () | ehem. Stubenrauch-Kreiskrankenhaus Berlin-Lichterfelde                       | Einfriedung an der Fabeckstraße und an der Kamillenstraße, 1902                                                                                                | |
| 09066155 | Unter den Eichen 87 Adolf-Martens-Straße 22/24 (Lage) | Königliche Materialprüfungsanstalt der Technischen Hochschule Berlin         | Hauptgebäude, 1901–1903 von Max Guth, 1956 Aufstockung | |
| 09066155 | Unter den Eichen 87 Adolf-Martens-Straße 22/24 (Lage) | Königliche Materialprüfungsanstalt der Technischen Hochschule Berlin         | östliches und westliches Laboratoriengebäude und Versuchsstätten                                                                                               | |
| 09066155 | Unter den Eichen 87 Adolf-Martens-Straße 22/24 (Lage) | Königliche Materialprüfungsanstalt der Technischen Hochschule Berlin         | Maschinenhaus und Werkstattgebäude | |
| 09066155 | Unter den Eichen 87 Adolf-Martens-Straße 22/24 (Lage) | Königliche Materialprüfungsanstalt der Technischen Hochschule Berlin         | Direktorenwohnhaus | |
| 09066155 | Unter den Eichen 87 Adolf-Martens-Straße 22/24 (Lage) | Königliche Materialprüfungsanstalt der Technischen Hochschule Berlin         | Einfriedung | |
| 09066159 | Unter den Eichen 129–135 Geranienstraße 2–8 Schloßstraße 60–62A (Lage)                                                                                   | Wohnanlage mit ehem. SS-Wirtschafts- und Verwaltungshauptamt                 | Amtsgebäude, 1938–1939 vom AHAG-Baubüro, Wiederaufbau 1951–1952                                                                                                | |
| 09066159 | Unter den Eichen 129–135 Geranienstraße 2–8 Schloßstraße 60–62A (Lage)                                                                                   | Wohnanlage mit ehem. SS-Wirtschafts- und Verwaltungshauptamt                 | Wohnzeile Unter den Eichen | |
| 09066159 | Unter den Eichen 129–135 Geranienstraße 2–8 Schloßstraße 60–62A (Lage)                                                                                   | Wohnanlage mit ehem. SS-Wirtschafts- und Verwaltungshauptamt                 | 2 Quergebäude im Hof | |
| 09066159 | Unter den Eichen 129–135 Geranienstraße 2–8 Schloßstraße 60–62A (Lage)                                                                                   | Wohnanlage mit ehem. SS-Wirtschafts- und Verwaltungshauptamt                 | Wohnzeile Geranienstraße | |
| 09066161 | Walter-Linse-Straße 12–13 (Lage) | Mietshausgruppe                                                              | Walter-Linse-Straße 12, 1909–1910 von Ludwig Otte, Alfons Balder                                                                                               | |
| 09066161 | Walter-Linse-Straße 12–13 (Lage) | Mietshausgruppe                                                              | Walter-Linse-Straße 13 | |
| 09066164 | Wiesenweg 5–6 (Lage) | Pumpwerk mit Maschinenhalle und Beamtenhaus                                  | Maschinenhalle, vor 1895, Umbauten 1912–1913 und 1924 | |
| 09066164 | Wiesenweg 5–6 (Lage) | Pumpwerk mit Maschinenhalle und Beamtenhaus                                  | Beamtenhaus, vor 1895, Umbauten 1912–1913 und 1924, Beamtenhauserweiterung 1927                                                                                | |

## Baudenkmale

### Baudenkmale A–K
| Nr.      | Lage                                                          | Offizielle Bezeichnung                                                                | Beschreibung | Bild                            |
| -------- | ------------------------------------------------------------- | ------------------------------------------------------------------------------------- | --- | ------------------------------- |
| 09065667 | Adolf-Martens-Straße 14 (Lage)                                | Mietshaus                                                                             | 1910–1911 von Bruno Taut und Franz Hoffmann                                                                                                 |                                 |
| 09012518 | Altensteinstraße 44B Patschkauer Weg 43 (Lage)                | Haus Gährs, Doppelhaus                                                                | 1925–1926 von Buch |                                 |
| 09065668 | Altensteinstraße 66 (Lage)                                    | Haus Möller                                                                           | 1920–1921 von Heinrich Möller |                                 |
| 09065669 | Am Karpfenpfuhl 2B (Lage)                                     | Haus Klingenberg, Einzelwohnhaus                                                      | 1921–1922 von Waltar Klingenberg, Anbau 1926–1927                                                                                           |                                 |
| 09065670 | Am Karpfenpfuhl 4 (Lage)                                      | Haus Issel, Einzelwohnhaus                                                            | 1921–1922 von Werner Issel, Erweiterungen 1924–1927                                                                                         |                                 |
| 09065682 | Augustastraße 23 (Lage)                                       | Wohnhaus                                                                              | 1921 von Heinrich Straumer |                                 |
| 09065687 | Augustastraße 30 (Lage)                                       | Wohnhaus Bestandteil des Ensembles: Augustaplatz                                      | 1902 von Georg Böhme |                                 |
| 09065691 | Auguststraße 19 (Lage)                                        | Einfamilienhaus Bestandteil des Ensembles: Oberhofer Platz                            | 1885–1886 von Adolph Born |                                 |
| 09097301 | Bäkestraße 14A Eduard-Spranger-Promenade (Lage)               | Lilienthal-Denkmal                                                                    | 1914 von Peter Breuer, Veränderungen 1956 mit Bronzerelief von Magdalena Müller-Martin (siehe auch Gartendenkmal Eduard-Spranger-Promenade) |                                 |
| 09065692 | Bahnhofstraße Lankwitzer Straße (Lage)                        | S-Bahnhof Lichterfelde Ost                                                            | S-Bahnsteig, 1912–1915 von Karl Cornelius und Alfred Lücking                                                                                |                                 |
| 09065692 | Bahnhofstraße Lankwitzer Straße (Lage)                        | S-Bahnhof Lichterfelde Ost                                                            | Südostportal |                                 |
| 09065692 | Bahnhofstraße Lankwitzer Straße (Lage)                        | S-Bahnhof Lichterfelde Ost                                                            | Nordwestportal |                                 |
| 09065692 | Bahnhofstraße Lankwitzer Straße (Lage)                        | S-Bahnhof Lichterfelde Ost                                                            | Fußgängerunterführung |                                 |
| 09065693 | Bahnhofstraße 11A (Lage)                                      | Haus Breuninger                                                                       | 1935 von Simon & Hoppe |                                 |
| 09065698 | Bahnhofstraße 35 (Lage)                                       | Haus Schroeder, Villa                                                                 | 1883 von Wilhelm Hintze |                                 |
| 09065699 | Bahnhofstraße 37A (Lage)                                      | Einfamilienhaus                                                                       | 1894–1895 von Adolph Born |                                 |
| 09065700 | Bahnhofstraße 38B (Lage)                                      | Villa                                                                                 | 1872 von P. von Benhorn |                                 |
| 09065704 | Baseler Straße 2/4 Curtiusstraße 8 (Lage)                     | Westbazar, Wohn- und Geschäftshaus Bestandteil des Ensembles: Baseler Straße 1–5...   | 1897 von Georg Böhme |                                 |
| 09065705 | Baseler Straße 5 Curtiusstraße 6 (Lage)                       | Emisch-Haus, Wohn- und Geschäftshaus Bestandteil des Ensembles: Baseler Straße 1–5... | 1892–1895 von Willy Sander |                                 |
| 09065706 | Baseler Straße 19 (Lage)                                      | Wohnhaus                                                                              | 1894–1895 von H. Mertens |                                 |
| 09065707 | Baseler Straße 23 Potsdamer Straße 38 (Lage)                  | Eckeinfriedung                                                                        | 1885 von Max Nagel |                                 |
| 09065716 | Baseler Straße 44 Friedrichstraße, Kadettenweg (Lage)         | Mietshaus Bestandteil des Ensembles: Baseler Straße 39…                               | 1897–1898 von Emil Schwerdtfeger |                                 |
| 09065719 | Baseler Straße 50 Ringstraße 70A (Lage)                       | Mietshaus Bestandteil des Ensembles: Baseler Straße 39…                               | 1904 von Ferdinand Stabernack |                                 |
| 09065721 | Baseler Straße 89 (Lage)                                      | Wohnhaus                                                                              | 1921 von Albert Paeseler |                                 |
| 09065722 | Baseler Straße 108 (Lage)                                     | Beamtenwohnhaus der Kadettenanstalt                                                   | um 1875 von der Bauabteilung des Kriegsministeriums                                                                                         |                                 |
| 09065724 | Bassermannweg 14A (Lage)                                      | Wohnhaus                                                                              | 1883–1884 von Gustav Junghahn |                                 |
| 09065727 | Boothstraße 2 (Lage)                                          | Wohnhaus                                                                              | 1875–1876 von Basedow (?) |                                 |
| 09065734 | Boothstraße 22 (Lage)                                         | Wohnhaus                                                                              | 1893–1894 von P. Engel |                                 |
| 09065735 | Brahmsstraße 8 (Lage)                                         | Wohnhaus                                                                              | 1925–1926 von Paul Stephanowitz |                                 |
| 09065736 | Carstennstraße 58 Murtener Straße (Lage)                      | Berliner Homöopathisches Krankenhaus                                                  | 1903–1904 von Theodor Thöns |                                 |
| 09065738 | Curtiusstraße 10 (Lage)                                       | Villa Holzhüter, Wohnhaus Bestandteil des Ensembles: Baseler Straße 1–5...            | 1875 von P. Fingerling |                                 |
| 09065739 | Curtiusstraße 77 (Lage)                                       | Fertighaus                                                                            | 1932 von der Deutschen Kupferhaus GmbH (Gropius?)                                                                                           |                                 |
| 09065740 | Curtiusstraße 101 Lotzestraße 3 (Lage)                        | Wohnhaus                                                                              | 1925–1926 von Theodor Merrill (siehe auch Gartendenkmal Curtiusstraße 101)                                                                  |                                 |
| 09065752 | Drakestraße 23 (Lage)                                         | Wohnhaus                                                                              | 1895 von Ludwig Otte |                                 |
| 09065753 | Drakestraße 35–35A Margaretenstraße 1 (Lage)                  | Büro- und Ladengebäude                                                                | 1930–1936 von Fritz Hambrock |                                 |
| 09065757 | Drakestraße 51 (Lage)                                         | Villa Stangen                                                                         | 1898 von Ludwig Otte |                                 |
| 09065765 | Drakestraße 70 (Lage)                                         | Villa Kuthe                                                                           | 1903–1904 von Arnold Kuthe |                                 |
| 09065766 | Drakestraße 72–75 Weddigenweg 1–4 (Lage)                      | Realgymnasium Lichterfelde (Goethe-Gymnasium)                                         | 1909–1912 von Julius Ammer und Richard Tietzen, Umbau 1951                                                                                  |                                 |
| 09065774 | Dürerstraße 27 (Lage)                                         | Wohnhaus und Schule Bestandteil des Ensembles: Drakestraße                            | 1893 von Julius Vogler |                                 |
| 09097817 | Elmshorner Straße 59 Züricher Straße (Lage)                   | Behelfsheim Lindner in der Kolonie Rütli                                              | 1944 von Deutsches Wohnungshilfswerk (DWH)                                                                                                  |                                 |
| 09065781 | Ferdinandstraße 4 (Lage)                                      | Einfamilienhaus                                                                       | 1886–1887 von H. Mertens |                                 |
| 09065789 | Ferdinandstraße 22A (Lage)                                    | Mietshaus Bestandteil des Ensembles: Oberhofer Platz                                  | 1901–1903 von Herold |                                 |
| 09065800 | Frauenstraße 6 (Lage)                                         | Villa Andresen Bestandteil des Ensembles: Frauenstraße                                | 1906–1907 von Sepp Kaiser; mit Vorgarteneinfriedung                                                                                         |                                 |
| 09065801 | Freiwaldauer Weg 32 (Lage)                                    | Wohnhaus H. Müller                                                                    | 1925–1926 von Hans Heinrich Müller |                                 |
| 09065803 | Friedrichstraße 15 (Lage)                                     | Wohnhaus Bestandteil des Ensembles: Baseler Straße 39…                                | 1894–1895 von H. Pählchen |                                 |
| 09065813 | Gärtnerstraße 12 (Lage)                                       | Villa                                                                                 | 1886–1887 von Richard Reinhold Hintz |                                 |
| 09065816 | Geibelstraße 6 (Lage)                                         | Villa Bestandteil des Ensembles: Geibelstraße 5–7                                     | 1899–1900 von Wilhelm Schrader |                                 |
| 09065817 | Geibelstraße 7 (Lage)                                         | Villa Bestandteil des Ensembles: Geibelstraße 5–7                                     | 1900 von Georg Böhme und Hugo Röthing (Fassade)                                                                                             |                                 |
| 09065820 | Geibelstraße 11 (Lage)                                        | Wohnhaus Bestandteil des Ensembles: Geibelstraße 10–12                                | 1904–1905 von Albert Belling |                                 |
| 09065823 | Goerzallee 5 (Lage)                                           | Wohnhaus mit Atelier                                                                  | 1913–1914 von C. Weber |                                 |
| 09065825 | Goerzallee 299/301 (Lage)                                     | Fabrikgebäude                                                                         | 1915–1917 von E. Emsters |                                 |
| 09065825 | Goerzallee 299/301 (Lage)                                     | Fabrikgebäude                                                                         | Backsteinhalle, 1915–1917 von E. Emsters |                                 |
| 09065826 | Goerzallee 303A–B (Lage)                                      | Werkswohn- und Feuerwehrhaus                                                          | 1920 von Albert Paeseler |                                 |
| 09065831 | Grabenstraße 11 (Lage)                                        | Einfamilienhaus                                                                       | 1908–1909 von Jürgensen & Bachmann |                                 |
| 09065832 | Grabenstraße 16 (Lage)                                        | Wohnhaus                                                                              | 1924 von Heinrich Jaeger und Fritz Freymueller                                                                                              |                                 |
| 09065833 | Grabenstraße 40 (Lage)                                        | Einfamilienhaus mit Garten Bestandteil des Ensembles: Oberhofer Platz                 | 1893–1894 von Reimer & Körte (siehe auch Gartendenkmal Grabenstraße 40)                                                                     |                                 |
| 09065836 | Händelplatz 1 Gélieustraße 12 (Lage)                          | Arbeitsamt                                                                            | 1954–1957 von Wilhelm Weygandt |                                 |
| 09065841 | Heinersdorfer Straße 42 Oberhofer Platz, Oberhofer Weg (Lage) | Zweifamilienhaus Bestandteil des Ensembles: Oberhofer Platz                           | 1872 von Johannes Otzen |                                 |
| 09055139 | Hildburghauser Straße 224/228 (Lage)                          | Coca-Cola                                                                             | Verwaltungs- und Fabrikgebäude, 1957–1958 von Hans Simon                                                                                    |                                 |
| 09065856 | Hindenburgdamm (Lage)                                         | Dorfkirche Lichterfelde Bestandteil des Ensembles: Hindenburgdamm                     | 14. Jh., Kapellenanbauten 1776 und 1790, 1938–1941 restauriert                                                                              |                                 |
| 09065857 | Hindenburgdamm (Lage)                                         | Ev. Pauluskirche Bestandteil des Ensembles: Hindenburgdamm                            | 1898–1900 von Fritz Gottlob |                                 |
| 09031277 | Hindenburgdamm 1 Königsberger Straße (Lage)                   | Postamt Lichterfelde                                                                  | 1925–1929 von Robert Gaedicke |                                 |
| 09065859 | Hindenburgdamm 28 (Lage)                                      | ehem. Gutshaus, Carstenn-Schlösschen Bestandteil des Ensembles: Hindenburgdamm        | um 1700, Ausbau um 1800 und 1868 (siehe auch Gartendenkmal Hindenburgdamm 28)                                                               |                                 |
| 09065860 | Hindenburgdamm 81–82 (Lage)                                   | Wohnanlage                                                                            | 1924–1925 von Erich Richter (siehe auch Gartendenkmal Hindenburgdamm 81–82)                                                                 | Wohnanlage Hindenburgdamm 81–82 |
| 09065864 | Hindenburgdamm 106 (Lage)                                     | Wohnhaus Bestandteil des Ensembles: Hindenburgdamm                                    | 1872–1873 von Sinnig |                                 |
| 09065870 | Holbeinstraße 2 (Lage)                                        | Wohnhaus                                                                              | 1894–1895 von Georg Böhme (siehe auch Gartendenkmal Holbeinstraße 2)                                                                        |                                 |
| 09065871 | Holbeinstraße 20 (Lage)                                       | Zweifamilienhaus Bestandteil des Ensembles: Holbeinstraße 20…                         | 1895 von Paul Boswau |                                 |
| 09065872 | Holbeinstraße 26 (Lage)                                       | Wohnhaus Bestandteil des Ensembles: Holbeinstraße 26…                                 | 1891–1892 von Julius Vogler |                                 |
| 09065878 | Holbeinstraße 69 (Lage)                                       | Wohnhaus                                                                              | 1895–1896 von Georg Böhme | Holbeinstraße_69                |
| 09065879 | Hortensienstraße 13 Enzianstraße 4 (Lage)                     | Mietshaus Bestandteil des Ensembles: Blumenviertel                                    | 1910–1911 von Ernst Friers |                                 |
| 09065883 | Hortensienstraße 19–21C (Lage)                                | Wohnanlage Bestandteil des Ensembles: Blumenviertel                                   | 1927–1929 von Eberhardt Postlack (siehe auch Gartendenkmal Hortensienstraße 19–21C)                                                         |                                 |
| 09065886 | Hortensienstraße 28 Enzianstraße 5–5A (Lage)                  | Mietshaus Bestandteil des Ensembles: Blumenviertel                                    | 1911 von Ferdinand Nitze |                                 |
| 09065899 | Johanneskirchplatz 4 Pfleidererstraße Ringstraße (Lage)       | Ev. Johanneskirche                                                                    | 1913–1914 von Otto Kuhlmann |                                 |
| 09066168 | Jungfernstieg 12A (Lage)                                      | Haus Aron                                                                             | 1892 von A. Schütz (siehe auch Gartendenkmal Jungfernstieg 12A)                                                                             |                                 |
| 09066168 | Jungfernstieg 12A (Lage)                                      | Haus Aron                                                                             | Geräteraum und Zaun, 1912 |                                 |
| 09065901 | Jungfernstieg 19 (Lage)                                       | Einfamilienhaus (Villa Folke Bernadotte)                                              | 1885–1886 von Richard Reinhold Hintz |                                 |
| 09065901 | Jungfernstieg 19 (Lage)                                       | Einfamilienhaus (Villa Folke Bernadotte)                                              | Autogarage, 1916 von C. Kuhn |                                 |
| 09065902 | Jungfernstieg 26A Bahnhofstraße (Lage)                        | Bankfiliale mit Direktorenwohnung                                                     | 1921 von Reinhardt & Süssenguth (siehe auch Gartendenkmal Jungfernstieg 26A)                                                                |                                 |
| 09065911 | Kadettenweg 53 (Lage)                                         | Villa Bestandteil des Ensembles: Kadettenweg 51…                                      | 1893–1894 von Georg Böhme |                                 |
| 09065917 | Kadettenweg 64 (Lage)                                         | Wohnhaus Bestandteil des Ensembles: Kadettenweg 63-66…                                | 1891–1892 von Julius Vogler |                                 |
| 09065918 | Kadettenweg 65 (Lage)                                         | Wohnhaus Bestandteil des Ensembles: Kadettenweg 63-66…                                | 1891 von Julius Vogler |                                 |
| 09065920 | Kadettenweg 69 (Lage)                                         | Wohnhaus der Deutschen Volksbaugesellschaft                                           | 1891–1893 von Alfred Sproemberg |                                 |
| 09065921 | Kamillenstraße 10/16 (Lage)                                   | Reihenhaus                                                                            | 1920–1922 von Walter Gropius |                                 |
| 09065922 | Kastanienstraße 6–8 (Lage)                                    | Gemeindeschule 3                                                                      | 1895–1896 von Articus, Erweiterungen 1901 und 1912                                                                                          |                                 |
| 09065923 | Knesebeckstraße 2 (Lage)                                      | Wohnhaus                                                                              | 1890–1891 von Hermann Rückwardt |                                 |
| 09065937 | Königsberger Straße 5 (Lage)                                  | Einfamilienhaus                                                                       | 1888 von Schwartzkopff & Theising |                                 |
| 09065938 | Königsberger Straße 14 (Lage)                                 | Wohnhaus                                                                              | 1908–1909 von Salinger & Schmohl |                                 |
| 09065939 | Königsberger Straße 23A (Lage)                                | Wohnhaus Bestandteil des Ensembles: Herwarthstraße                                    | 1906 von Adolph Born |                                 |
| 09065941 | Königsberger Straße 29 Goethestraße (Lage)                    | Villa                                                                                 | 1871–1872 von Herold & Hintze, Umbau 1901 von H. Mertens und Sohn                                                                           |                                 |
| 09065943 | Königsberger Straße 38 (Lage)                                 | Zweifamilienhaus                                                                      | 1884–1885 von Wilhelm Hintze |                                 |
| 09065944 | Königsberger Straße 39 Frauenstraße (Lage)                    | Wohnhaus                                                                              | um 1890 |                                 |
| 09065945 | Königsberger Straße 46 Morgensternstraße (Lage)               | Mietshaus                                                                             | 1890–1891 von Schwartzkopff & Theising |                                 |
| 09065945 | Königsberger Straße 46 Morgensternstraße (Lage)               | Mietshaus                                                                             | Gartenpavillon |                                 |
| 09065925 | Kommandantenstraße 3 (Lage)                                   | Wohnhaus                                                                              | 1888–1889 von Friedrich Schirmer |                                 |
| 09065926 | Kommandantenstraße 9–12 (Lage)                                | Rotherstift, Altersheim                                                               | 1896–1898 von Alfred Koerner, Umbau 1925 (siehe auch Gartendenkmal Kommandantenstraße 9–12)                                                 |                                 |
| 09065931 | Kommandantenstraße 104 (Lage)                                 | Wohnhaus und Einfriedung                                                              | 1910–1912 von Ferdinand Stabernack |                                 |
| 09070102 | Krahmerstraße 6 (Lage)                                        | Zentrale Tierlaboratorien der Freien Universität                                      | „Mäusebunker“, 1971-1981 von Gerd Hänska und Magdalena Hänska                                                                               |                                 |
| 09070102 | Krahmerstraße 6 (Lage)                                        | Zentrale Tierlaboratorien der Freien Universität                                      | terrassierter Vorplatz mit Vorfahrt |                                 |
| 09070102 | Krahmerstraße 6 (Lage)                                        | Zentrale Tierlaboratorien der Freien Universität                                      | unterirdisches 30-kV-Umspannwerk |                                 |
| 09070102 | Krahmerstraße 6 (Lage)                                        | Zentrale Tierlaboratorien der Freien Universität                                      | angelagerte Ställe |                                 |
| 09070102 | Krahmerstraße 6 (Lage)                                        | Zentrale Tierlaboratorien der Freien Universität                                      | Nebenräumen und Verbindungsgang zum Institut für Hygiene und Mikrobiologie                                                                  |                                 |

### Baudenkmale L–Z
| Nr.      | Lage                                             | Offizielle Bezeichnung                                                                      | Beschreibung                                                                                             | Bild           |
| -------- | ------------------------------------------------ | ------------------------------------------------------------------------------------------- | --- | -------------- |
| 09065955 | Lankwitzer Straße 1 Kranoldplatz (Lage)          | Miets- und Geschäftshaus                                                                    | 1907–1908 von Albert Teutsch, Umbauten 1951, 1978                                                        |                |
| 09065956 | Lankwitzer Straße 9 Luisenstraße (Lage)          | Geschäftshaus                                                                               | 1922–1923 von Adolph Born                                                                                |                |
| 09065958 | Limonenstraße 30A (Lage)                         | Chauffeurshaus (Haus Sommerfeld)                                                            | 1920–1922 von Walter Gropius, Umbau 1956 von Carl Bassen                                                 |                |
| 09065961 | Ludwig-Beck-Platz (Lage)                         | Bedürfnisanstalt                                                                            | 1908 von Tietzen                                                                                         |                |
| 09065962 | Luisenstraße 16 (Lage)                           | Wohnhaus                                                                                    | 1907–1908 von Adolph Born                                                                                |                |
| 09065964 | Manteuffelstraße 1 (Lage)                        | Wohnhaus                                                                                    | 1892–1893 von Gebrüder Schmidt                                                                           |                |
| 09065967 | Manteuffelstraße 25 (Lage)                       | Mietshaus Bestandteil des Ensembles: Manteuffelstraße                                       | 1903–1904 von Hermann Hausherr                                                                           |                |
| 09065971 | Marienplatz 7 Promenadenstraße (Lage)            | Wohnhaus                                                                                    | 1893 von Adolph Born                                                                                     |                |
| 09060131 | Marienplatz 8 (Lage)                             | Haus A., Landhaus                                                                           | 1938–1939 (?) von Fritz Schopohl                                                                         |                |
| 09065972 | Marienstraße 24 Marienplatz (Lage)               | Wohnhaus                                                                                    | 1890–1891 von Wilhelm Hintze                                                                             |                |
| 09065974 | Marthastraße 2 (Lage)                            | Wohnhaus                                                                                    | 1895 von Ludwig Otte                                                                                     |                |
| 09075169 | Marthastraße 5 (Lage)                            | Wohnhaus G. Lilienthal Bestandteil des Ensembles: Marthastraße                              | 1893 von Gustav Lilienthal                                                                               |                |
| 09065978 | Memlingstraße 14A (Lage)                         | Dienstbotenschule                                                                           | 1896–1897 von W. Liefert (Berliner Baugenossenschaft)                                                    |                |
| 09065980 | Moltkestraße 4 (Lage)                            | Wohnhaus der Deutschen Volksbaugesellschaft                                                 | 1892–1893                                                                                                |                |
| 09065982 | Moltkestraße 23 (Lage)                           | Mietshaus Bestandteil des Ensembles: Moltkestraße                                           | 1897–1898 von August Hausherr, Fassade von Kilian                                                        |                |
| 09065983 | Moltkestraße 27 (Lage)                           | Mietshaus                                                                                   | 1893–1894 von Wilhelm Schwerdtfeger                                                                      |                |
| 09065984 | Moltkestraße 36 (Lage)                           | Mietshaus                                                                                   | Mietshaus und Einfriedung, 1901–1902 von August Hausherr                                                 |                |
| 09065984 | Moltkestraße 36 (Lage)                           | Mietshaus                                                                                   | Remise, erweitert 1905                                                                                   |                |
| 09065992 | Mommsenstraße 11 (Lage)                          | Mietshaus Bestandteil des Ensembles: Mommsenstraße                                          | 1904 von Karl August Dehmel                                                                              |                |
| 09065993 | Mommsenstraße 15 (Lage)                          | Mietshaus                                                                                   | 1894–1895 von Paul Boswau                                                                                |                |
| 09065998 | Neuchateller Straße 19–20G (Lage)                | Wohnanlage                                                                                  | 1929–1930 von Mebes & Emmerich und Anton Brenner                                                         |                |
| 09066001 | Oberhofer Platz 2 (Lage)                         | Ev. Petrus-Kirche                                                                           | 1897–1898 von Goldbach                                                                                   |                |
| 09066003 | Oberhofer Platz 8 (Lage)                         | Einfamilienhaus Bestandteil des Ensembles: Oberhofer Platz                                  | 1883 von Adolph Born                                                                                     |                |
| 09066005 | Oberhofer Weg 1 Kranoldplatz (Lage)              | Wohn- und Geschäftshaus                                                                     | 1898–1899 von Franz und Hermann Wessel und Carl Burchardt                                                |                |
| 09066005 | Oberhofer Weg 1 Kranoldplatz (Lage)              | Wohn- und Geschäftshaus                                                                     | Tanzsaal, 1890–1891 von Julius Vogler                                                                    |                |
| 09066009 | Ostpreußendamm 27 Bäkestraße (Lage)              | Wohnhaus                                                                                    | 1913–1914 von Schlösser & Weirether                                                                      |                |
| 09066011 | Ostpreußendamm 47 (Lage)                         | Wohnhaus                                                                                    | 1873 von Otto Pascal                                                                                     |                |
| 09066012 | Ostpreußendamm 52 Goethestraße 40 (Lage)         | Carstenn’sche Gasanstalt                                                                    | Wasserbassin des Glockengasbehälters, 1877, 1939 Bunker-Einbau                                           |                |
| 09066012 | Ostpreußendamm 52 Goethestraße 40 (Lage)         | Carstenn’sche Gasanstalt                                                                    | Beamtenwohnhaus, 1883–1884; Anbau, 1921 von Paul Karchow                                                 |                |
| 09066014 | Ostpreußendamm 64 (Lage)                         | Pfarrhaus Giesensdorf Bestandteil des Ensembles: Ostpreußendamm                             | 1869; Anbau Ev. Gemeindehaus Lichterfelde Süd, 1924–1925 von Bruno Möhring und Hans Spitzner mit Saalbau |                |
| 09066014 | Ostpreußendamm 64 (Lage)                         | Pfarrhaus Giesensdorf Bestandteil des Ensembles: Ostpreußendamm                             | Kindergarten im Hof                                                                                      |                |
| 09066015 | Ostpreußendamm 111 (Lage)                        | Landwirtschaftliche Versuchsstation des Deutschen Kalisyndikats, Büro-, Labor- und Wohnhaus | 1929 von A. J. Koester und K. Beckmann                                                                   |                |
| 09066016 | Ostpreußendamm 131A Osdorfer Straße (Lage)       | Dorfkirche Giesensdorf Bestandteil des Ensembles: Ostpreußendamm                            | 14. Jh.                                                                                                  |                |
| 09066017 | Ostpreußendamm 136 (Lage)                        | Wohnhaus                                                                                    | 1913–1914 von Bruno Möhring                                                                              |                |
| 09066018 | Ostpreußendamm 144–149 (Lage)                    | Reichsbahnfunk-Vorempfangsstelle                                                            | 1933–1934 von Hugo Röttcher (Reichsbahn-Neubauamt)                                                       |                |
| 09066019 | Ostpreußendamm 153–153A Schillerstraße 31 (Lage) | Mietshaus                                                                                   | 1925–1926 von Bruno Möhring und Hans Spitzner                                                            |                |
| 09066020 | Ostpreußendamm 154–155 (Lage)                    | Doppelwohnhaus                                                                              | 1924–1925 von Goßler (?)                                                                                 |                |
| 09066021 | Ostpreußendamm 160 (Lage)                        | Wohnhaus                                                                                    | 1887 von Theodor Prüfer, Anbau 1939                                                                      |                |
| 09066022 | Ostpreußendamm 170 (Lage)                        | Wohnhaus                                                                                    | 1935–1936 von Georg Thoféhrn                                                                             |                |
| 09066027 | Parallelstraße 13B (Lage)                        | Wohnhaus                                                                                    | 1892–1893 von Hugo Mehl, Umbau 1901–1902 von Hermann und Otto Hausherr                                   |                |
| 09066031 | Parallelstraße 21 (Lage)                         | Dreifamilienhaus Bestandteil des Ensembles: Oberhofer Platz                                 | 1891–1892 von August Torgus                                                                              |                |
| 09066035 | Parallelstraße 29A (Lage)                        | Gemeindehaus                                                                                | 1929–1930 von Otto Kuhlmann                                                                              |                |
| 09066042 | Paulinenstraße 8 (Lage)                          | Wohnhaus Bestandteil des Ensembles: Paulinenstraße                                          | 1903–1904 von Georg Böhme                                                                                |                |
| 09066045 | Paulinenstraße 14 (Lage)                         | Wohnhaus                                                                                    | 1924–1925 von Bruno Möhring                                                                              |                |
| 09066053 | Potsdamer Straße 6 Weddigenweg 7 (Lage)          | Wohnhaus                                                                                    | 1902–1903 von Hans Grube                                                                                 |                |
| 09066054 | Potsdamer Straße 8 (Lage)                        | Wohnhaus                                                                                    | 1899 von Georg Böhme                                                                                     |                |
| 09066055 | Potsdamer Straße 9 (Lage)                        | Wohnhaus                                                                                    | 1899 von Georg Böhme                                                                                     |                |
| 09066056 | Potsdamer Straße 20A Holbeinstraße (Lage)        | Wohnhaus                                                                                    | 1924 von Otto Firle                                                                                      |                |
| 09066057 | Potsdamer Straße 22A (Lage)                      | Wohnhaus                                                                                    | 1894–1995 von Spalding & Grenander                                                                       |                |
| 09066058 | Potsdamer Straße 39 Baseler Straße 25 (Lage)     | Wohnhaus                                                                                    | Wohnhaus, 1885 von Max Nagel                                                                             |                |
| 09066058 | Potsdamer Straße 39 Baseler Straße 25 (Lage)     | Wohnhaus                                                                                    | Vorgarten mit Brunnenbecken                                                                              |                |
| 09097755 | Potsdamer Straße 55 (Lage)                       | Villa Dr. Ebert                                                                             | 1893 von F. Pumplun                                                                                      |                |
| 09066064 | Potsdamer Straße 58A (Lage)                      | Wohnhaus                                                                                    | 1899 von Georg Böhme                                                                                     |                |
| 09066069 | Prausestraße 36/38 Kyllmannstraße (Lage)         | Mietshaus                                                                                   | 1911–1912 von W. Schädel                                                                                 |                |
| 09066070 | Promenadenstraße 11 (Lage)                       | Wohnhaus                                                                                    | 1889–1890 von Richard Reinhold Hintz                                                                     |                |
| 09066071 | Promenadenstraße 15B (Lage)                      | Wohnhaus                                                                                    | 1924–1925 von Heinrich Straumer                                                                          |                |
| 09097816 | Promenadenstraße 15C (Lage)                      | Villa                                                                                       | 1883–1884, 1889 von Hermann Huntemüller; Umbau 1923 von Adolph Born                                      |                |
| 09066075 | Ringstraße 2–3 Wüllenweberweg 2/4 (Lage)         | Oberrealschule Lichterfelde (Lilienthal-Gymnasium)                                          | 1896 von Heinrich Theising                                                                               |                |
| 09066074 | Ringstraße 10–10A Dürerstraße (Lage)             | Mietshaus                                                                                   | 1903–1904 von August Höhne                                                                               |                |
| 09066076 | Ringstraße 10B Dürerstraße (Lage)                | Wohnhaus                                                                                    | 1872 von Robert Urban, Umbauten 1899 und 1902 von Julius Assmann                                         |                |
| 09066077 | Ringstraße 18 (Lage)                             | Zweifamilienhaus                                                                            | 1906–1907 von Robert Kleinau                                                                             |                |
| 09066078 | Ringstraße 25A (Lage)                            | Wohnhaus                                                                                    | 1905–1906 von Ferdinand Stabernack                                                                       |                |
| 09066080 | Ringstraße 28 (Lage)                             | Villa Bestandteil des Ensembles: Baseler Straße 39…                                         | 1896–1898 von Emil Schwerdtfeger                                                                         |                |
| 09066083 | Ringstraße 68 (Lage)                             | Wohnhaus Bestandteil des Ensembles: Baseler Straße 39…                                      | 1903–1905 von Ferdinand Stabernack                                                                       |                |
| 09066092 | Ringstraße 89 (Lage)                             | Landhaus Grimm                                                                              | 1911 von Heinrich Straumer                                                                               |                |
| 09066093 | Ringstraße 108 (Lage)                            | Wohnhaus                                                                                    | 1922 von Heuer & Kühne                                                                                   |                |
| 09066094 | Ritterstraße 1 (Lage)                            | Wohnhaus                                                                                    | 1889–1890 von A. Bartholomaeus                                                                           | Ritterstraße 1 |
| 09066095 | Ruthnerweg 8 (Lage)                              | Wohnhaus                                                                                    | 1929–1930 von Werner Issel                                                                               |                |
| 09066102 | Söhtstraße 1 Wüllenweberweg 3 (Lage)             | Wohnhaus                                                                                    | 1904–1905 von Otto Hausherr, Fassade von Otto Gustav Frenzel                                             |                |
| 09066139 | Stockweg 14 (Lage)                               | Wohnhaus                                                                                    | 1878 von P. Vogeler                                                                                      |                |
| 09066140 | Stockweg 16A (Lage)                              | Mietshaus                                                                                   | 1874 von Cäsar Müller                                                                                    |                |
| 09066143 | Stubenrauchstraße 4 ()                           | Mietshaus                                                                                   | 1893–1894 von August Höhne                                                                               |                |
| 09066145 | Tietzenweg 94 (Lage)                             | Wohnhaus                                                                                    | 1891–1892 von H. Lucas                                                                                   |                |
| 09066146 | Tietzenweg 108 Söhtstraße 6B (Lage)              | Gemeindeschule                                                                              | 1904–1906 von Pahl und Franke                                                                            |                |
| 09066149 | Tietzenweg 130 Wüllenweberweg 6 (Lage)           | Pfarrhaus der Paulusgemeinde                                                                | 1900–1901 von Fritz Gottlob                                                                              |                |
| 09066156 | Unter den Eichen 87 (ehem. Nr. 85E) (Lage)       | Landhaus Raebel                                                                             | 1924–1925 von Hermann Raebel                                                                             |                |
| 09066158 | Unter den Eichen 91 (Lage)                       | Wohnhaus Bestandteil des Ensembles: Unter den Eichen                                        | 1902–1903 von Felix Lindhorst                                                                            |                |
| 09066110 | Viktoriastraße 5 (Lage)                          | Mietshaus Bestandteil des Ensembles: Sophienstraße                                          | 1895–1897 von Friedrich Mating                                                                           |                |
| 09066160 | Walter-Linse-Straße 9 (Lage)                     | Landhaus                                                                                    | 1894–1895 von Gustav Lilienthal                                                                          |                |
| 09066162 | Weddigenweg 25 (Lage)                            | Wohnhaus                                                                                    | 1908–1909 von Georg Böhme                                                                                |                |
| 09066163 | Weddigenweg 37 Ringstraße (Lage)                 | Einzelwohnhaus                                                                              | 1900–1901 von Meier & Werle                                                                              |                |
| 09066165 | Willdenowstraße 32/34 (Lage)                     | Wohnhaus                                                                                    | 1926–1927 von Scherer & Äeppli                                                                           |                |
| 09066165 | Willdenowstraße 32/34 (Lage)                     | Wohnhaus                                                                                    | straßenseitige Einfriedung, Pergolen und Terrassenanlage                                                 |                |

## Gartendenkmale
| Nr.      | Lage | Offizielle Bezeichnung                                        | Beschreibung | Bild |
| -------- | --- | ------------------------------------------------------------- | --- | ---- |
| 09046277 | Augustaplatz (Lage)                                                                                            | Stadtplatz Bestandteil des Ensembles: Augustaplatz            | 1872 von Hoffmann, Umgestaltungen 1905–09, 1949–57, Wiederherstellung 1984 |      |
| 09046279 | Bassermannweg 7B–11A (Lage)                                                                                    | Vorgärten                                                     | 1889–1890 (siehe auch Gesamtanlage Bassermannweg 7B–11A) |      |
| 09031272 | Curtiusstraße 101 Lotzestraße 3, 5 (Lage)                                                                      | Hausgarten                                                    | 1926–1928 von Heinrich Friedrich Wiepking-Jürgensmann (siehe auch Baudenkmal Curtiusstraße 101)                                                                                       |      |
| 09046285 | Dürerstraße 28A (Lage)                                                                                         | Hausgarten Bestandteil des Ensembles: Drakestraße             | 1895, Umgestaltung 1930 von Karl Foerster, Hermann Mattern |      |
| 09046110 | Eduard-Spranger-Promenade Bäkestraße 2A, 14A Herwarthstraße Königsberger Straße 25D Krahmerstraße 14 (Lage)    | Park am Teltowkanal                                           | seit 1808, 1913–1914 (siehe auch Baudenkmal Bäkestraße 14A) |      |
| 09046287 | Grabenstraße 40 (Lage)                                                                                         | Landhausgarten Bestandteil des Ensembles: Oberhofer Platz     | 1894 von Reimer & Körte, um 1924 verändert (siehe auch Baudenkmal Grabenstraße 40) |      |
| 09046290 | Hindenburgdamm 28 (Lage)                                                                                       | Gutspark                                                      | ab 1864, seit 1905 Veränderungen (siehe auch Baudenkmal Hindenburgdamm 28) |      |
| 09046291 | Hindenburgdamm 81–82 (Lage)                                                                                    | Gartenhof                                                     | 1924–1925 (siehe auch Baudenkmal Hindenburgdamm 81–82) |      |
| 09046292 | Holbeinstraße 2 (Lage)                                                                                         | Hausgarten                                                    | 1894–1895 (siehe auch Baudenkmal Holbeinstraße 2) |      |
| 09046293 | Hortensienstraße 19–21C (Lage)                                                                                 | Mietshausvorgarten                                            | 1927 (siehe auch Baudenkmal Hortensienstraße 19–21C) |      |
| 09046294 | Jungfernstieg 12A (Lage)                                                                                       | Villengarten                                                  | 1892–1893 von A. Schütz und Zaar & Vahl (siehe auch Baudenkmal Jungfernstieg 12A) |      |
| 09046295 | Jungfernstieg 26A (Lage)                                                                                       | Pflasterung                                                   | 1921 (siehe auch Baudenkmal Jungfernstieg 26A) |      |
| 09046296 | Kommandantenstraße 9–12A Friedrichstraße 12 (Lage)                                                             | Gartenanlagen des Altersheimes Rotherstift                    | 1896–1898 von Alfred Koerner (siehe auch Baudenkmal Kommandantenstraße 9–12) |      |
| 09046297 | Königin-Luise-Platz Altensteinstraße 2/6 Königin-Luise-Straße 6/8 Unter den Eichen 5–10 Willdenowstraße (Lage) | Botanischer Garten                                            | 1898–1910 von Gustav Ferdinand Axel Fintelmann und Adolf Engler, Alfred Koerner, Erweiterung um 1972 (siehe auch Gesamtanlage Königin-Luise-Platz)                                    |      |
| 09046302 | Manteuffelstraße 23A–B (Lage)                                                                                  | Vorgarten                                                     | 1913 |      |
| 09046303 | Marienplatz (Lage)                                                                                             | Stadtplatz                                                    | 1869 und 1894–1895, 1983 wiederhergestellt |      |
| 09046305 | Schillerstraße 14 (Lage)                                                                                       | Villengarten Bestandteil des Ensembles: Frauenstraße          | 1892 |      |
| 09046308 | Schütte-Lanz-Straße 37 (Lage)                                                                                  | Lilienthalpark                                                | 1894 und 1928–1933 von Fritz Freymüller und Paul Eschenbach |      |
| 09046310 | Thuner Platz 2/4 (Lage)                                                                                        | Parkfriedhof                                                  | 1908–1911 von Friedrich Bauer, Erweiterungen, 1926–1927 von Erwin Barth, und 1938 |      |
| 09046310 | Thuner Platz 2/4 (Lage)                                                                                        | Parkfriedhof                                                  | Verwaltungsgebäude, 1910–1911 von Ernst Petersen |      |
| 09046310 | Thuner Platz 2/4 (Lage)                                                                                        | Parkfriedhof                                                  | Kapelle, 1912–1913 von Ernst Petersen |      |
| 09046311 | Unter den Eichen (Lage)                                                                                        | Steinbahn Abschnitt zwischen Asternplatz und Fabeckstraße Weg | Allee zwischen Berlin und Potsdam, 1791–1795 von Carl Gotthard Langhans und Hans Moritz Graf von Brühl, seit 1860 Veränderungen (siehe auch Gartendenkmal Berliner Straße, Steinbahn) |      |

## Ehemalige Denkmale
| Nr.       | Lage                          | Offizielle Bezeichnung | Beschreibung | Bild |
| --------- | ----------------------------- | ---------------------- | --- | ---- |
| unbekannt | Baseler Straße 72 (Lage)      | Hausgarten             | um 1907 von Georg Böhme; nach 2001 Denkmalschutz aufgehoben                                                               |      |
| 09066101  | Schütte-Lanz-Straße 37 (Lage) | Lilienthalgedenkstätte | 1932–1933 von Fritz Freymüller; seit 2007 kein gesondertes Baudenkmal mehr, jedoch Teil des Gartendenkmals Lilienthalpark |      |